# Sibiu
Sibiu este municipiul de reședință al județului cu același nume, Transilvania, România, format din localitățile componente Păltiniș și Sibiu (reședința).
Stațiunea de iarnă Păltiniș se află la 32 km distanță de centrul municipiului, iar lacul glaciar Bâlea se află la aproximativ 75 km distanță de oraș.
Municipiul Sibiu a reprezentat și reprezintă încă unul dintre cele mai importante și înfloritoare orașe din Transilvania (precum și din România, în general), fiind unul dintre principalele centre ale coloniștilor sași stabiliți în zonă din Evul Mediu Clasic (germană Hochmittelalter). Orașul a fost capitală a Principatului Transilvaniei între anii 1692–1791 și 1849–1865. A cunoscut în ultimii ani o renaștere economică și culturală semnificativă. Sibiul este în prezent unul din orașele cu cel mai mare nivel de investiții străine din România. În anul 2007, Sibiu a devenit Capitala Culturală Europeană, împreună cu orașul Luxemburg (atunci a doua oară cu acest statut), capitala Marelui Ducat de Luxemburg (zonă din care au provenit, parțial, primele valuri de coloniști sași din Transilvania începând cu jumătatea secolului al XII-lea în timpul domniei regelui maghiar Géza al II-lea).

## Geografie
Municipiul Sibiu este situat în partea de sud a Transilvaniei, în Depresiunea Sibiului, străbătută de Râul Cibin.
Municipiul Sibiu este unul din cele mai importante orașe din Transilvania cu un remarcabil potențial de dezvoltare economică, avantajat și de poziționarea sa pe Coridorul IV Paneuropean și beneficiind de un modern Aeroport Internațional. 
Localitatea se situează la 45°47' latitudine nordică și 24°05' longitudine estică. Altitudinea față de nivelul mării variază între 415 m în Orașul de Jos și 431 m în Orașul de Sus. 
Orașul se află în zona temperat-continentală, cu influențe termice datorate zonei depresionare și a munților care îl înconjoară la sud și sud-vest.

### Climă
Localitatea se află în zona temperat-continentală, cu influențe termice datorate munților din vecinătate, însă ferită de excese. Media anuală a precipitațiilor este de 662 mm, cu valori minime în luna februarie (26,7 mm) și maxime în iunie (113 mm). Temperatura medie anuală este de 8,9 °C.

Panoramic al reliefului din zona Sibiului

### Precipitații
Clima, relieful și structura solului sibian creează condiții prielnice pentru o floră și o faună bogată. Sibiul este amplasat într-o zonă cu climat continental moderat, cu efecte microclimatice secundare date de direcția vântului la sol, influențată atât de factorii de relief, cât și de zona construită. Elementele principale ce caracterizează din punct de vedere climatic zona municipiului sunt următoarele:
• Temperatura medie multianuală: 8,8 °C
• Temperatura maximă absolută: 37,4 °C
• Temperatura minimă absolută: -31 °C
• Nebulozitatea – media anuală: 6,2
• Cantitatea medie anuală a precipitațiilor: 662 mm cu valori minime în februarie și maxime în iunie, iar numărul zilelor de îngheț de circa 120 pe an
• Umiditatea relativă a aerului atmosferic – valoarea medie multianuală este de 75%.
Iernile sunt ferite de viscole grele, primăverile sunt frumoase, verile răcoroase și toamnele târzii. Recordurile de temperatură înregistrate sunt de 37,6 °C (la Boița  în 1949) și -34,4 °C (la Sibiu în 1888).

### Curenți de aer

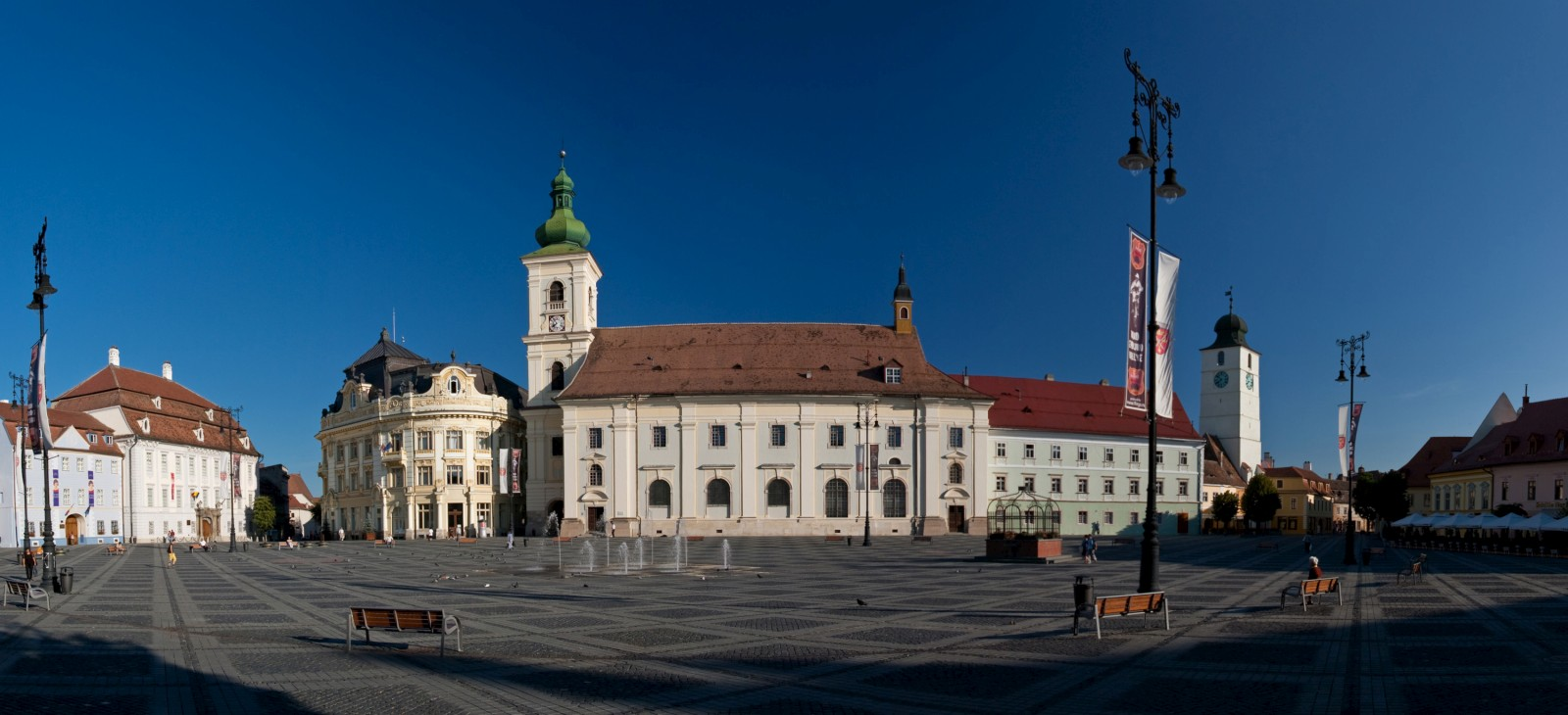
Piața Mare, latura nordică

Zona Transilvaniei, din care face parte și Sibiul, este supusă iarna unor invazii de aer rece și umed, venit din nordul și nord-vestul Europei, din vecinătatea insulelor Islanda și Groenlanda (aer polar - oceanic) care aduce zăpadă și ger.
Vânturile dominante, cu frecvența cea mai mare, sunt cele din nord-vest, vântul care bate dinspre Mureș se numește local „Mureșan”. Vânturile locale sunt brizele de munte și Vântul Mare (Mâncătorul de zăpadă) care se manifestă la începutul primăverii, în special în depresiunile de la poalele munților. Fiind un vânt föhnic, este cald, topește zăpezile, având importanță pentru activitățile agricole.

### Caracteristici geografice specifice
Ca o consecință a corelațiilor dintre componentele climatice și caracteristicile geomorfologice ale spațiului geografic sibian, în zonele depresionare de la contactul cu muntele se manifestă inversiuni de temperatură, în special în perioadele reci și calme ale anului. Se ajunge uneori ca temperatura din depresiuni să fie egală cu cea de pe vârfurile montane, iar porțiunea mediană a versantului rămâne mai caldă. În urma măsurătorilor efectuate de Stația Meteo Sibiu, în ultimii zece ani  s-au înregistrat inversiuni de origine termică, dinamică și frontală; anual se produc în jur de 100 de inversiuni, frecvența cea mai mare revenind celor de natură termică (cca. 70,2 zile/an). În momentul producerii fenomenelor climatice menționate, în zonele montane vremea este frumoasă, în schimb, în arealele depresionare aceasta este închisă și nefavorabilă deplasărilor.
Vara predomină vânturile oceanice umede dinspre vestul Europei, care determină ploi bogate în acest anotimp. Mai rare sunt revărsările de aer polar oceanic, care provoacă o răcorire temporară a timpului, ploi reci, iar în munți chiar lapoviță și ninsoare. Uneori mai bate vara și Austrul dinspre sud-vest. Un alt vânt predominant bate dinspre nord-est, însă el este înlocuit cu o mișcare a aerului, canalizată pe culoarul Visei dinspre depresiunea Sibiului.
Clima, relieful și structura solului sibian creează condiții prielnice pentru o floră și o faună bogată. Prin poziția sa, localitatea se află în zona pădurilor de stejar și gorun care urcă de la porțile orașului până pe dealurile și versanții munților din apropiere.

## Istorie

„Scaunul Sibiului” în Harta Iosefină a Transilvaniei, 1769-73

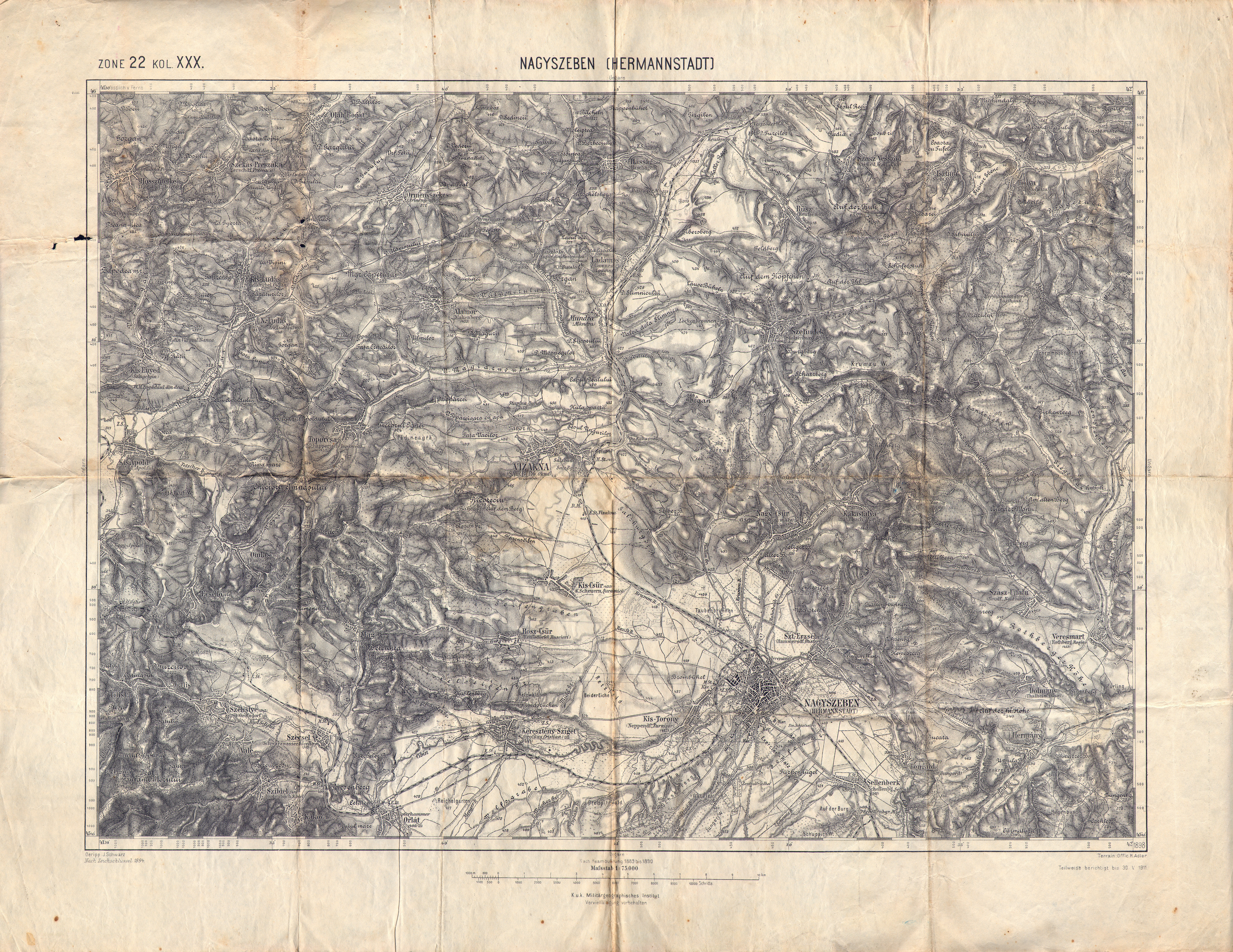
Sibiul pe harta francisco-iosefină, 1911

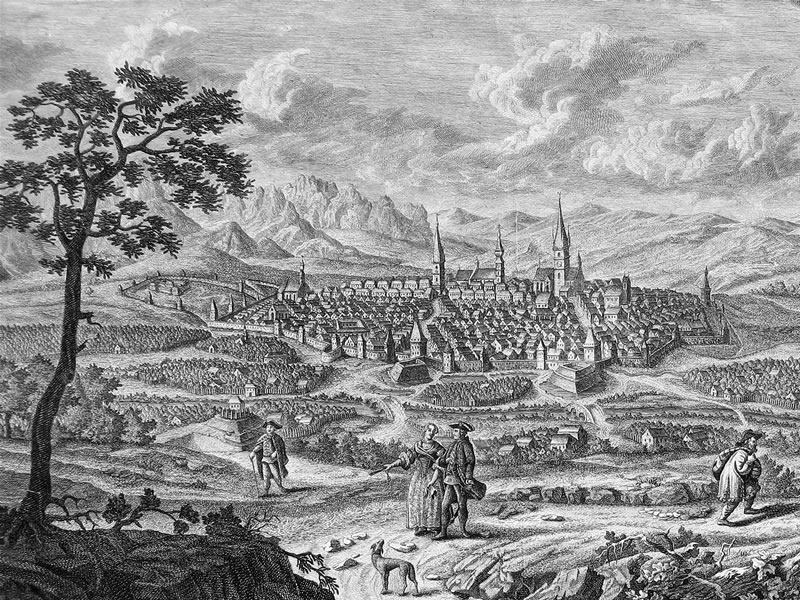
Orașul fortificat văzut dinspre Nord, circa 1750

În zona actualului cartier Gușterița se presupune că ar fi existat castrul roman Cedonia.
În cartierul Gușterița în situl arheologic numit Fântâna Rece s-a descoperit o așezare geto-dacică din secolul 2 a. Chr. aparținând culturii La Tène. În același loc s-au descoperit ateliere meșteșugărești din epoca romană aparținând secolelor 2-3 și o locuire din Neolitic. 
În situl arheologic numit Gușterița s-a descoperit o așezare din epoca romană aparținând secolelor 2-3 și vestigii din epoca migrațiilor. În același loc s-a descoperit și un depozit din epoca bronzului aparținând secolului 9 a. Chr.
În situl arheologic Piața Huet s-a descoperit o locuire din epoca bronzului timpuriu aparținând culturii Coțofeni.
Primele așezări în zona Sibiului ar fi fost castrul roman din zona Gușterița și o așezare de origine slavă. Orașul a fost înființat după mijlocul secolului al XII-lea de coloniști sași din teritoriul Rin-Mosela. Prima mențiune a cetății a fost făcută în data de 20 decembrie 1191 sub numele Cibinium într-un document ecleziastic emis de papa Celestin al III-lea, care a recunoscut la rugămintea regelui Béla al III-lea existența Prepoziturii Sibiului (praepositura Cibiniensis), scoasă de sub jurisdicția Episcopiei Transilvaniei. Prima atestare documentară în forma Hermannstadt datează din anul 1366, dar există și o mențiune mai veche a numelui Villa Hermanni (1223), denumire care făcea referire fie la arhiepiscopul Hermann al II-lea de Köln, fie la un locator cu numele Hermann. În anul 1241 așezarea a fost atacată, cucerită și parțial distrusă în marea invazie mongolă.
În secolul al XIV-lea Sibiul a devenit un mare centru de comerț și timp de secole a fost cea mai importantă cetate germană din Transilvania. Meșteșugarii din oraș erau organizați în bresle, în 1376 fiind cunoscute un număr de 19 bresle.
În anul 1366 Sibiul a fost declarat "oraș".
Aici a fost publicat, în anul 1544, Catehismul Luteran, prima carte tipărită în limba română.
Din 1692, odată cu creșterea influenței austriece, Sibiul devine sediul guvernului Transilvaniei. Aceasta este o perioadă înfloritoare a orașului, cele mai reprezentative construcții din această perioadă fiind Palatul Brukenthal și Biserica romano-catolică „Sfânta Treime”.
În anul 1717 a fost înființată prima fabrică de bere de pe actualul teritoriu al României.
În anul 1784 apare la Sibiu primul ziar din Transilvania, numit Siebenbürger Zeitung. În 1788 Martin Hochmeister deschide primul teatru de pe teritoriul actual al României (în prezent Sala Thalia a Filarmonicii de Stat).
În 1872 se construiește prima linie de cale ferată din Transilvania, calea ferată Sibiu–Copșa Mică, iar în 1897 calea ferată Sibiu–Vințu de Jos. În același an Sibiul a fost electrificat, prin racordarea la centrala hidroelectrică de la Sadu, pe baza documentațiilor întocmite de Oskar von Miller. Tot în această perioadă Sibiul este sediul asociației ASTRA și un oraș important al comunității românești. În anul 1905 a fost dat în folosință tramvaiul sibian, care a funcționat până la desființarea sa în anul 1970.
Ca urmare a celui de-al Doilea Război Mondial și a perioadei comuniste populația săsească s-a diminuat considerabil prin deportări în Siberia și mai târziu prin emigrarea masivă în Germania.
Odată cu instaurarea regimului comunist în România a avut loc marginalizarea membrilor Cercului Literar de la Sibiu, aflat pe direcția inaugurată de Titu Maiorescu în cultura română.

Sibiul în Primul Război Mondial
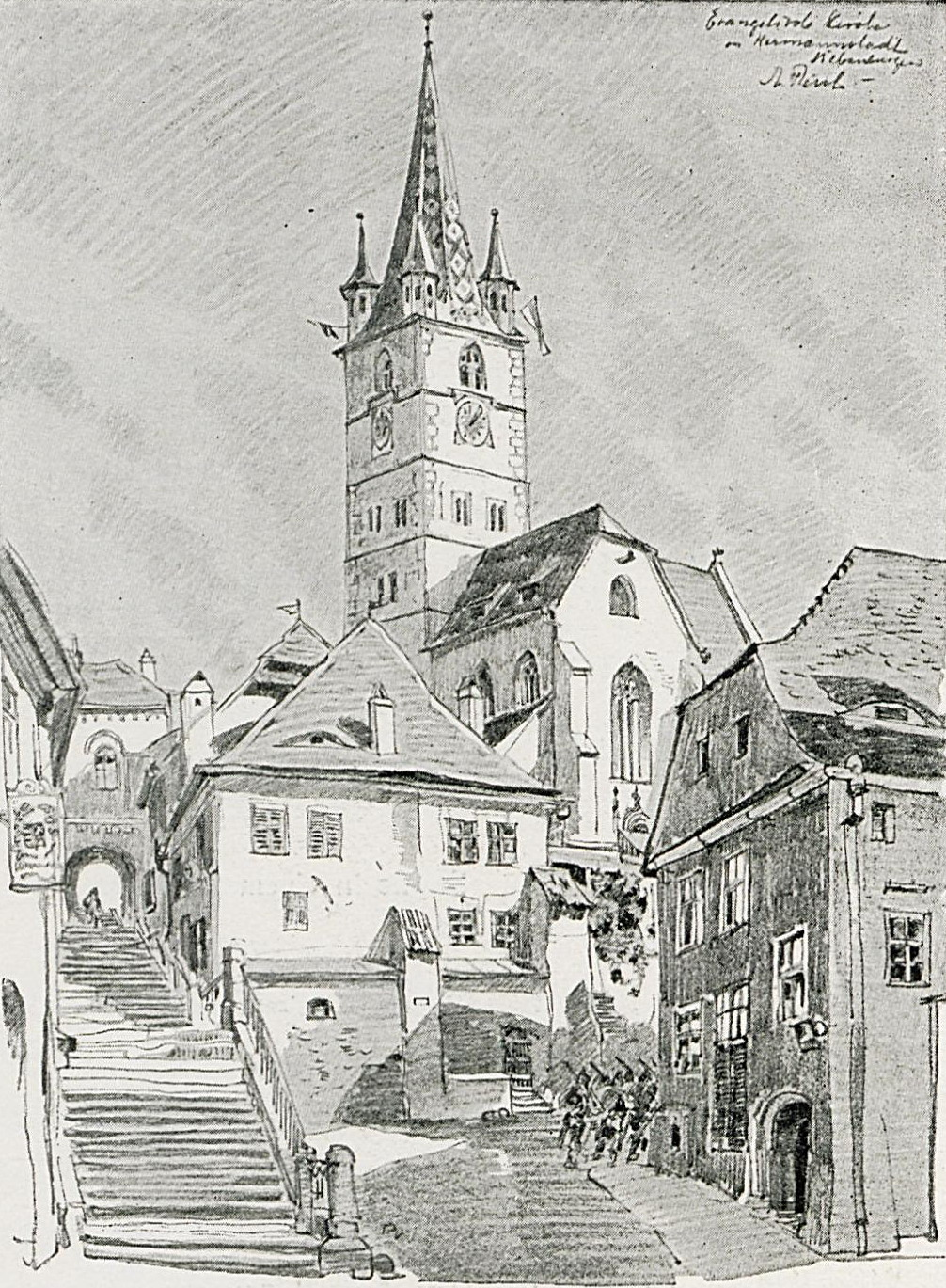
Biserica Evanghelică
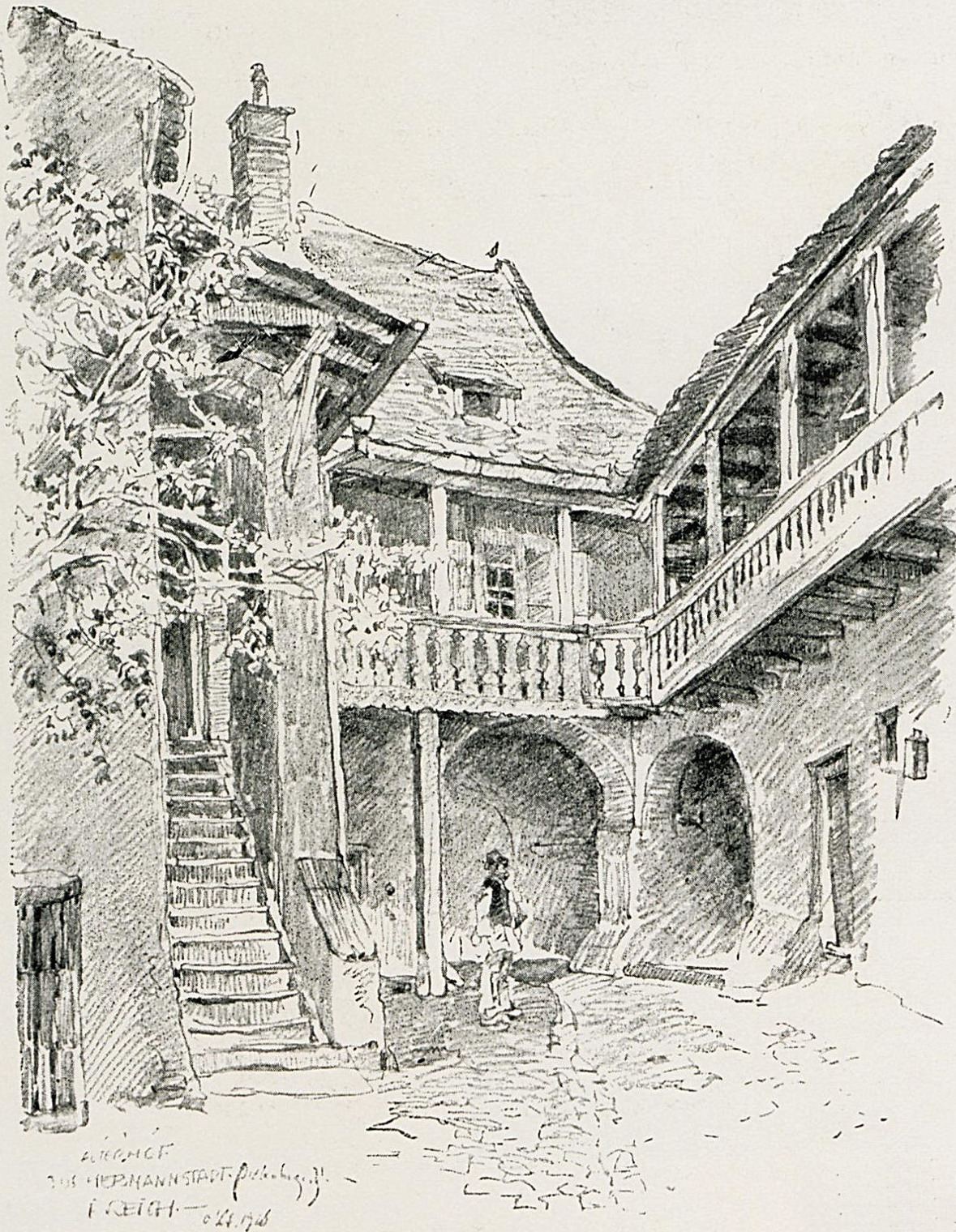
Casă veche
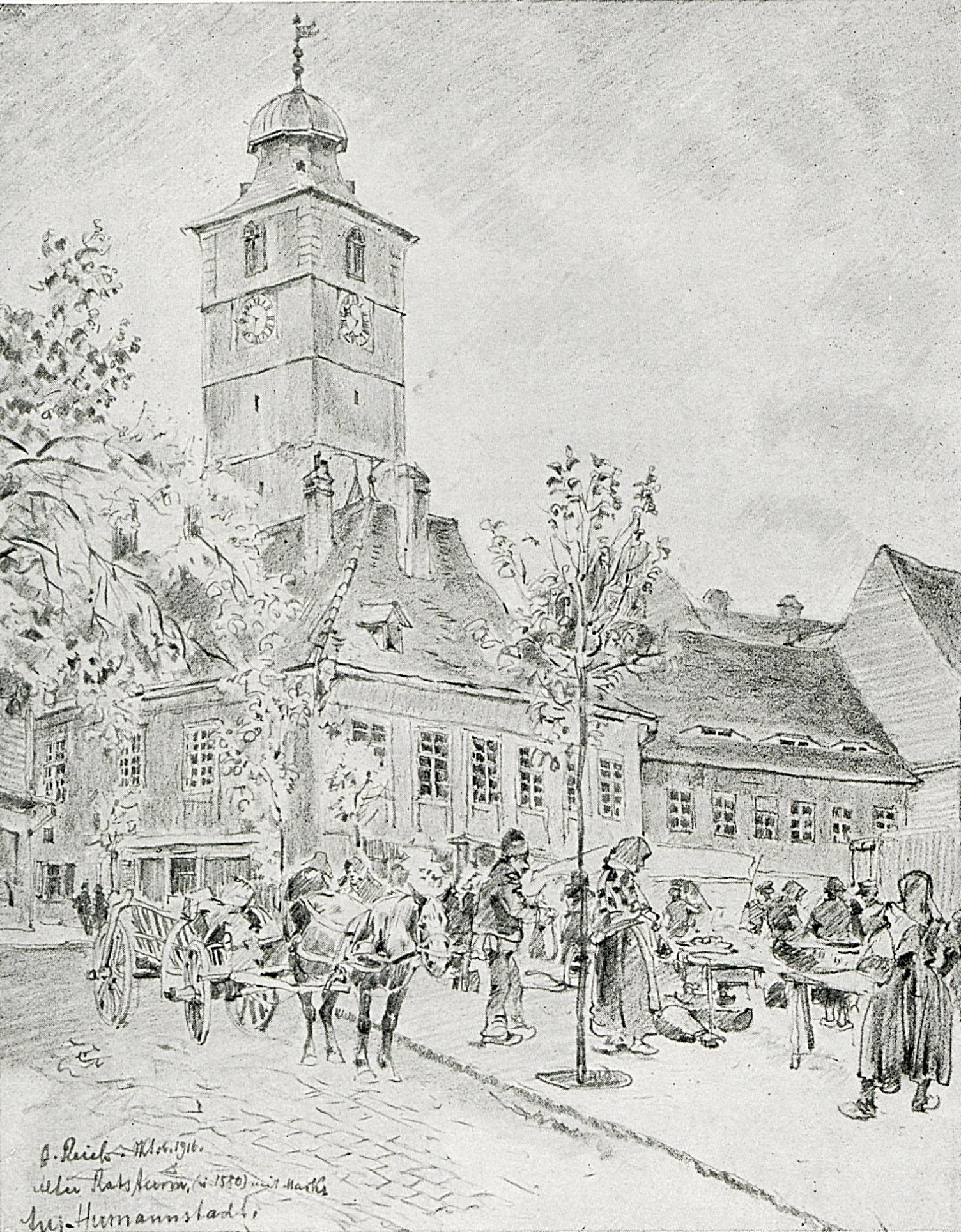
Piața Mare
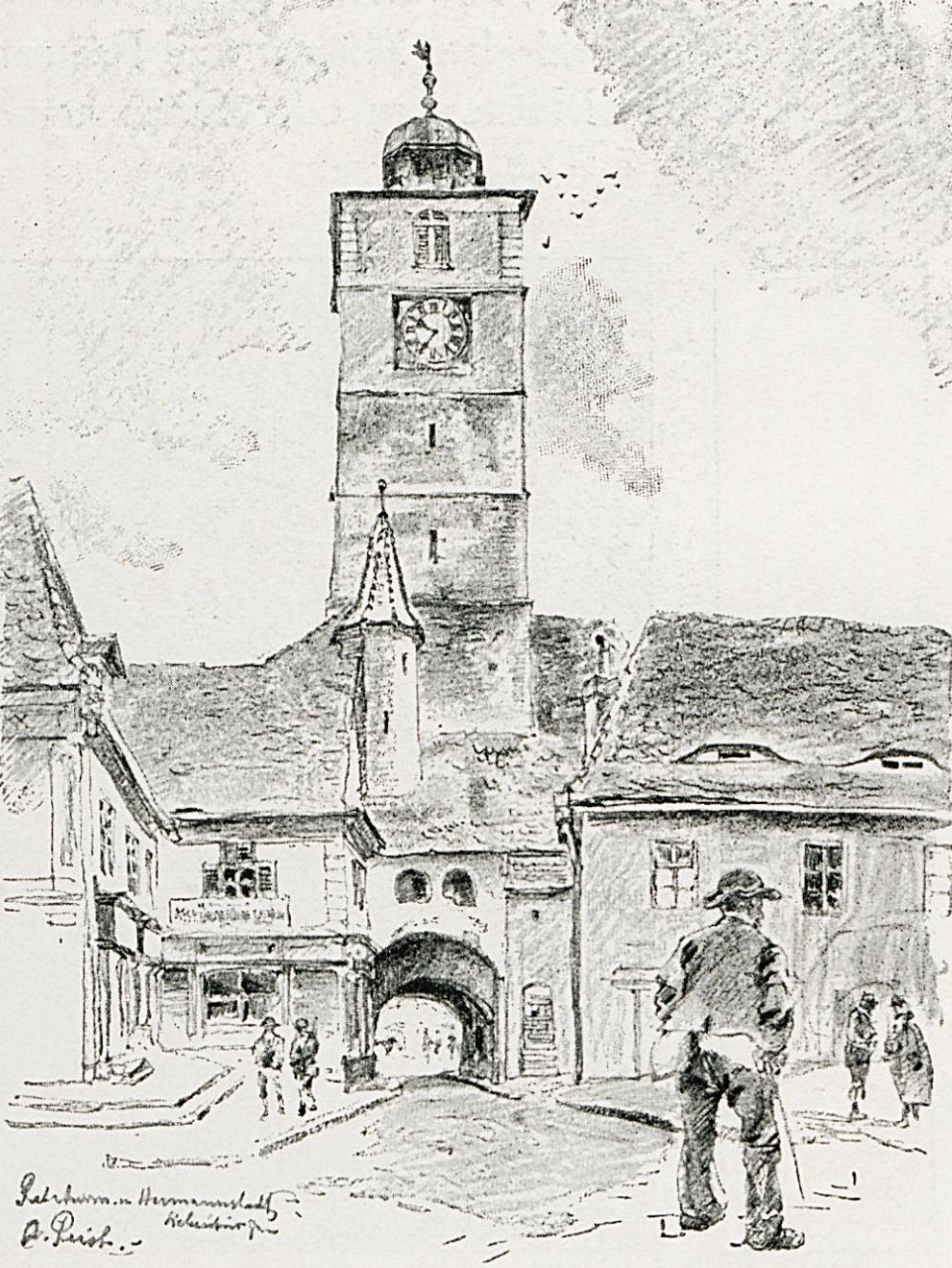
Turnul cu ceas
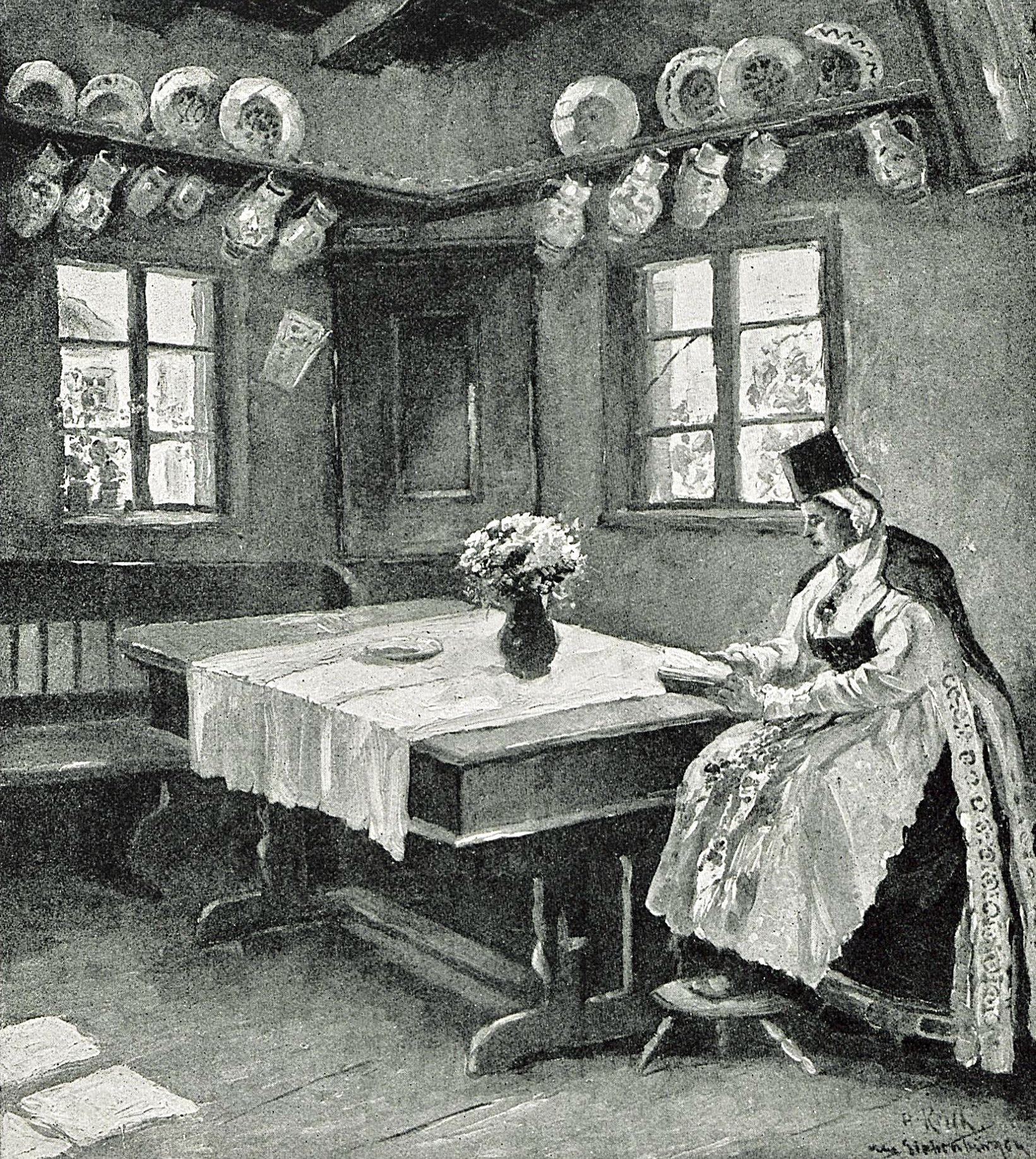
Interior de locuință săsească
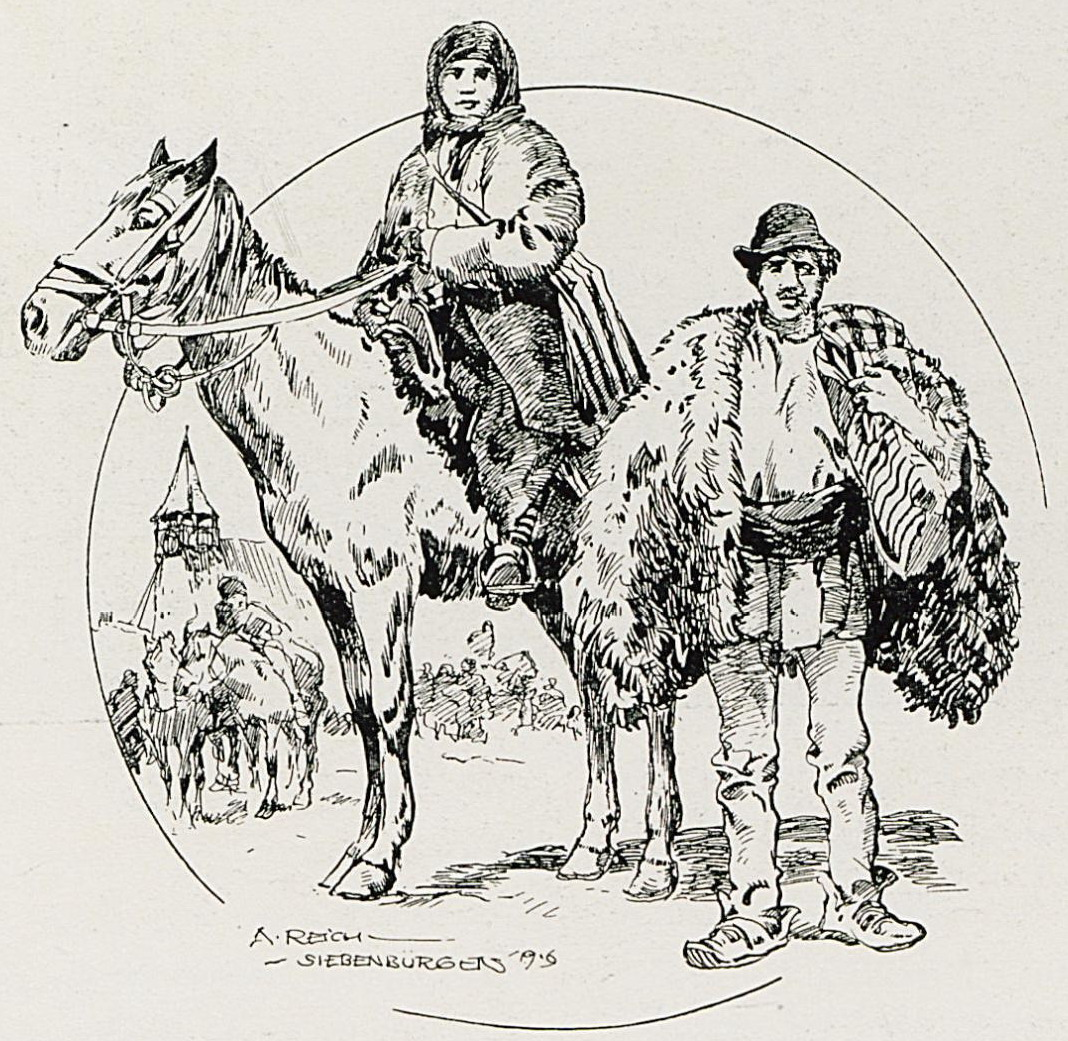
Țărani români la târg

### Evenimente importante în istoria Sibiului

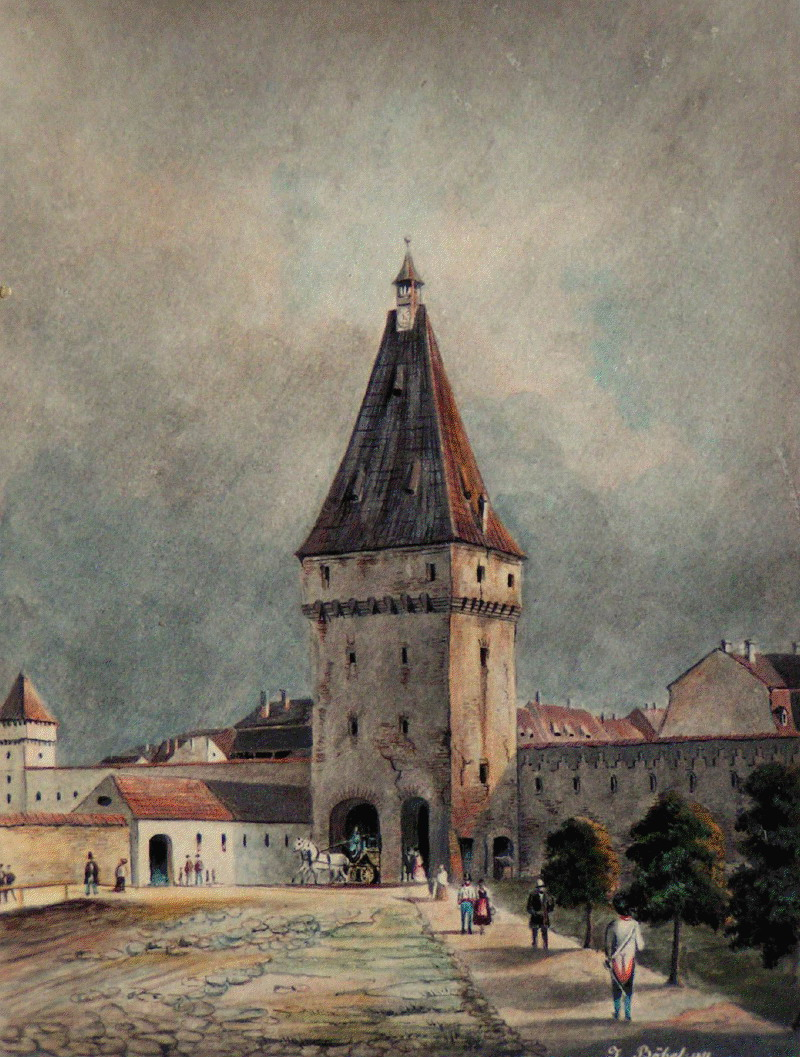
Poarta Cisnădiei (Heltauertor), ridicată la mijlocul sec. XIV, demolată între 1836-1839. Se afla la capătul actualei străzi Nicolae Bălcescu (Heltauergasse).

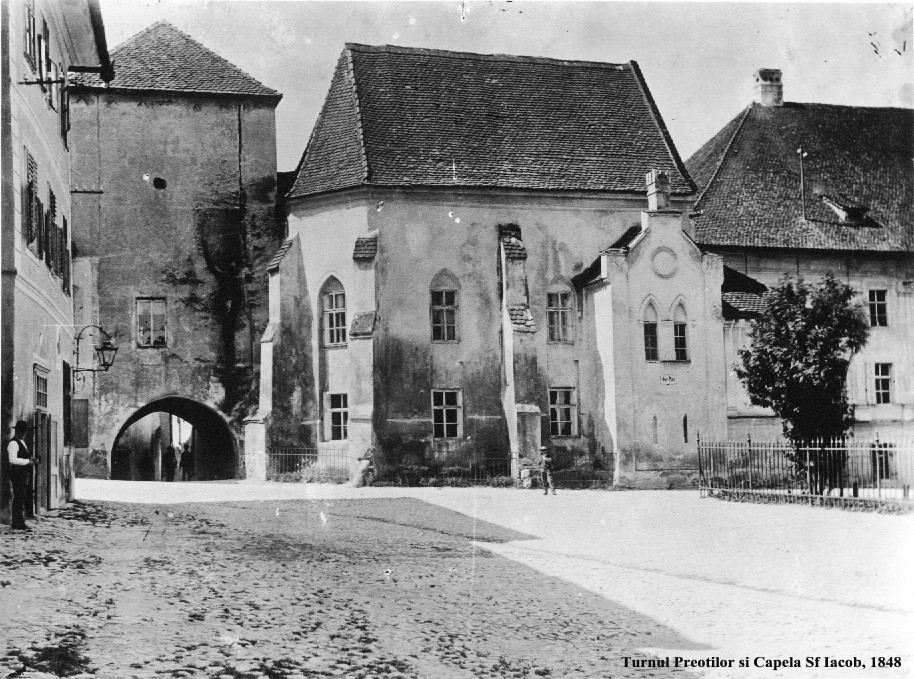
Capela Sf. Ladislau și Turnul Preoților, demolate în 1898. În dreapta imaginii este Liceul Brukenthal.

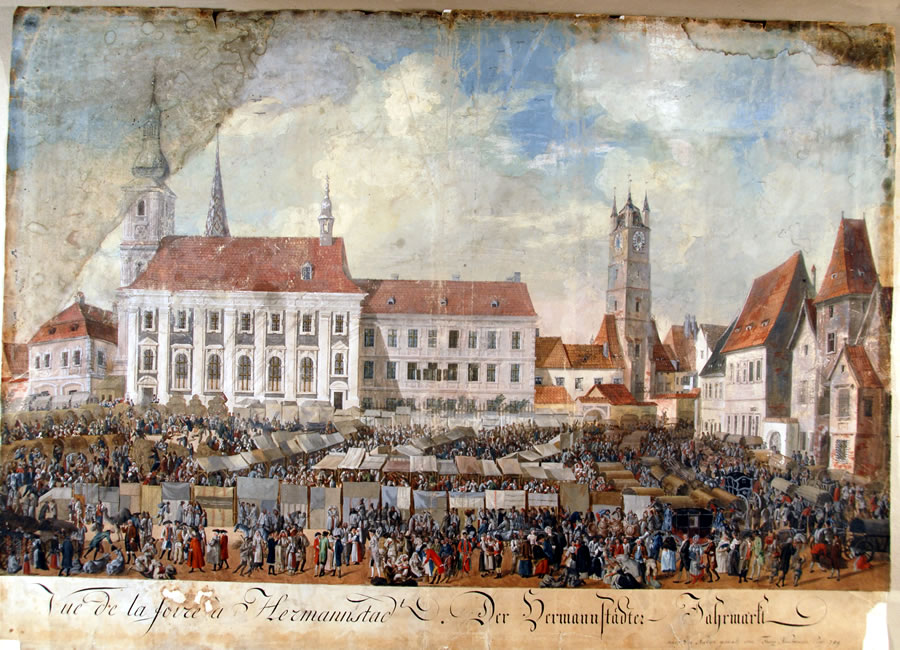
Piața Mare, Târg anual la Sibiu, 1789, de Franz Neuhauser cel Tânăr

- 1191 - A fost confirmată Prepozitura Sfântului Ladislau, care a asigurat jurisdicția ecleziastică proprie a sașilor transilvăneni.
- 1292 - Este atestat Spitalul Sf. Spirit, primul spital din Transilvania.
- 1300 - Într-un document se amintește existența Bisericii Sf. Elisabeta.[necesită citare]
- 1324 - Vizita regelui Carol Robert de Anjou.[necesită citare]
- 1350 - La Sibiu se înființează prima monetărie din Transilvania. [necesită citare]
- 1380 - A fost documentată prima școală în Regatul Ungariei.[necesită citare]
- 1493 - Oastea orașului, comandată de primarul Georg Hecht, se confruntă cu succes la Turnu Roșu cu oastea otomană.
- 1494 - Prima farmacie în Regatul Ungariei.[necesită citare]
- 1494 - Primul orologiu instalat în turn pe teritoriul actual al României.[11]
- 1534 - Prima fabrică de hârtie în Regatul Ungariei.[necesită citare]
- 1544 - A fost tipărit la Sibiu Catehismul luteran, una din primele carti în limba română. [necesită citare]
- 1551 - Inginerul Conrad Haas, comandantul Arsenalului din Sibiu, realizează primul experiment cu rachete din lume.
- 1671 - Valentin Frank, fiul primarului din Sibiu, publică un poem în care descrie descoperirea gazului metan la Bazna.
- 1692 - Sibiul (Hermannstadt) a devenit capitala Transilvaniei (până în 1791).
- 1703, 5 decembrie - Primarul Johann Sachs von Harteneck este decapitat, după ce a criticat faptul că sașii, care reprezentau 10% din populație, plăteau 60% din taxele încasate în Transilvania.
- 1717 - Este înființată prima fabrică de bere de pe actualul teritoriu al României, după ce în 1712 împăratul Carol al VI-lea acordase orașului un privilegiu în acest sens.[necesită citare]
- 1769 - Prima sală pentru spectacole de teatru se deschide în casa baronului von Möringer din Piața Mare (Casa Albastră). Aceasta a funcționat între anii 1769-1783.[necesită citare]
- 1777 - Samuel Hahnemann activează la Sibiu ca bibliotecar și medic al baronului Samuel von Brukenthal. În cei doi ani petrecuți la Sibiu cataloghează inclusiv colecția numismatică a lui Brukenthal.
- 1782 - Franz-Joseph Müller von Reichenstein descoperă în laboratorul său de pe Fleischergasse (în prezent strada Mitropoliei) elementul chimic telur.
- 1788 - Librarul Martin Hochmeister amenajează în Turnul Gros primul teatru permanent din Transilvania.
- 1817 - Vizita împăratului Francisc I și a împărătesei Carolina Augusta la Sibiu, ocazie cu care a fost inaugurat Muzeul Brukenthal.
- 1826 - Primarul Martin von Hochmeister reface pe cheltuială proprie Sala Talia, afectată de un incendiu.
- 1861 - Se înființează societatea Asociația Transilvană pentru Literatura Română și Cultura Poporului Român (ASTRA).
- 1863 - Dieta de la Sibiu, alcătuită din 58 de deputați români, 56 de deputați maghiari și secui și 44 de deputați sași. Deputații români și sași au votat legea egalei îndreptățiri a națiunii române și a confesiunilor sale, precum și legea pentru folosirea limbii române în administrație și justiție, pe principiul egalității cu limbile maghiară și germană. Legea a fost promulgată la 6 ianuarie 1865.
- 1872 - Este dată în exploatare linia ferată Sibiu-Copșa Mică.
- 1896 - Prima linie electrică din sud-estul Europei, între Sadu, Cisnădie și Sibiu.
- 1904 - Al doilea oraș din Europa și al treilea din lume în care este utilizat omnibuzul - un precursor al troleibuzului.[necesită citare]
- 1905 - Introducerea tramvaiului sibian.[necesită citare]
- 1928 - Prima grădină zoologică din România.[necesită citare]
- 1941 - Sașii au devenit o minoritate în oraș.[necesită citare]
- 1989 - Al doilea oraș participant la Revoluția din 1989.[necesită citare]
- 2007 - Capitală Culturală Europeană 2007 împreună cu orașul Luxemburg[12]
- 2010 - La 1 decembrie, cu ocazia Zilei Naționale, se dă în folosință autostrada de centură a municipiului, parte a autostrăzii A1.
- 2019 - La Sibiu are loc, cu ocazia Uniunea Europeană (U.E.), 9 mai, un Summit la care participă șefii de stat sau de guvern ale țărilor membre UE, cu excepția Regatului Unit.[13][14]

### Stema

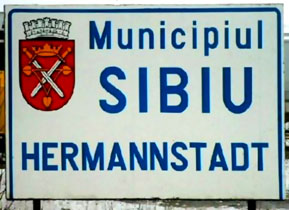
Stema Sibiului situată la intrarea în municipiu pe o placă bilingvă româno-germană.

În scut, pe fond roșu, un trichet de aur, răsturnat, având colțurile terminate în formă de inimă de același metal și străpuns de două spade încrucișate (de către Anselm de Braz, unul dintre primii coloniști sași în Transilvania și în zona Sibiului mai precis, conform unei legende fondatoare a orașului) cu vârful în jos, cu mânerul și garda de aur și cu lamele de argint. Cele două săbii susțin o coroană de aur și simbolizează lupta pentru apărare a orașului. Scutul este timbrat de o coroană murală cu șapte turnuri, simbolizând statutul de municipiu al Sibiului. Trichetul este vechiul simbol al orașului. A fost utilizat și pentru stema Transilvaniei într-un sigiliu din 1550. De asemena, trichetul conține trei flori de nufăr, acestea simbolizând terenul de odinioară (mlăștinos mai precis) pe care sașii transilvani l-au găsit în zona Sibiului/Hermannstadt înainte să o colonizeze și fortifice.

## Demografie
Cu cei 147.245 de locuitori permanenți (2011) și 30.000 de locuitori temporari, în special studenți, Sibiul este cel mai mare oraș din județ. Comunitatea locală este alcătuită din grupuri etnice diverse. Marea majoritate a populației este reprezentată de români (94%) care conviețuiesc cu germanii, descendenți ai coloniștilor care au emigrat în secolul al XII-lea din zona Luxemburg, Lorena, Alsacia. Lor li se alătură maghiari, rromi și o foarte puțin numeroasă comunitate evreiască, cu toții contribuind prin influențe culturale specifice la viața orașului. Aceeași diversitate caracterizează și viața religioasă. Alături de ortodocși, la Sibiu își practică liber credința reformați, romano-catolici, greco-catolici și evanghelici-luterani. Structura socială a orașului este bazată pe o experiența de viața istorică și multiculturală, diversitatea locuitorilor săi, aparținând diferitelor grupuri etnice, generații și stiluri de viață, dând orașului o aură specială.
De-a lungul timpului, o dată cu dezvoltarea economică a orașului și extinderea acestuia, a crescut și populația sa. Acestea sunt datele pentru ultimii 150 de ani:
- 1850: || 12.765 locuitori
- 1900: |||| 21.465 locuitori
- 1930: |||||||||| 49.345 locuitori
- 1941: |||||||||||||| 63.765 locuitori
- 1948: |||||||||||||| 60.602 locuitori
- 1956: ||||||||||||||||||| 90.475 locuitori
- 1966: |||||||||||||||||||||| 109.515 locuitori
- 1977: |||||||||||||||||||||||||||||| 151.005 locuitori
- 1992: |||||||||||||||||||||||||||||||||| 169.610 locuitori
- 2002: ||||||||||||||||||||||||||||||| 155.045 locuitori
- 2011: ||||||||||||||||||||||||||||| 147.245 locuitori
- 2021: |||||||||||||||||||||||||| 134.309 locuitori

### Populația istorică

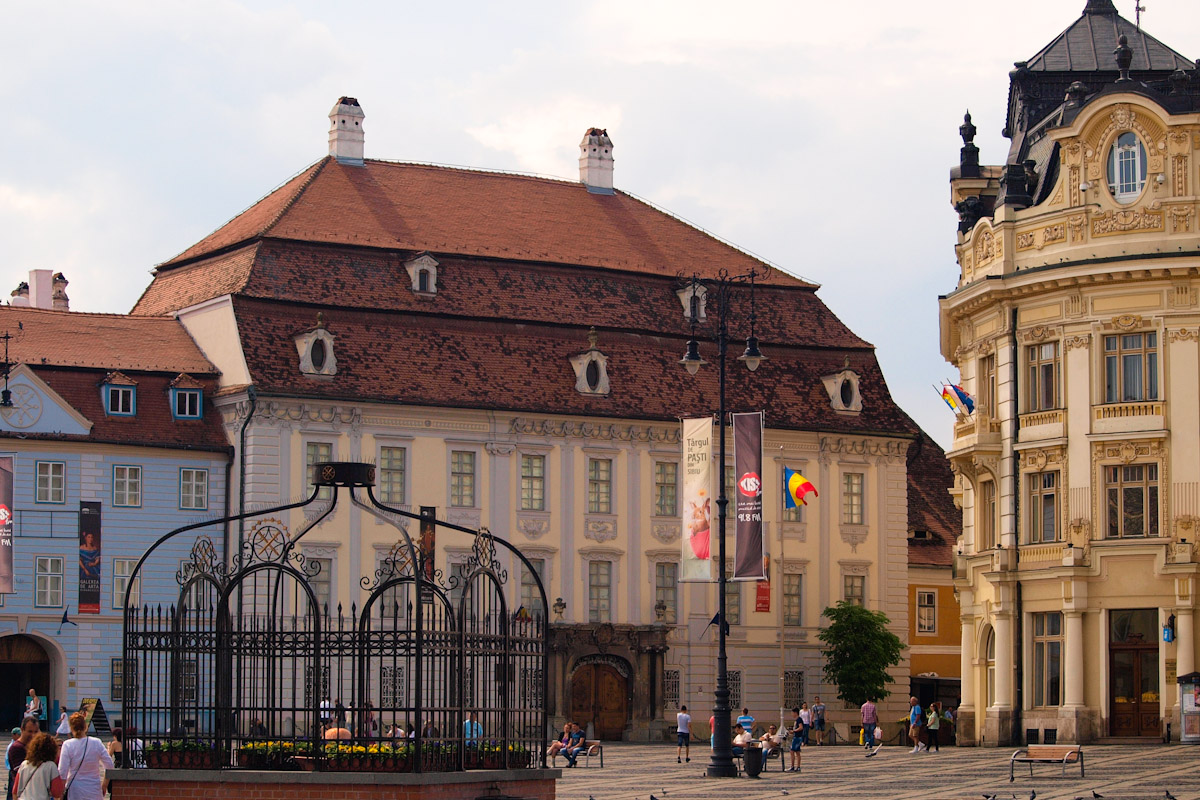
Muzeul Brukenthal și Primăria din Piața Mare

Ca limbă maternă, în Sibiu domina până în anii '30 limba germană, declarată drept limbă maternă de 16.832 de persoane în 1910, reprezentând aproximativ 50% din locuitori. Era urmată de limbile română (8.824) și maghiară (7.252) vorbite de aproximativ 30%, respectiv 20% din locuitori. Restul limbilor erau vorbite fiecare de mai puțin de 1% din populația urbană. Limba idiș era vorbită de minoritatea evreiască prezentă în Sibiu la acea dată.

### În prezent
La recensământul din 2011 au fost înregistrați 147.245 locuitori. Dintre aceștia 25% aveau peste 50 de ani, iar 18% absolviseră o instituție de învățământ superior.

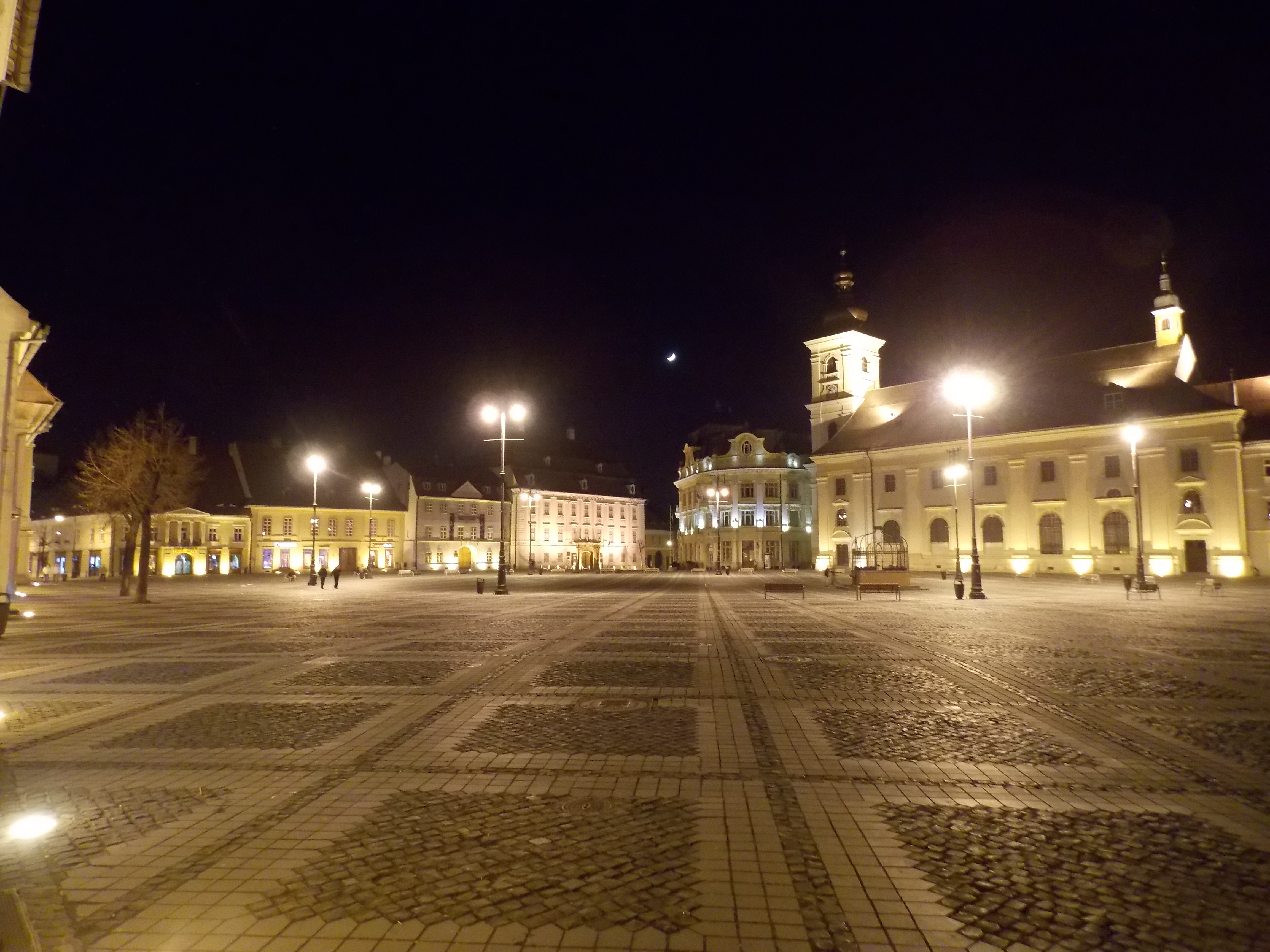
Piața Mare, văzută din colțul de vest.

Din punct de vedere etnic a fost înregistrată următoarea structură a populației:
- 88,96%:  Români
- 01,47%:  Maghiari
- 01,06%:  Germani (Sași)
- 00,39%:  Romi

### Structura confesională

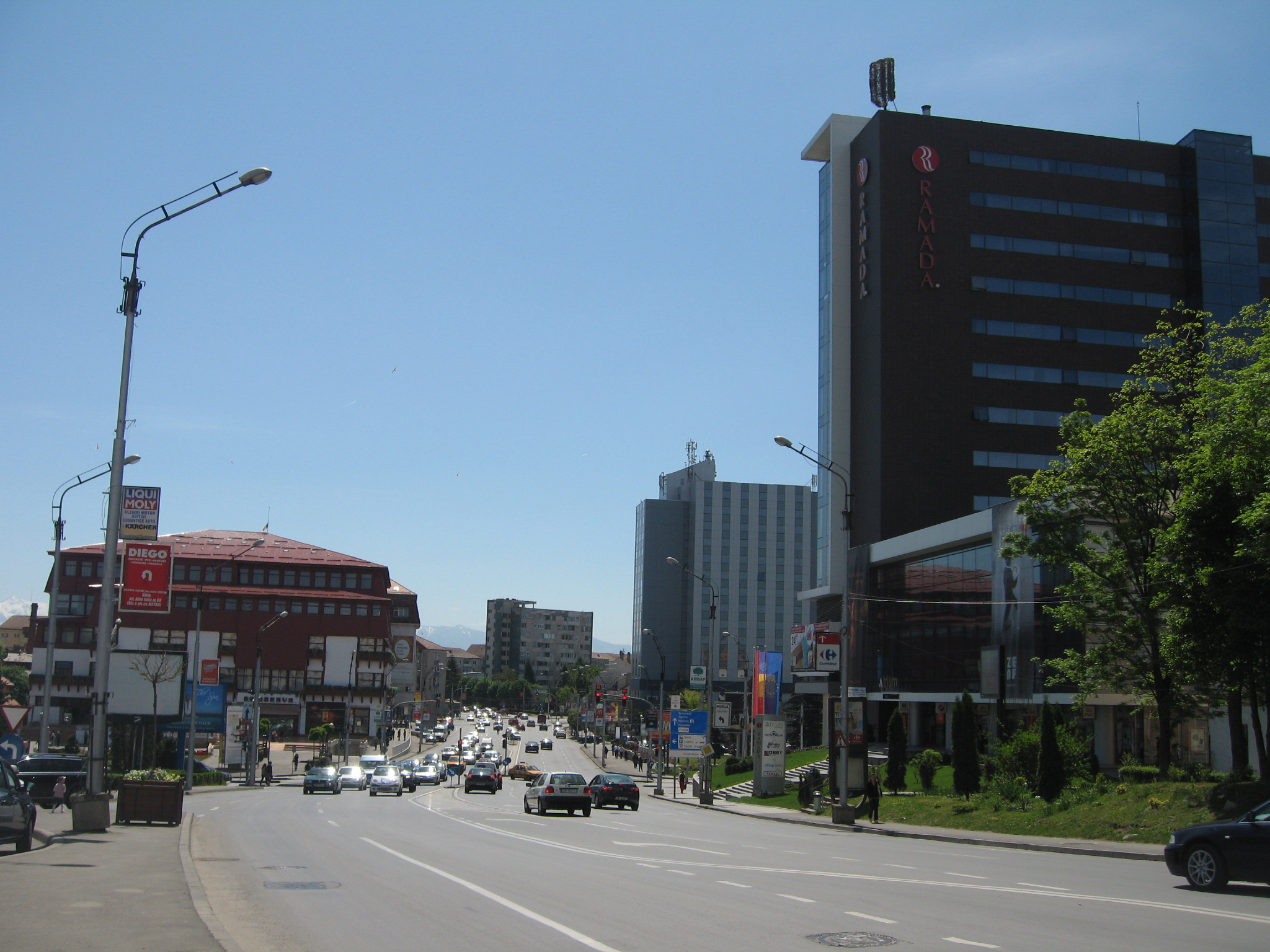
Piața Unirii, vedere spre Bulevardul General Vasile Milea

Sub aspect confesional populația Sibiului este alcătuită din:
- ortodocși (91,0%)[necesită citare]
- romano-catolici (2%)[necesită citare]
- luterani (1%)[necesită citare]
- reformați (1%)
- greco-catolici (1,5%)[necesită citare]
- unitarieni (0,5%)  [necesită citare]
- mozaici (0,1%)

La recensământul din 2002, alte religii, printre care și atei, sunt prezente, dar cu procente mult mai mici.

## Cartiere

Cartierele orașului

În Sibiu există următoarele cartiere:
- Centru
- Centrul Istoric - împărțit în Orașul de Sus și Orașul de Jos
- Josefin
- Lupeni
- Trei Stejari
- Dumbrăvii
- Vasile Aaron
- Hipodrom I,
- Hipodrom II (Cedonia)
- Hipodrom III,
- Hipodrom IV (Cireșica)
- Valea Aurie
- Tilișca
- Ștrand I
- Ștrand II
- Turnișor
- Piața Cluj
- Țiglari
- Terezian
- Reșița
- Lazaret
- Gușterița
- Broscărie (Blocuri Independența)
- Tineretului
- Viile Sibiului
- Magnolia
- Veteranilor
- Tropinii Noi ( cartier aflat la ieșirea spre Rășinari)

Zone industriale:
- Zona Industrială Est, de-a lungul căii ferate dinspre Brașov și Râmnicu Vâlcea, la ieșirea spre Agnita
- Zona Industrială Vest, la ieșirea spre Sebeș, în apropierea Aeroportului și a Autostrăzii A1.

Partea din Pădurea Dumbrava ocupată de Muzeul Tehnicii Populare, situată în sudul orașului, la ieșirea spre Rășinari aparține tot de Municipiul Sibiu.

## Administrație și politică
Municipiul Sibiu este administrat de un primar și un consiliu local compus din 23 consilieri. Primarul, Astrid Fodor, de la Forumul Democrat al Germanilor din România, este în funcție din 2016. Începând cu alegerile locale din 2024, consiliul local are următoarea componență pe partide politice:
|  | Partid                                     | Consilieri | Componența Consiliului | Componența Consiliului | Componența Consiliului | Componența Consiliului | Componența Consiliului | Componența Consiliului | Componența Consiliului | Componența Consiliului |
|  | ------------------------------------------ | ---------- | ---------------------- | ---------------------- | ---------------------- | ---------------------- | ---------------------- | ---------------------- | ---------------------- | ---------------------- |
|  | Forumul Democrat al Germanilor din România | 8          |                        |                        |                        |                        |                        |                        |                        |                        |
|  | Partidul Național Liberal                  | 5          |                        |                        |                        |                        |                        |                        |                        |                        |
|  | Alianța Dreapta Unită                      | 4          |                        |                        |                        |                        |                        |                        |                        |                        |
|  | Partidul Social Democrat                   | 4          |                        |                        |                        |                        |                        |                        |                        |                        |
|  | Alianța pentru Unirea Românilor            | 2          |                        |                        |                        |                        |                        |                        |                        |                        |

Din 2000 până în 2014 primar al Sibiului a fost Klaus Iohannis (FDGR), ales președinte al României la alegerile din 2014.

## Relații externe

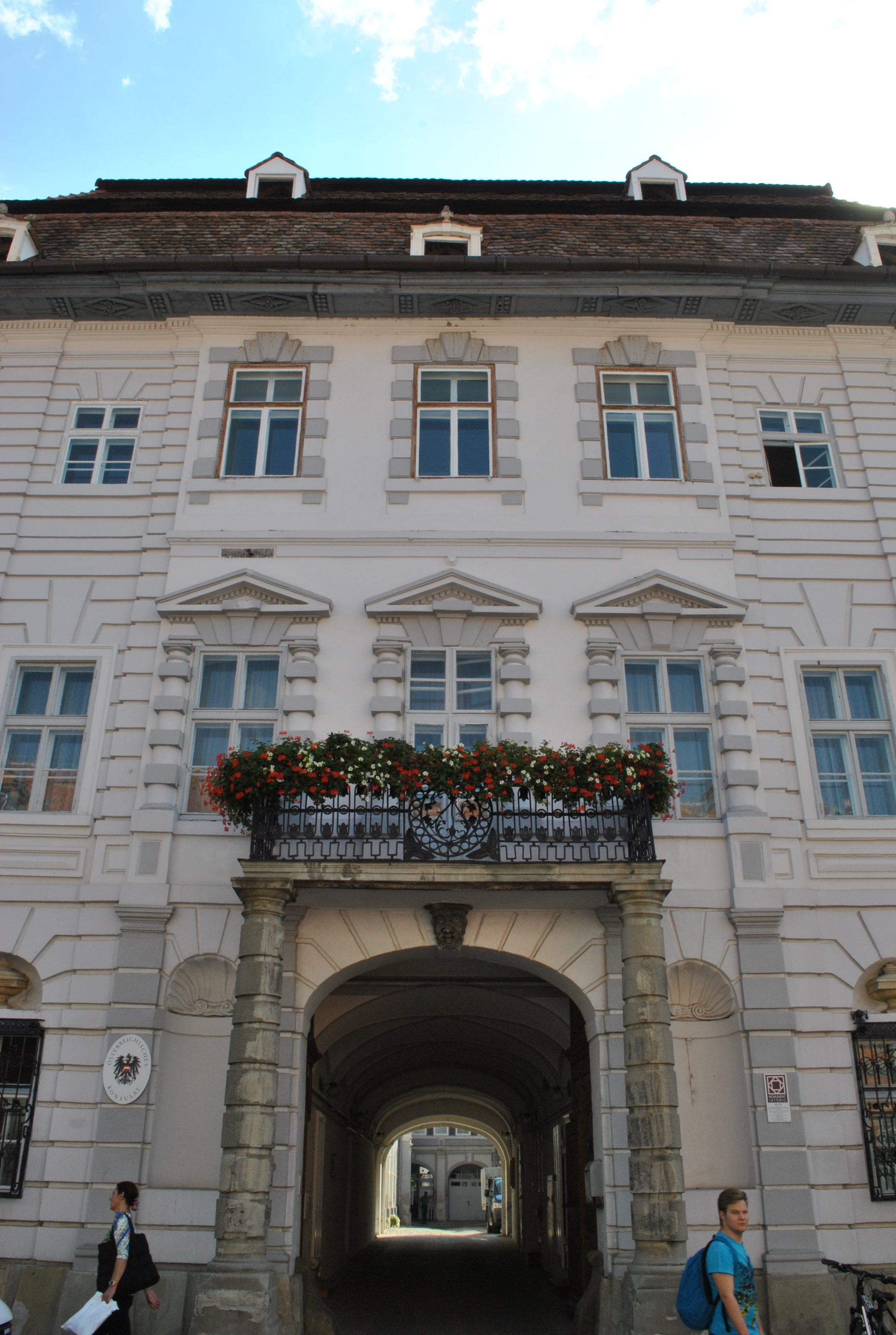
Palatul Consistoriului Bisericii Evanghelice C.A. din România

Consulate
- Consulatul Republicii Federale Germane
- Consulatul Onorific al Marelui Ducat de Luxemburg
- Consulatul Republicii Austria
- Consulatul Onorific al Republicii Malta

### Orașe înfrățite
Municipiul Sibiu este înfrățit cu următoarele localități:
- Bauru, Brazilia din  1995
- Columbia, Missouri, Statele Unite din  1994
- Klagenfurt, Austria din  1996
- Landshut, Germania din  2002
- Mechelen, Belgia din  1996
- Marburg, Germania din 24 octombrie 2005
- Rennes, Franța din  1999
- Valencia, Venezuela din  1993
- Wirall, Regatul Unit din  1994
- Takayama, Gifu, Japonia din  2012[18]

## Economie
Sibiul este unul din cele mai prospere orașe din România și primește una din cele mai mari rate de investiții străine.
Industriile clasice ale orașului sunt industria constructoare de mașini (Bilstein Compa), industria confecțiilor (Mondex, Mondostar, Andu), industria produselor alimentare (Scandia) și industria de rechizite școlare (Flaro). Recent au fost deschise câteva fabrici noi de componente electrice și electronice (Continental, Kuhnke Relee, Haartmann), de rulmenți (SNR Rulmenți), de air bag-uri (Takata Petri) și de curele de transmisie, echipamente electrotehnice și electronice (investiție a companiei germane Siemens).
În Sibiu își are sediul central Banca Comercială Carpatica. Tot în Sibiu își are sediul Bursa Monetar Financiară și de Mărfuri, instituție emblematică pentru mediul economic și de afaceri românesc. Toate companiile bancare și de asigurări majore prezente în România au o filială sau o sucursală în oraș.
Principalele zone industriale ale orașului sunt:
- Zona industrială de est (Centrul comercial estic), lângă calea ferată cu Râmnicu Vâlcea și Brașov.
- Zona industrială de vest (Centrul economic vestic),[19] lângă ieșirea spre Sebeș și aeroport.

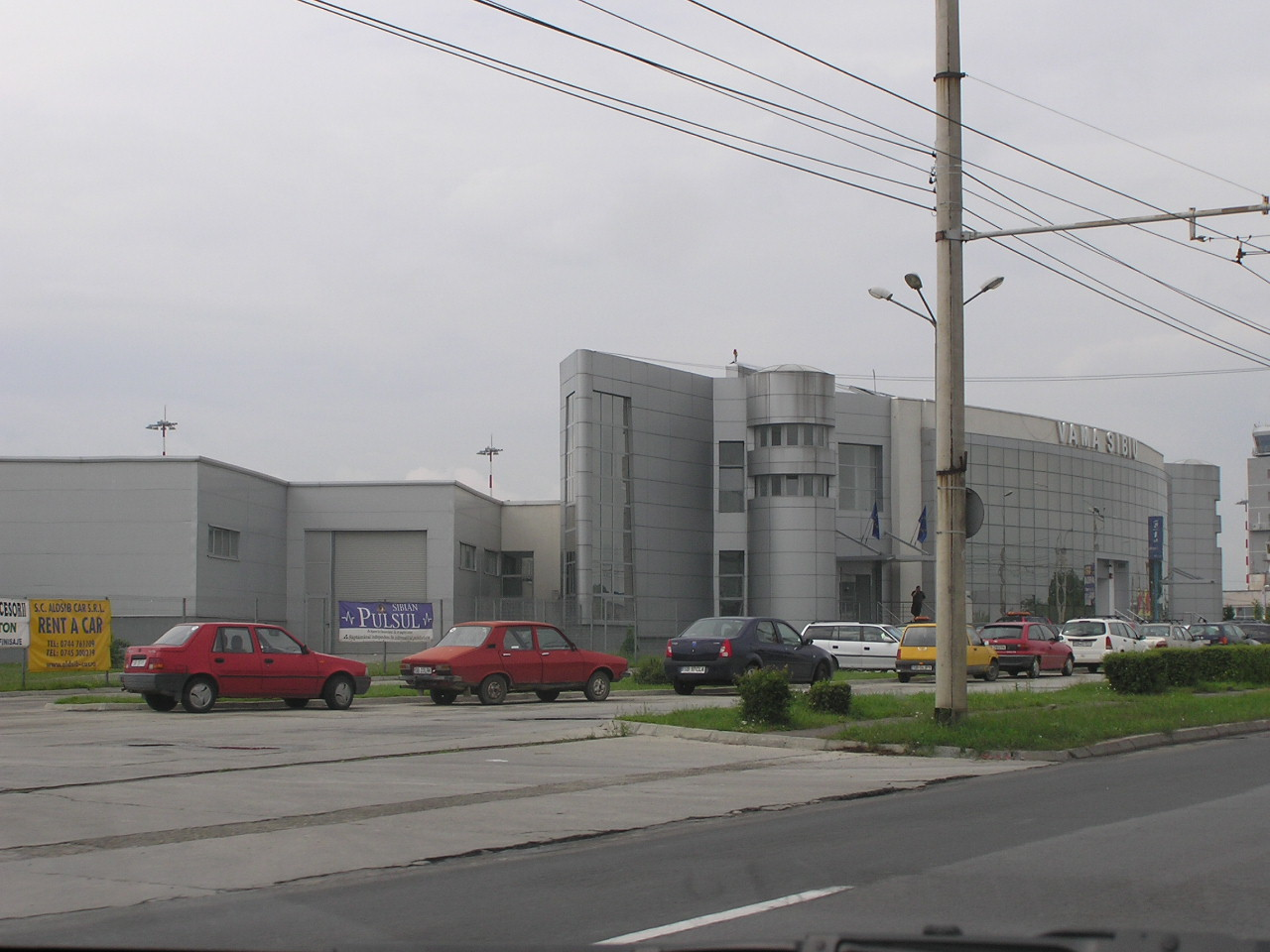
Vama Sibiului
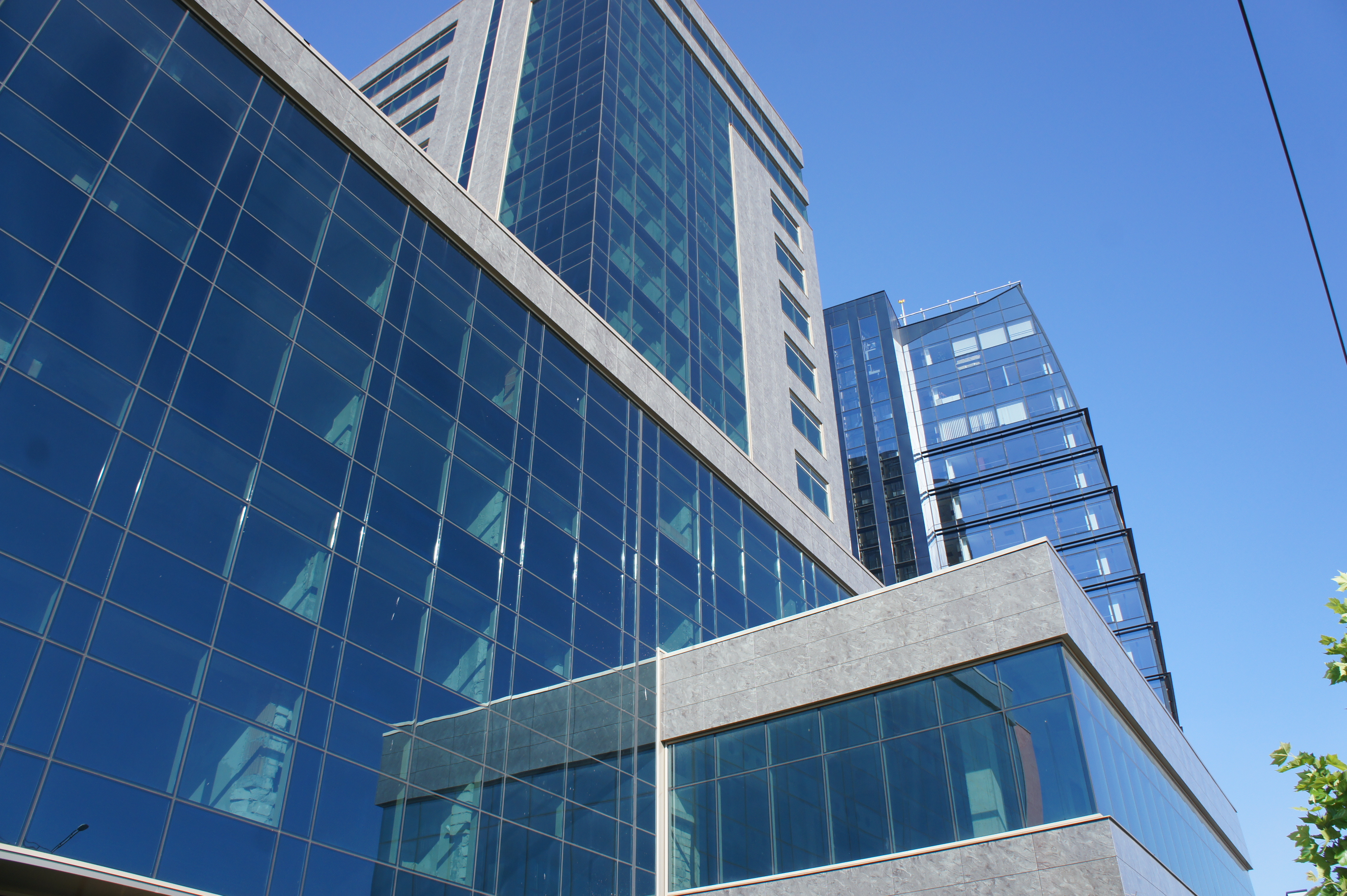
Centru de Afaceri Sibiu
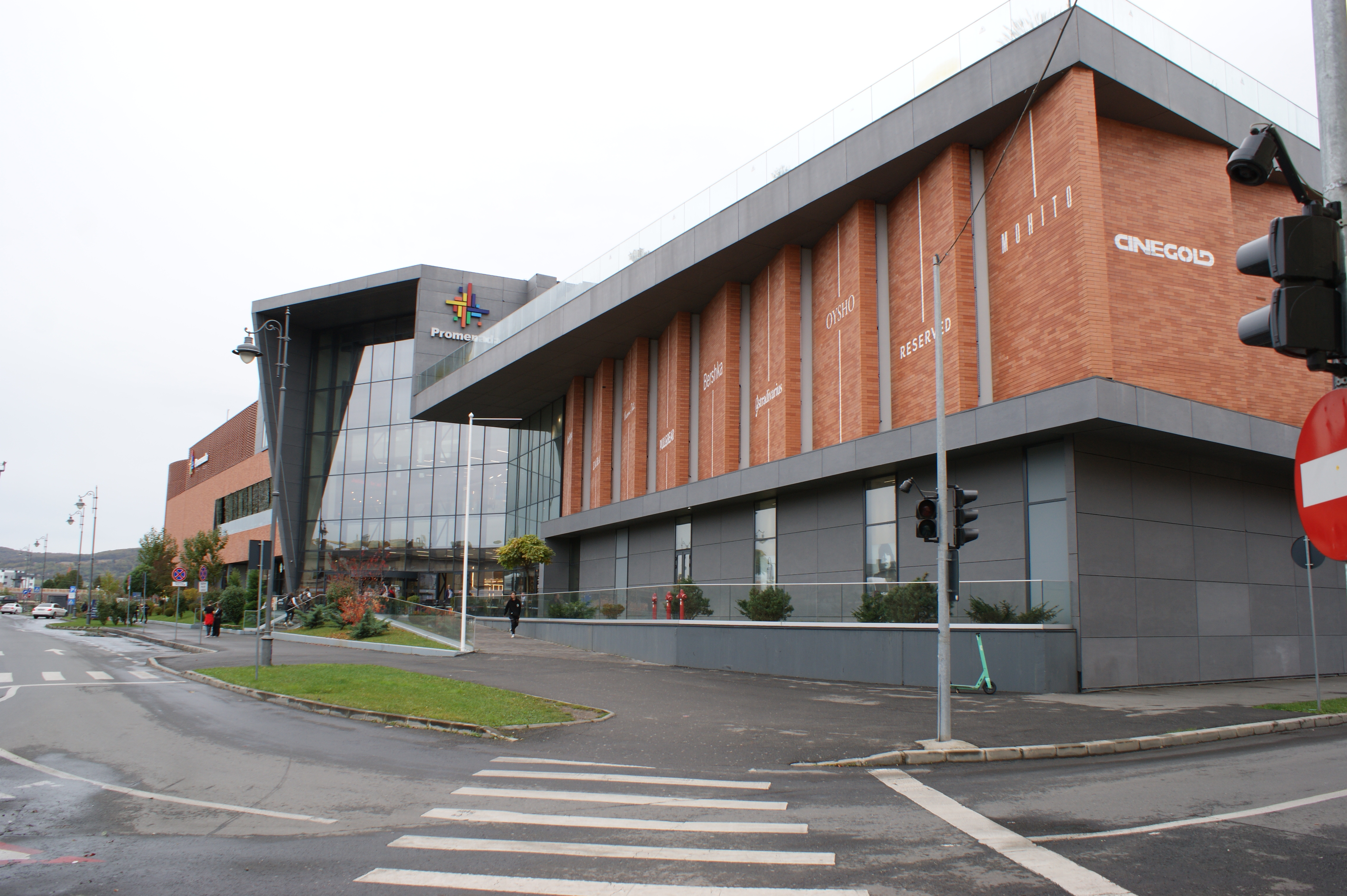
Molul „Promenada”, aflat lângă gara Sibiu

### Angajați pe sector industrial
- Industrie - 49%
- Comerț - 15%
- Construcții - 7,5%
- Sănătate - 7,5%
- Educație - 7%
- Transport - 6,5%

## Transport

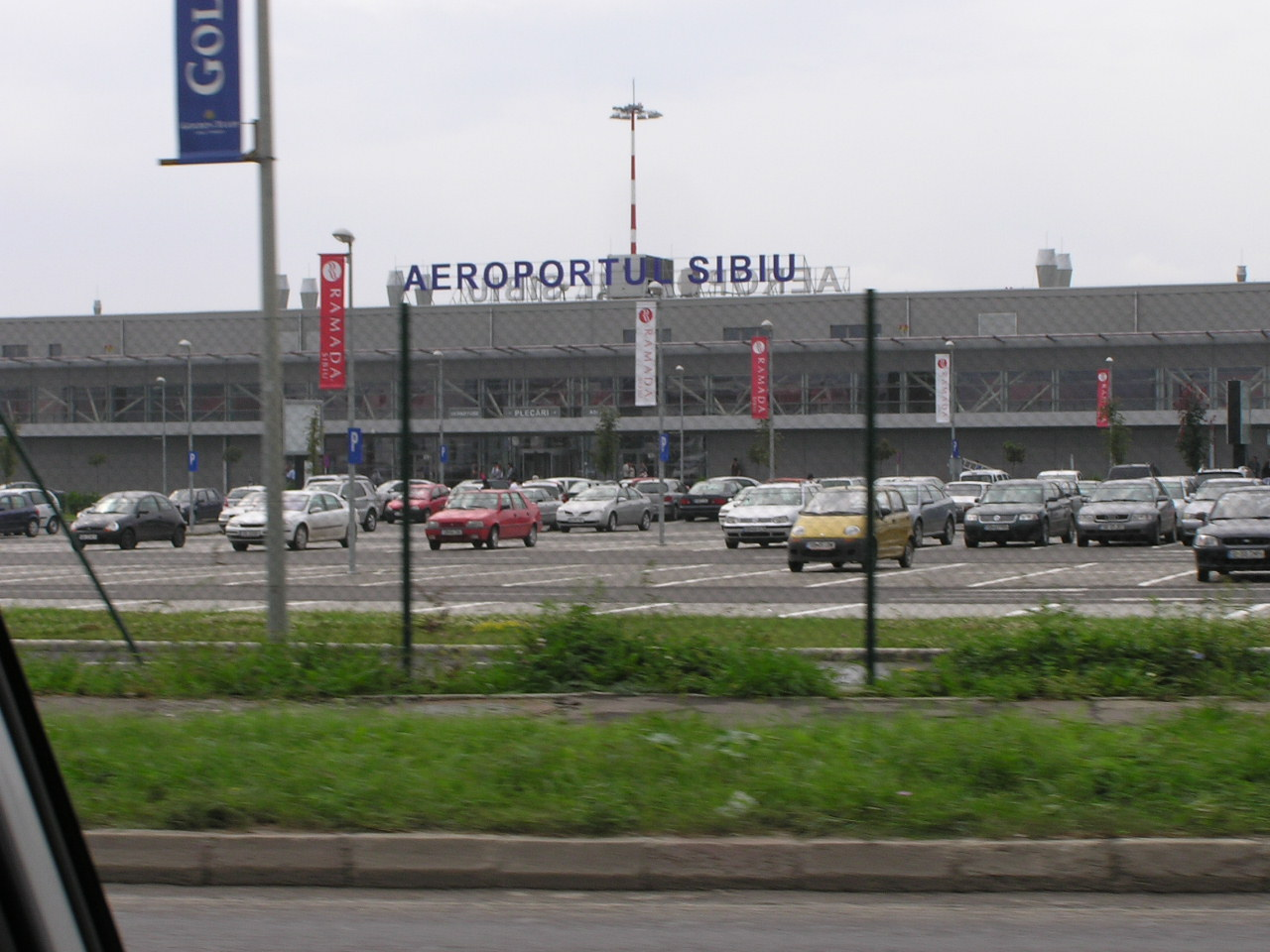
Aeroportul Internațional Sibiu

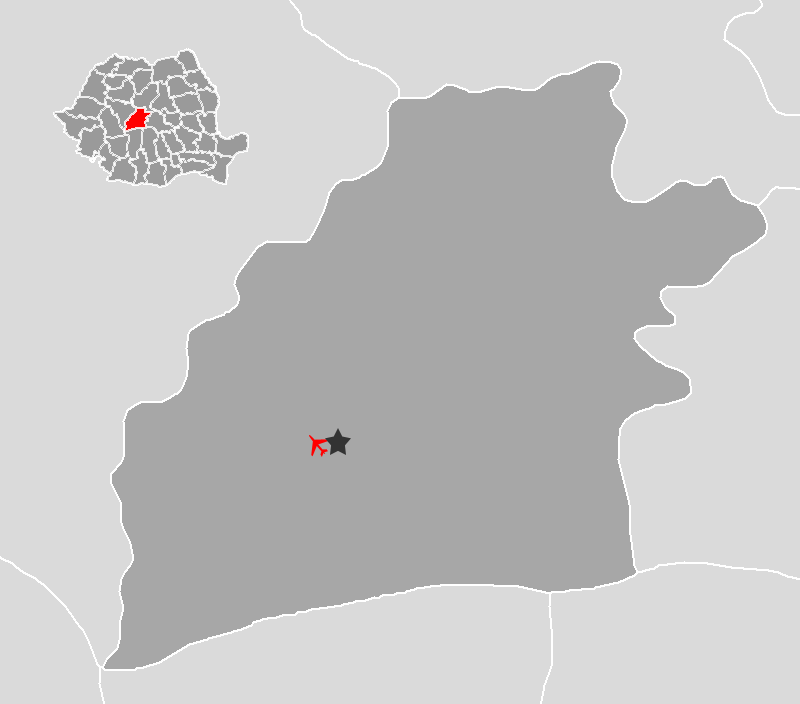
Poziția aeroportului din Sibiu în județ

### Transporturi externe
Sibiu are un aeroport internațional de unde se efectuează curse zilnice către Germania, Austria, Spania, Marea Britanie și Italia, o parte cu escală la Timișoara. Aeroportul a încheiat un amplu proces de modernizare care permite primirea aeronavelor mari. 
Curse directe există către:
- München (Tarom), (Lufthansa)
- Viena (Austrian)
- Stuttgart (Blue Air)
- Londra (Wizz Air)
- Dortmund (Wizz Air)

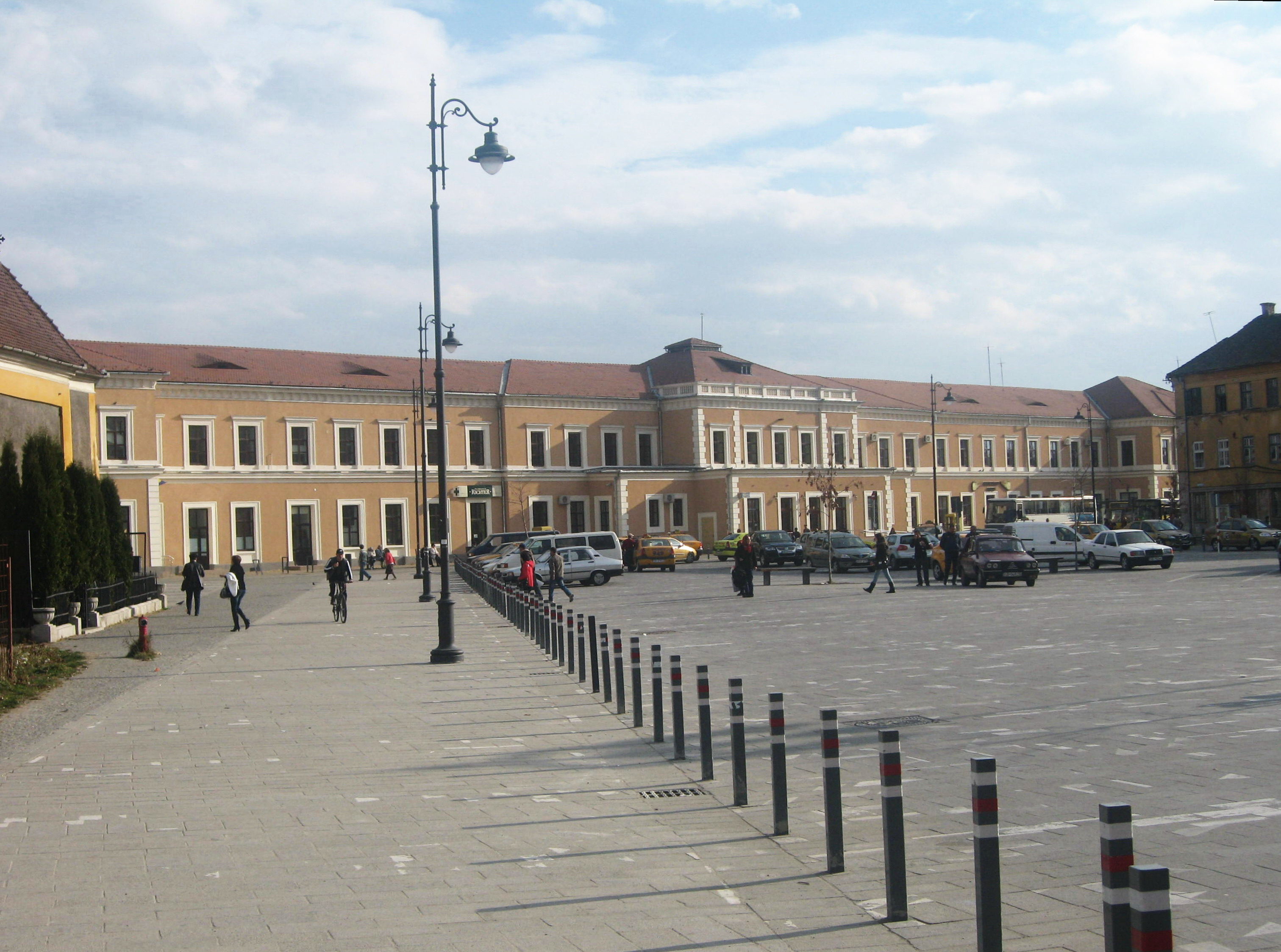
Gara Mare

Municipiul Sibiu este unul dintre cele mai importante noduri de cale ferată din Transilvania. Există cinci stații în raza sa: Gara Mare, Gara Mică (Halta Sibiu), Sibiu Triaj, Turnișor, Halta Ateliere Zonă, precum și un important depou pentru locomotive diesel.
Căile feroviare care trec prin municipiu sunt:
- Tronsonul Sibiu - Brașov - București
- Tronsonul Sibiu - Mediaș - Sighișoara
- Tronsonul Sibiu - Râmnicu-Vâlcea - Piatra Olt - Craiova
- Tronsonul Sibiu - Vințu de Jos - Deva - Arad
- Tronsonul Sibiu - Agnita (linie închisă din 2001)

Majoritatea trenurilor personale sunt exploatate cu automotoare „Siemens Desiro”, fiind asigurate legături cu București, Râmnicu Vâlcea, Mediaș, Sighișoara, Brașov, Alba Iulia, Târgu Mureș, Timișoara, iar în sezonul estival și cu Constanța.

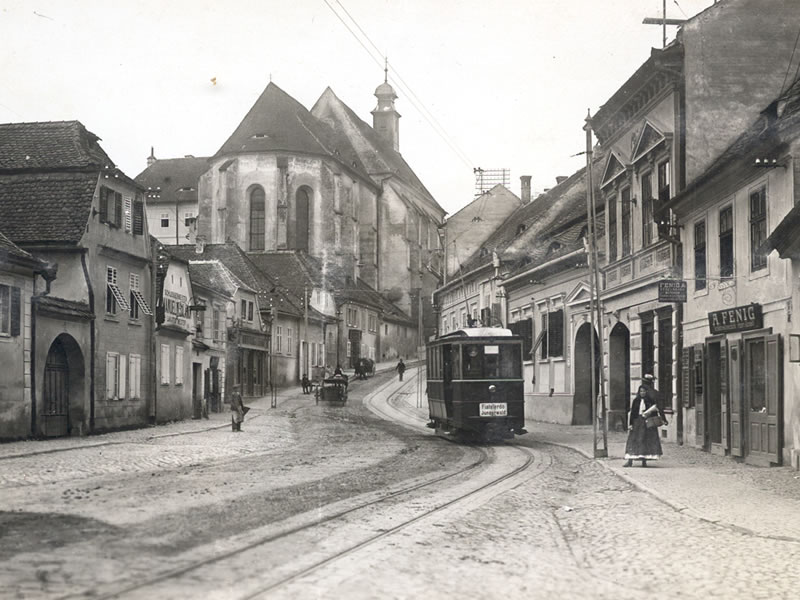
Tramvaiul din Sibiu (carte poștală din prima jumătate a sec. al XX-lea)

Sibiul este străbătut de Coridorul 4 European, drumul european E68/E81 (drumul național DN1). Prin municipiu trec următoarele căi rutiere:
- Șosele internaționale:

1. E68 (Ungaria) – Nădlac – Arad – Deva – Sebeș – Miercurea Sibiului – Sibiu – Brașov
2. E81 (Ucraina) – Halmeu – Livada – Satu Mare – Zalău – Cluj – Turda – Sebeș – Miercurea Sibiului – Sibiu – Pitești – București – Constanța

- Drumuri naționale:

1. DN 1 București – Ploiești – Brașov – Făgăraș – Sibiu – Alba Iulia – Turda – Cluj – Oradea – Borș –> Ungaria
2. DN 7 București – Găești – Pitești – Râmnicu Vâlcea – Sibiu – Deva – Arad – Nădlac –> Ungaria
3. DN 14 Sighișoara – Dumbrăveni – Mediaș – Copșa Mică – Sibiu

Centura rutieră a orașului la standard de autostradă a fost inaugurată în data de 1 decembrie 2010, iar prelungirea autostrăzii A1, care trece pe lângă Sibiu, este deschisă până la Holdea (județul Hunedoara). Aceasta a preluat mare parte din traficul auto desfășurat în centrul României. În preajma municipiului, autostrada urmărește traseul Tălmaciu - Șelimbăr - Sibiu Nord (centura ocolitoare) - Sud de Șura Mică - Apoldu de Jos - Miercurea Sibiului.
Municipiul Sibiu are șase autogări (Transmixt, Atlassib, Vest, Q7, Amad, Kessler) cu autocare și microbuze care fac legătura cu aproape toată țara și cu spațiul Uniunii Europene.
Principala companie care operează din Sibiu este Atlassib, care deține și una din autogările orașului (Autogara Turnișor).

### Transporturi interne

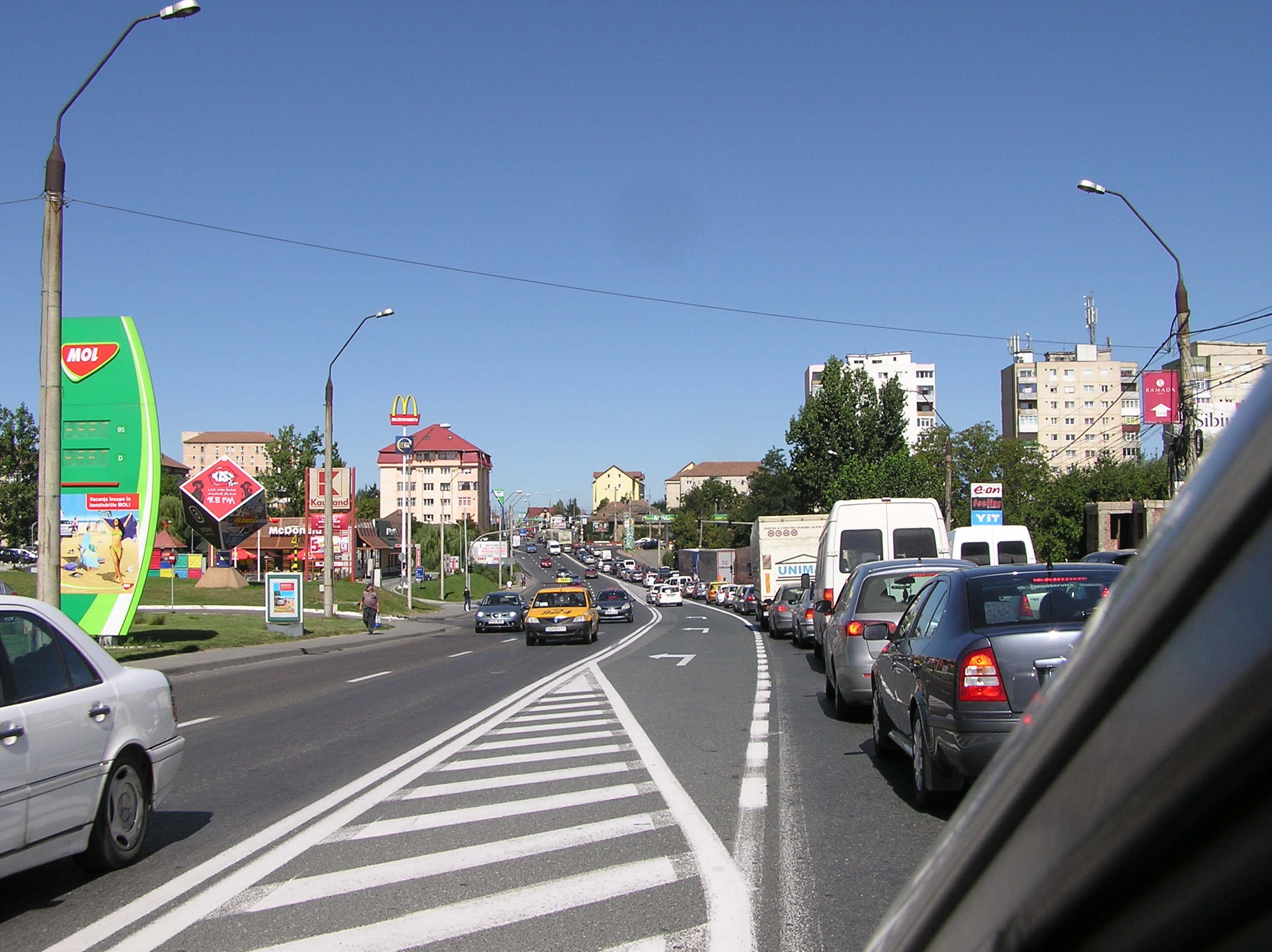
DN1 (intrarea în Sibiu)

Sibiul are peste 650 de străzi nominalizate, însumând mai mult de 150 km în lungime. Construcția unor noi cartiere de case și blocuri crește mărimea suprafeței orașului în fiecare an. Rețeaua stradală este puternic dezvoltată, fiind asigurate iluminatul public, semaforizarea intersecțiilor importante sau realizarea de sensuri giratorii, canalizarea și salubrizarea lor. În acest domeniu s-au realizat numeroase investiții, în special asfaltări și construirea de sensuri giratorii. În municipiul Sibiu există o rețea vastă de transport, călătorii putând opta pentru autobuz sau taxi. În ciuda directivelor europene, transmise în România prin Ministerul Mediului, și în contrazicere cu politica și evoluția majorității orașelor din Europa, troleibuzele au fost scoase total din transportul public local începând cu 15 noiembrie 2009, în favoarea transportului consumator de carburanți, iar rețeaua de alimentare a acestora a fost demontată și vândută ca fier vechi.
Există 20 de linii de autobuz în Sibiu. Tursib este compania de transport local ce administrează traseele mijloacelor de transport în comun pe raza municipiului.
Din 2023 au fost puse în exploatare mai multe autobuze electrice Solaris Urbino 12 Electric ale producătorului polonez Solaris Bus.
În Sibiu există și companii de taximetrie:

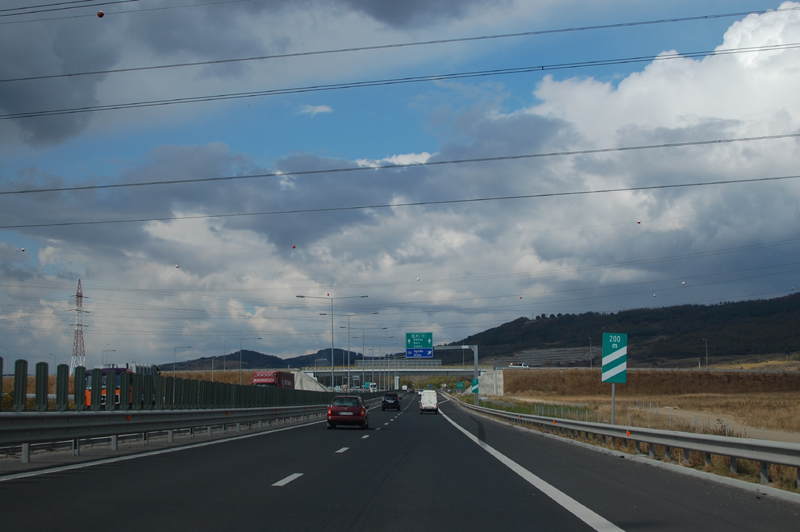
Autostrada A1 (centura ocolitoare a Sibiului)

- Taxi Comis - (0269)964
- Taxi Negoiu - (0269)966
- Taxi Pronto - 0269.222222
- Taxi 942 - (0269)942
- Autostrada A1 (centura ocolitoare a Sibiului)Taxi 953 - (0269)953
- Taxi 948 - (0269)948
- Taxi 924 - (0269)924
- Taxi 963 - 0740-000-963

### Centura de ocolire
Centura de ocolire a Sibiului are 20 de kilometri, dintre care 17,2 sunt construiți în regim de autostradă. Centura a fost inaugurată la data de 1 decembrie 2010.

## Turism

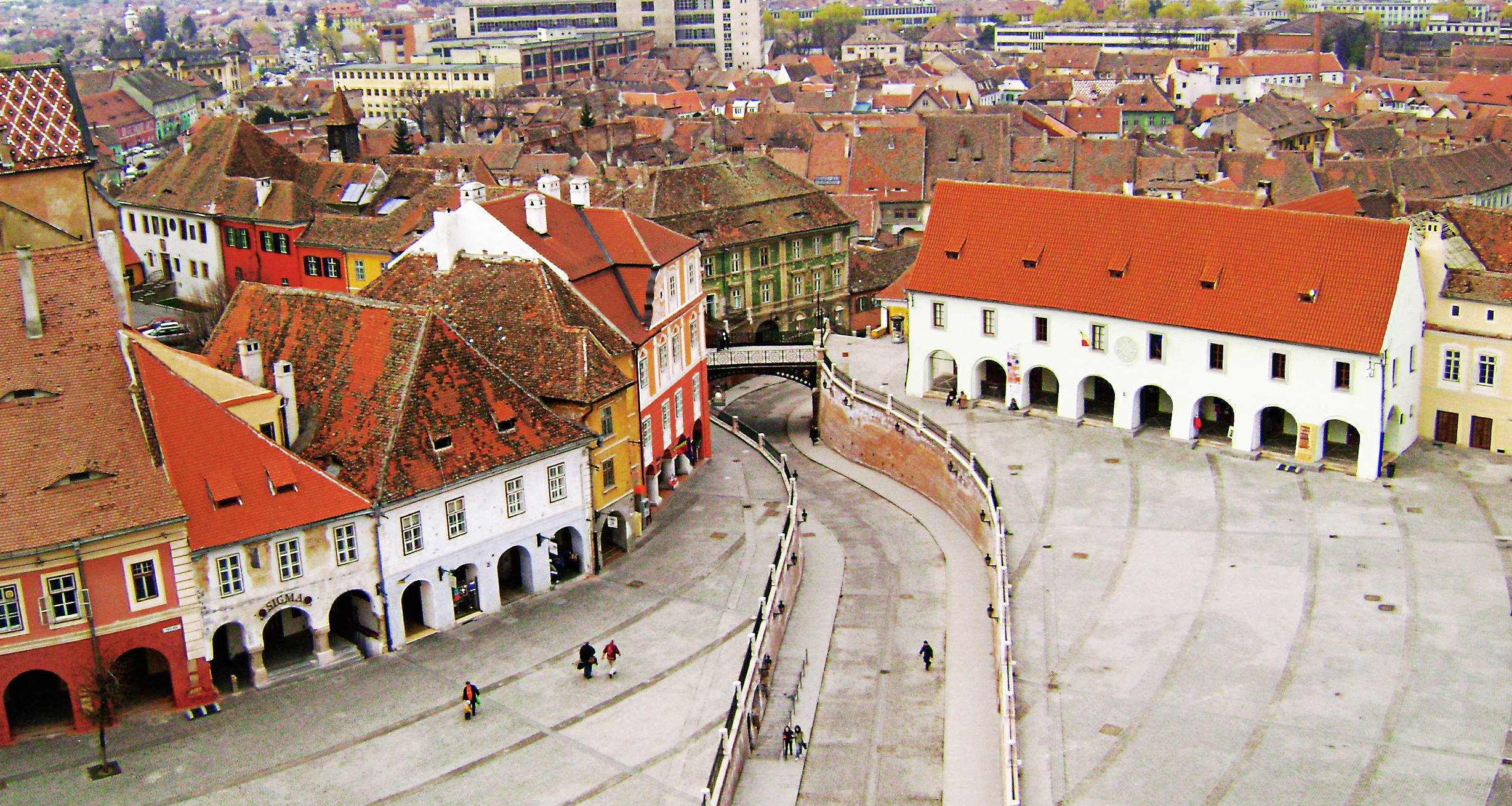
Centrul istoric, panoramă din Turnul Sfatului spre Piața Mică și Orașul de Jos

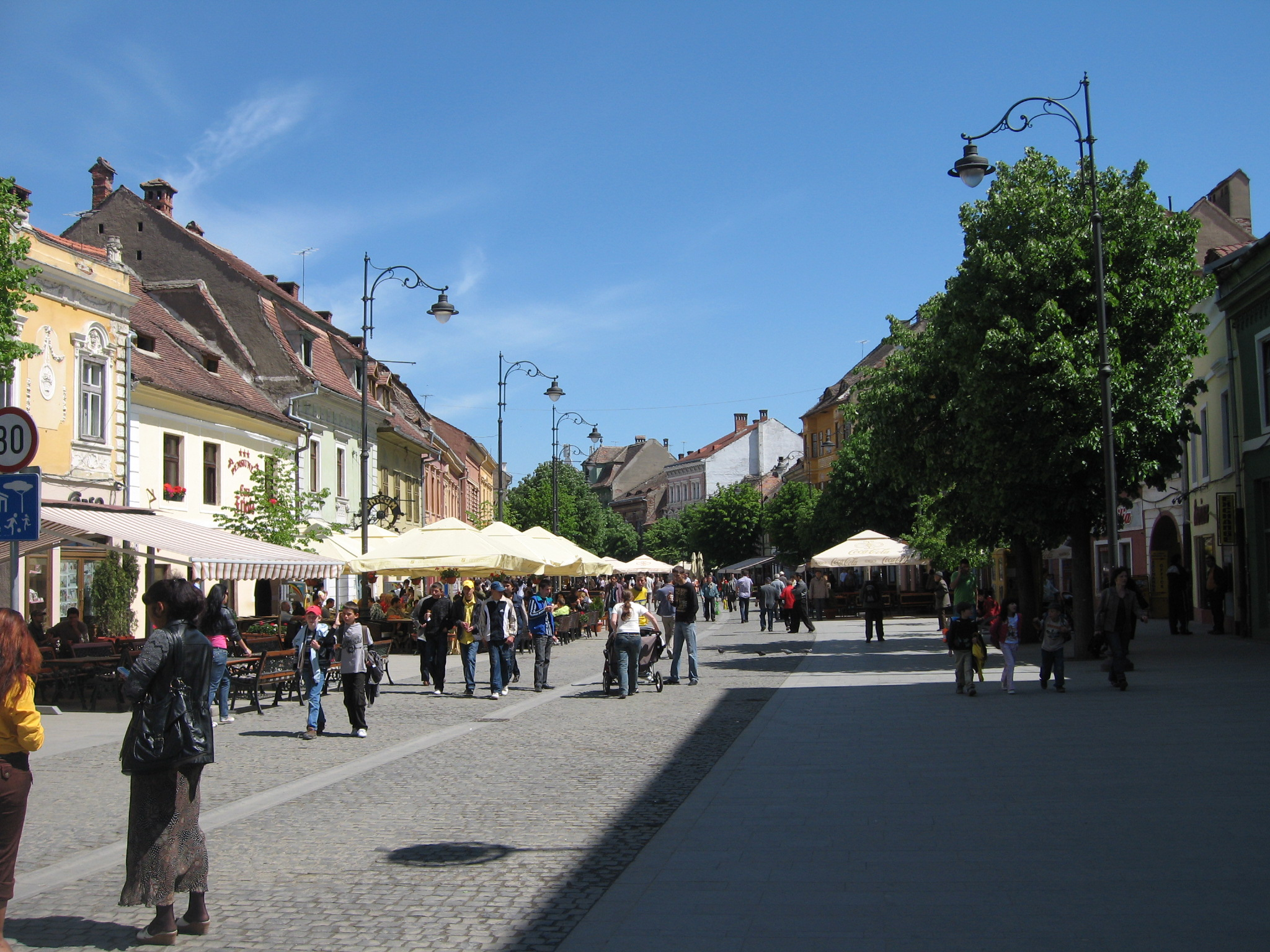
Strada Nicolae Bălcescu, fostă Cisnădiei, în germană Heltauergasse, principala zonă pietonală din centrul Sibiului

În anul 2007 Sibiul a fost Capitală Europeană a Culturii împreună cu orașul Luxemburg.

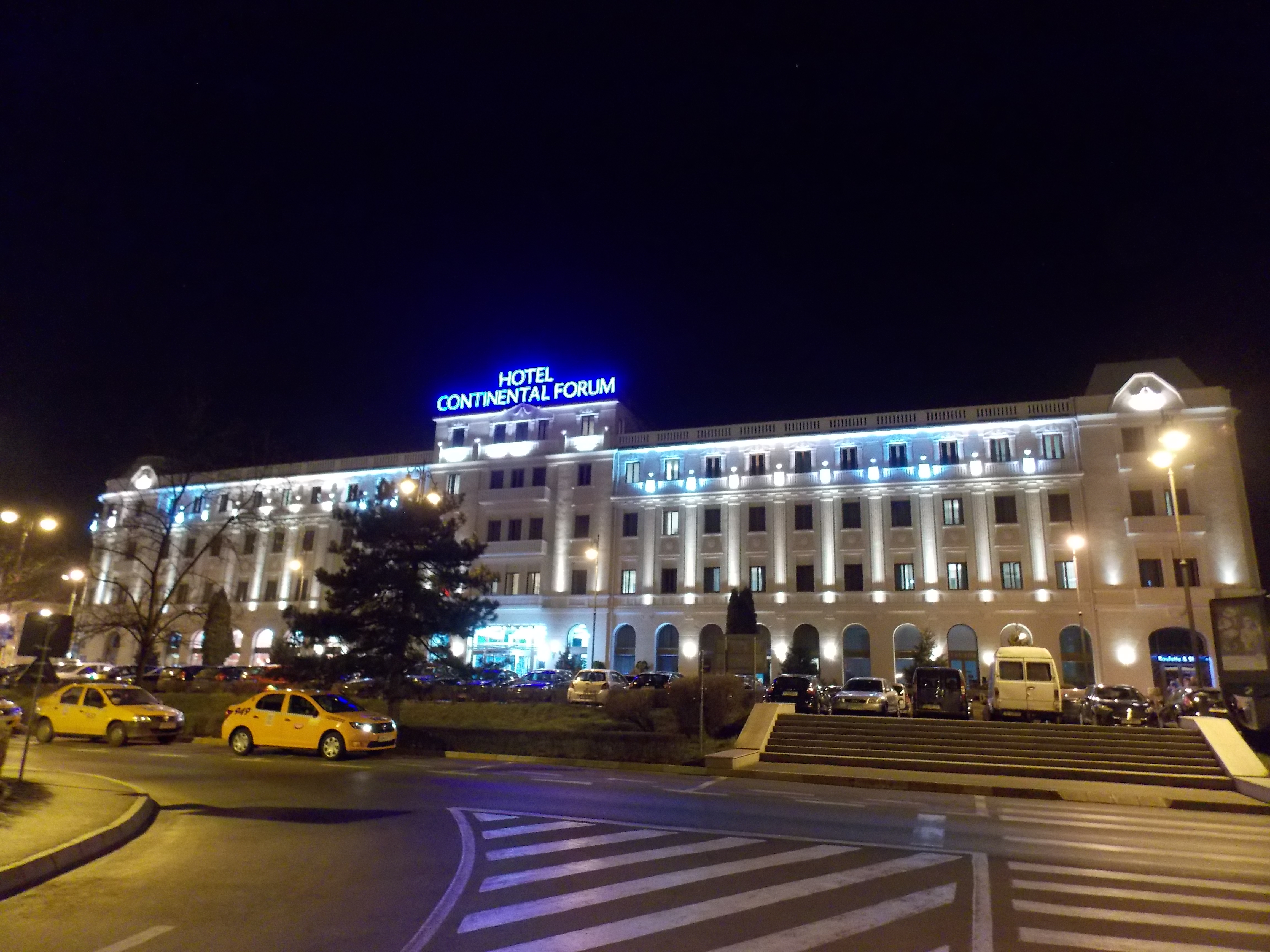
Hotel "Continental Forum", fost "Bulevard"

Sibiul și împrejurimile sale sunt una din cele mai vizitate zone din România. Centrul istoric este unul dintre cele mai bine păstrate locații istorice din țară. Multe din zidurile și sistemele de fortificații sunt menținute într-o stare foarte bună. Centrul istoric este în proces de a fi înscris în lista patrimoniului UNESCO..În Sibiu se găsesc muzee care cuprind colecții de artă, pictură, arte decorative, antropologie, istorie, arheologie, istoria tehnologiei și științe naturale.
Orașul se află aproape de Munții Făgărașului – o destinație importantă pentru drumeții – și de stațiunea Păltiniș – o destinație pentru sporturile de iarnă. În zonă sunt multe biserici fortificate construite de coloniștii sași.

### Hoteluri

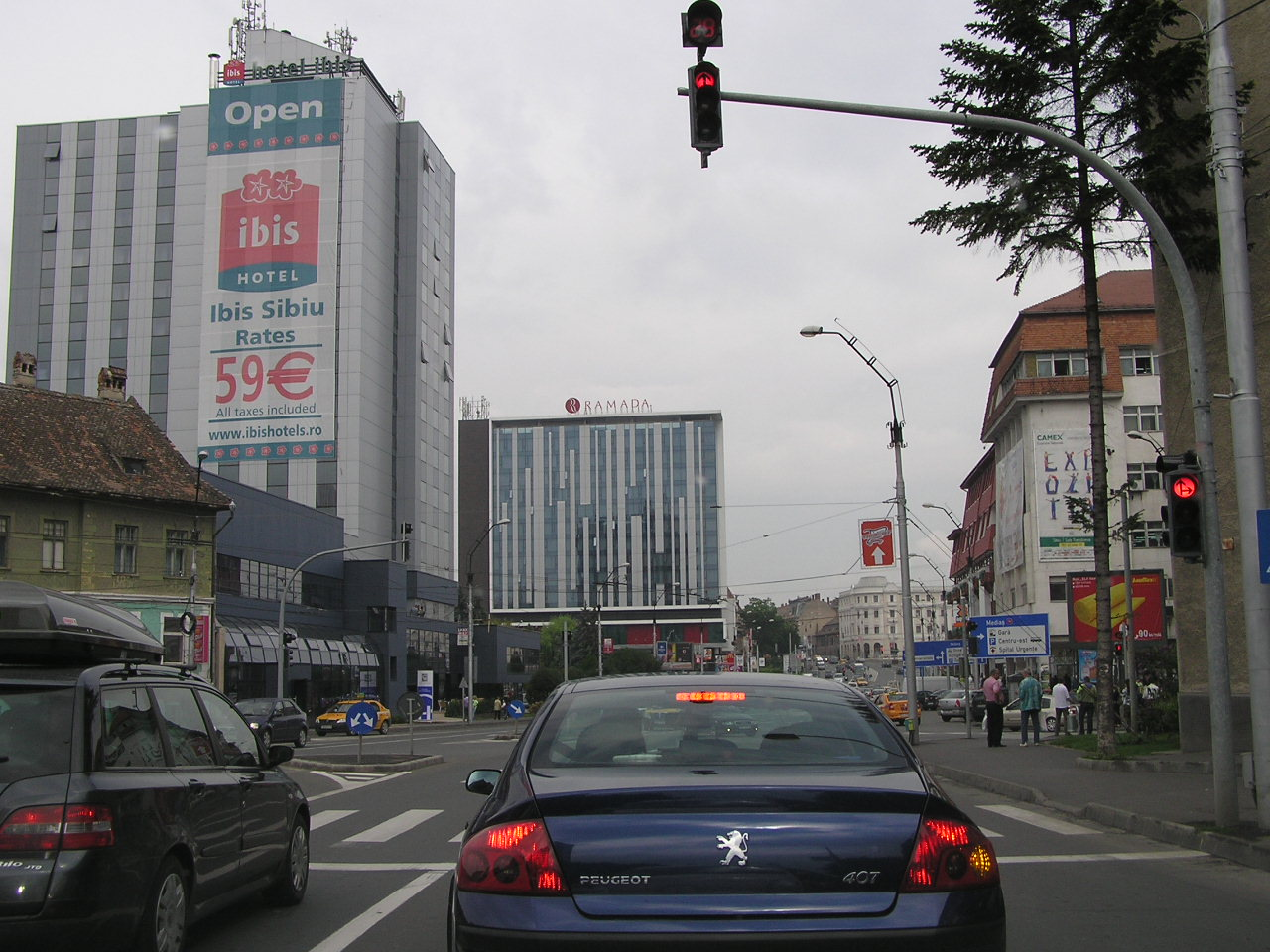
Hoteluri în Piața Unirii, zona Centrală

Sunt peste 35 de hoteluri și pensiuni în Sibiu. Cele mai selecte sunt Ramada și Împăratul Romanilor, aflate în centrul orașului. Lanțul Continental deține 2 hoteluri în municipiu, unul dintre ele având brand-ul Continental Forum.

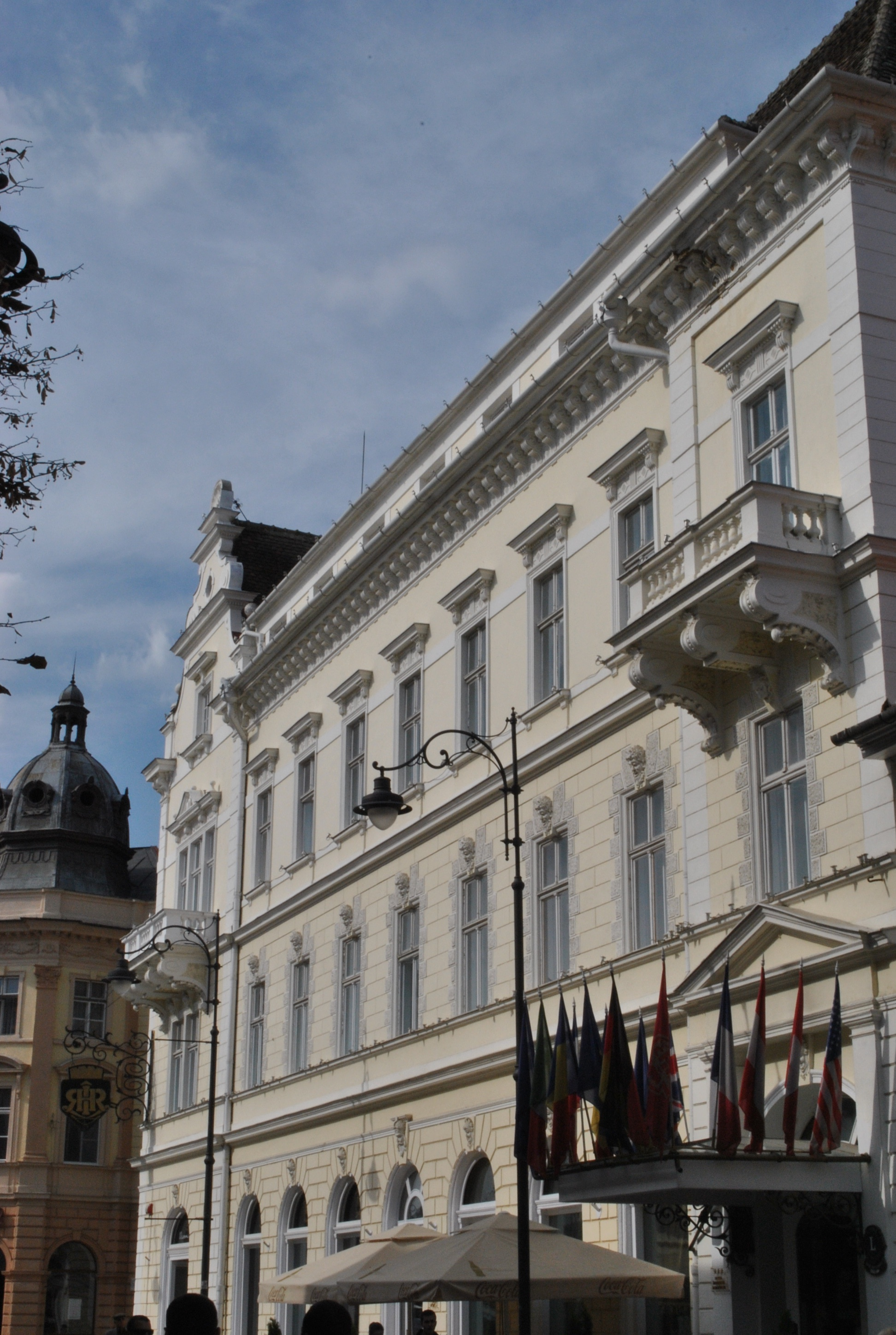
Hotelul istoric "Împăratul Romanilor"

- Hotel Hilton *****
- Hotel Ramada Sibiu ****
- Hotel Casa Luxemburg ***
- Hotel Libra ****
- Hotel Continental Forum ****
- Hotel Casa Moraru ****
- Hotel Ibis Sibiu ***
- Hotel Împăratul Romanilor ***
- Hotel Parc ***
- Hotel Silva****
- Hotel Am Ring***
- Hotel Ana ***
- Hotel Roberts ****
- Hotel Golden Tulip Ana Tower ****
- Casa Ivan***
- Hotel Class***
- Hotel Center (în construcție)

### Obiective turistice

#### Muzee

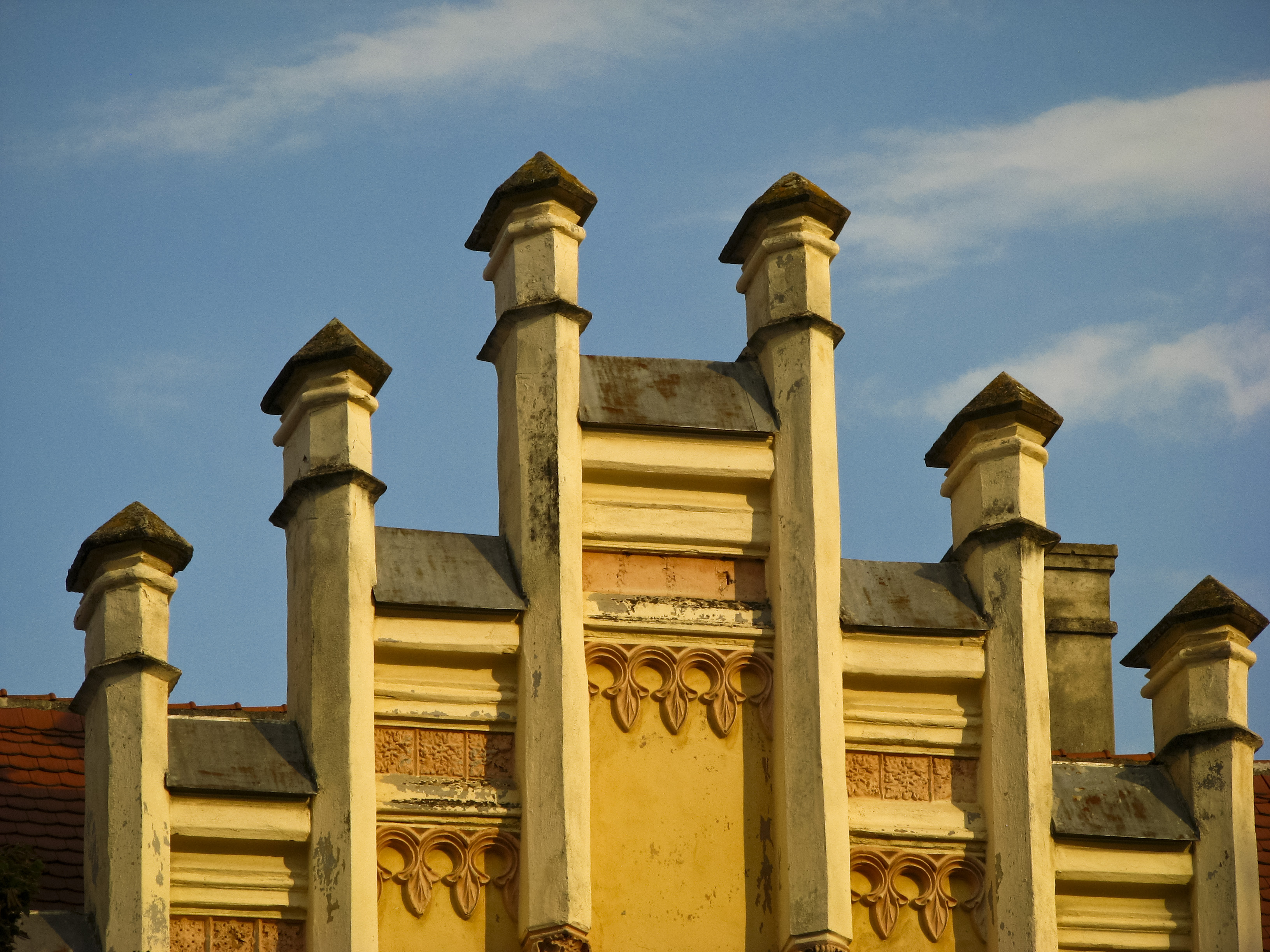
Muzeul de Etnografie Universală „Franz Binder”
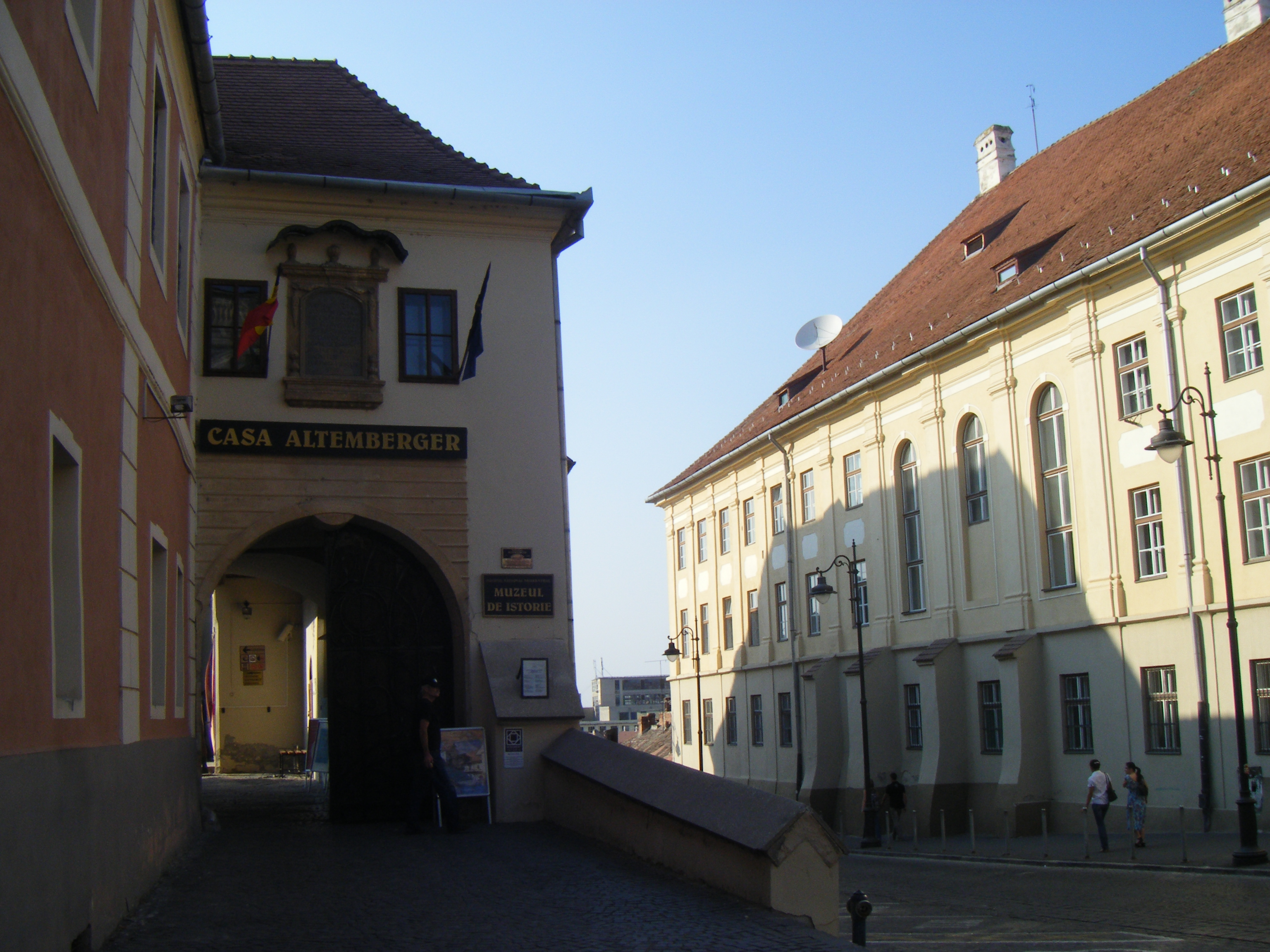
Muzeul de Istorie Casa Altemberger
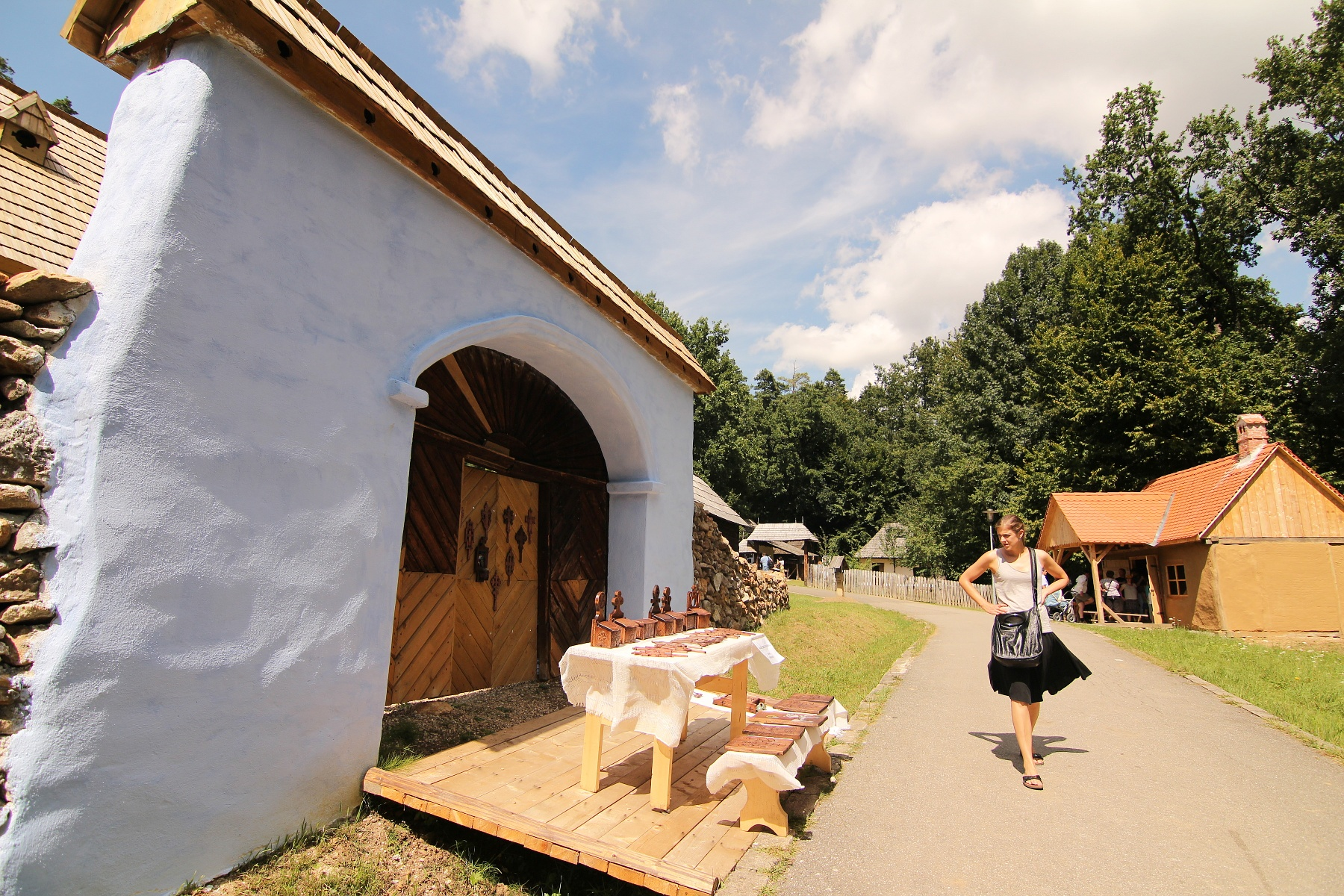
Muzeul Civilizației Populare Tradiționale „Astra”
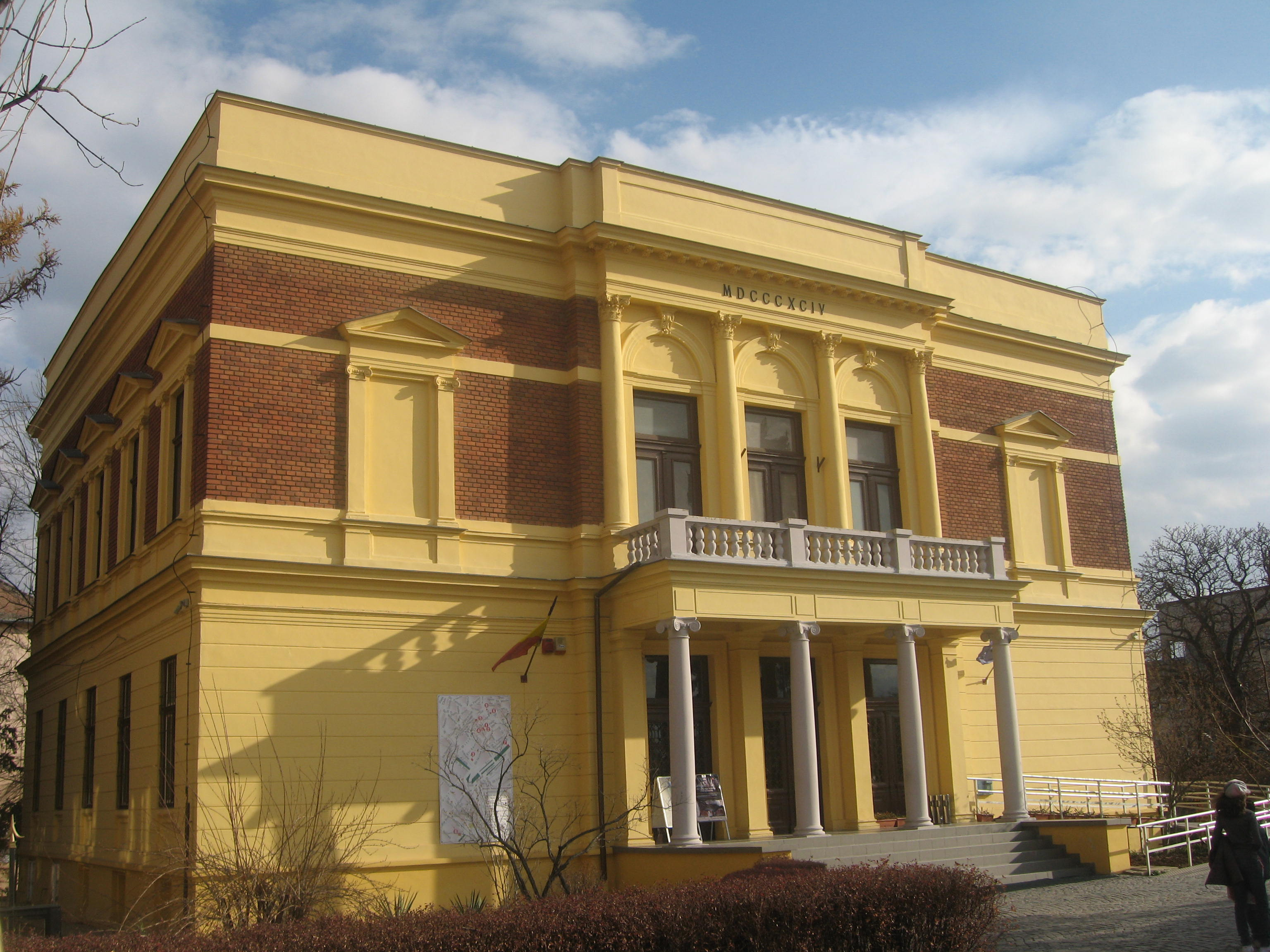
Muzeul de Istorie Naturală
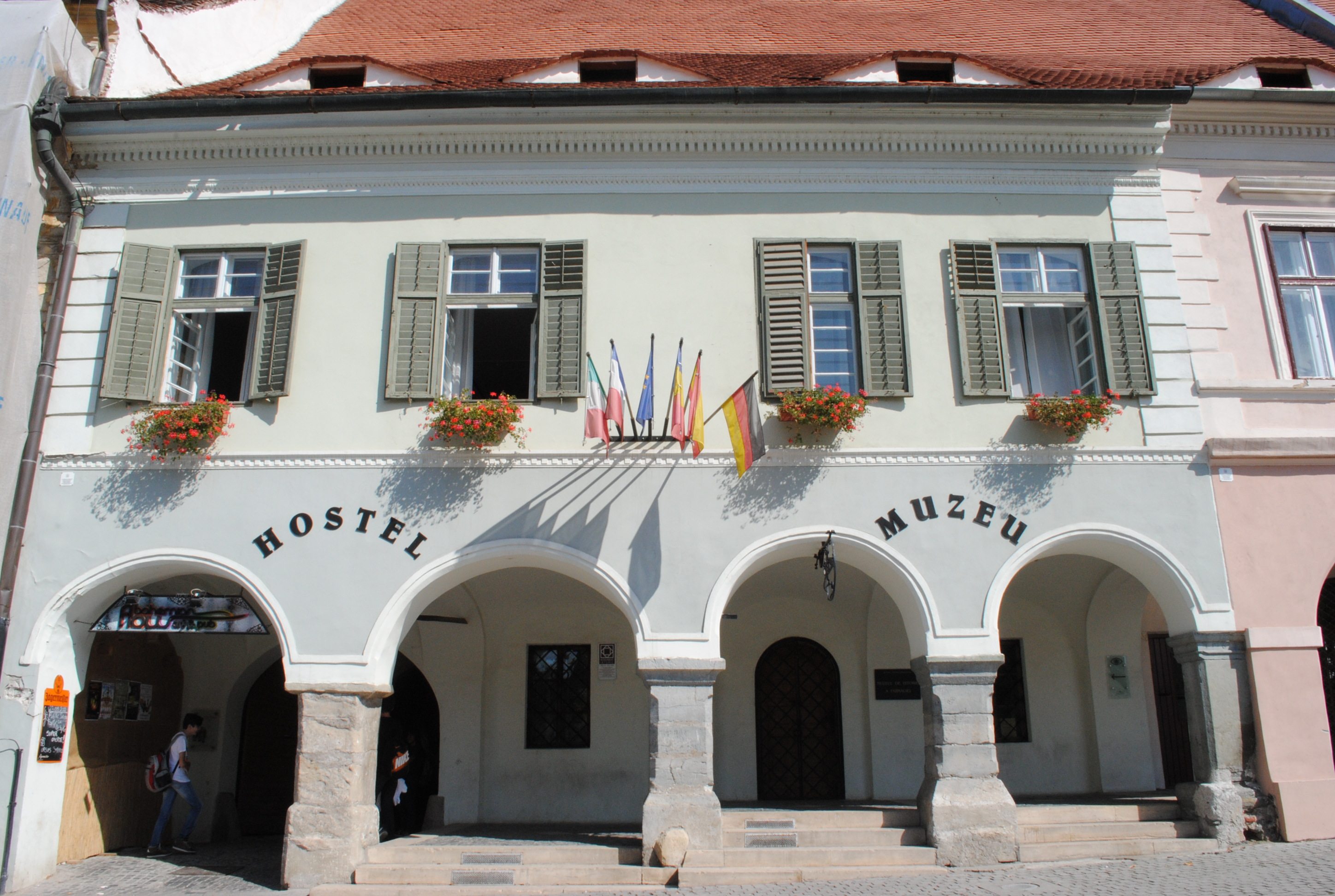
Muzeul de Istorie a Farmaciei
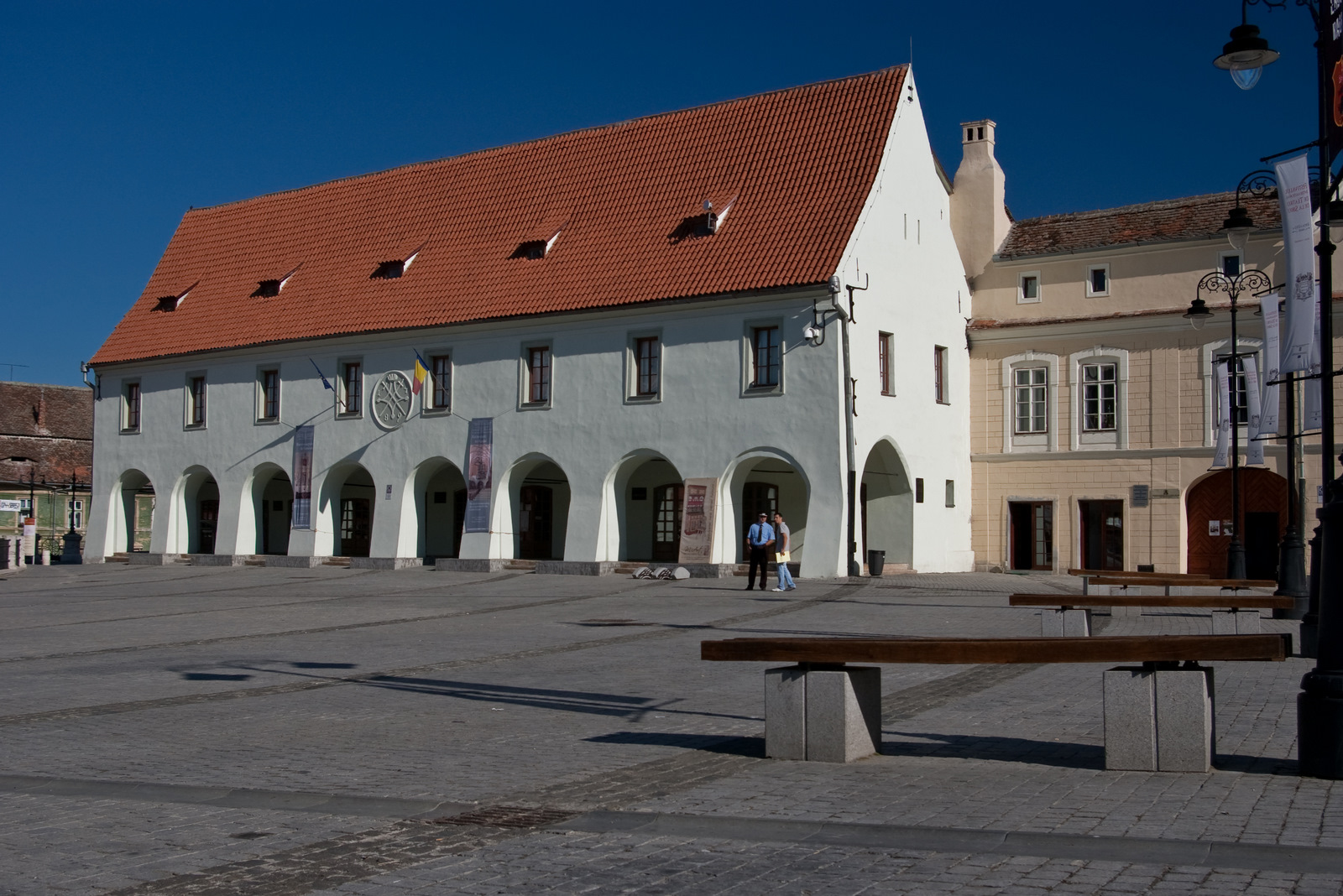
Muzeul de Etnografie și Artă Populară Săsească „Emil Sigerus”

- Muzeul de Arme și Trofee de Vânătoare
- Muzeul de Locomotive cu Abur

#### Lăcașuri de cult

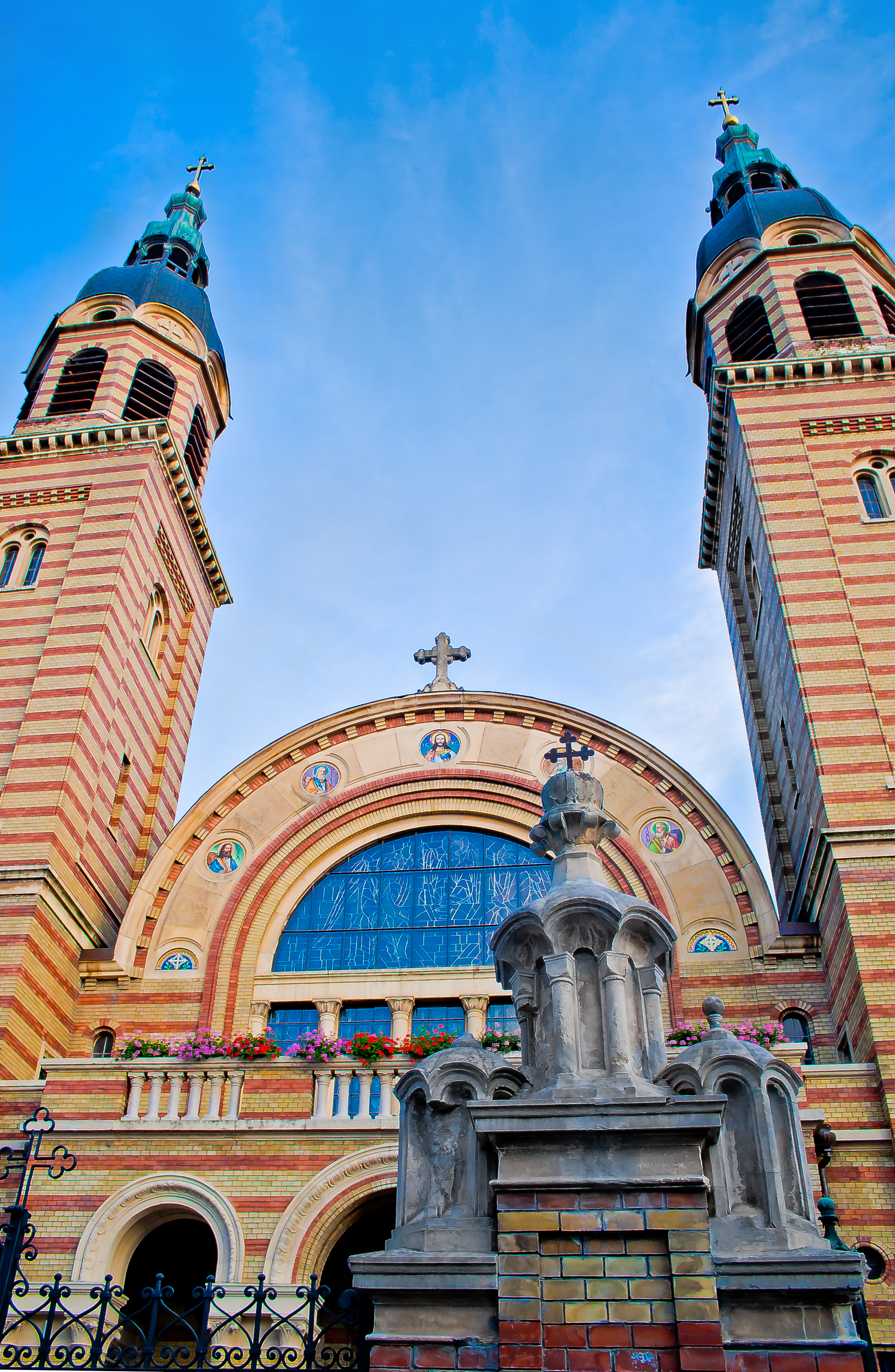
Catedrala Mitropolitană

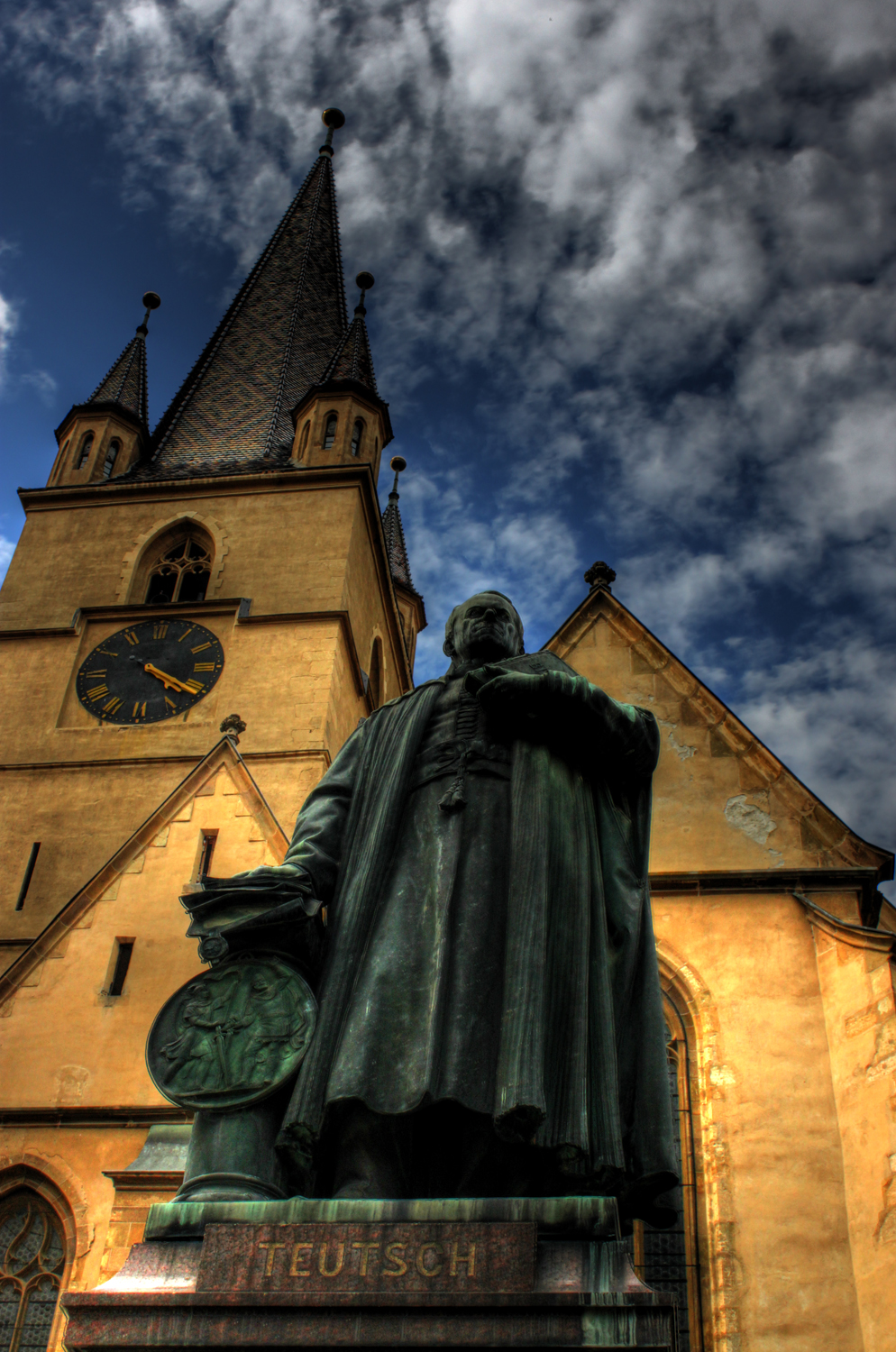
Catedrala Evanghelică

În centrul orașului se găsesc o serie de lăcașuri istorice de cult:
- Biserica Evanghelică Parohială (luterană), sec. XIV - XVI
- Catedrala Ortodoxă, 1906
- Biserica și Complexul Ursulinelor (romano-catolică, în utilizarea parțială a greco-catolicilor), sec. al XV-lea
- Biserica Romano-Catolică din Piața Mare, 1726-1733
- Biserica Franciscanilor de pe Strada Șelarilor (romano-catolică)
- Biserica reformată (calvinistă), 1786
- Biserica evanghelică „Johanniskirche”, 1883, 1912
- Biserica din Groapă (ortodoxă), 1788-1789
- Biserica dintre Brazi (folosită de o parohie ortodoxă, revendicată de greco-catolici) de la 1788, prima biserică greco-catolică din Sibiu
- Capela „Sf. Cruce” din Piața Gării (romano-catolică), 1755
- Sinagoga cultului mozaic, 1898

În cele două sate de la porțile vechiului oraș, azi cartierele Turnișor și Gușterița, se află două biserici fortificate:
- Biserica evanghelică din Turnișor, sfârșitul sec. al XII-lea - secolul al XIII-lea
- Biserica evanghelică din Gușterița, sec. al XIII-lea

#### Alte clădiri și locuri

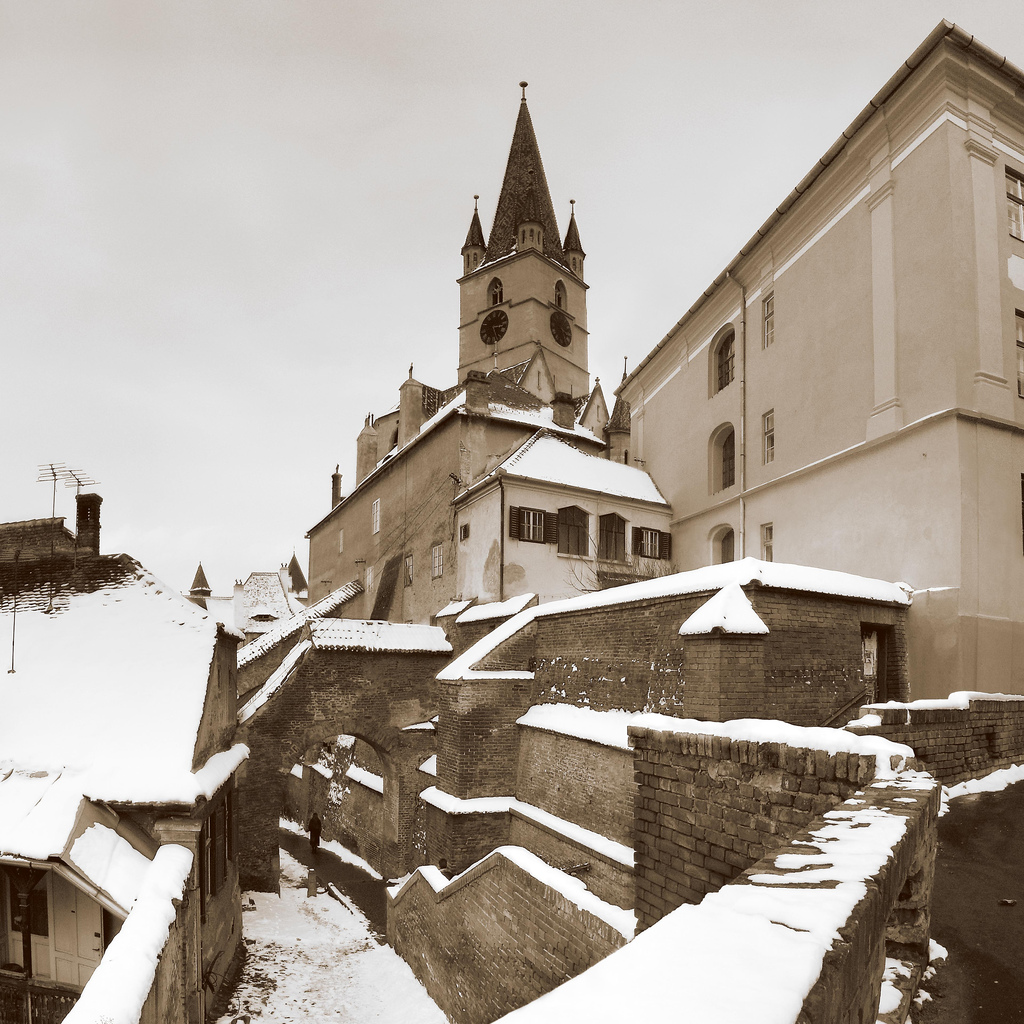
Pasajul Scărilor
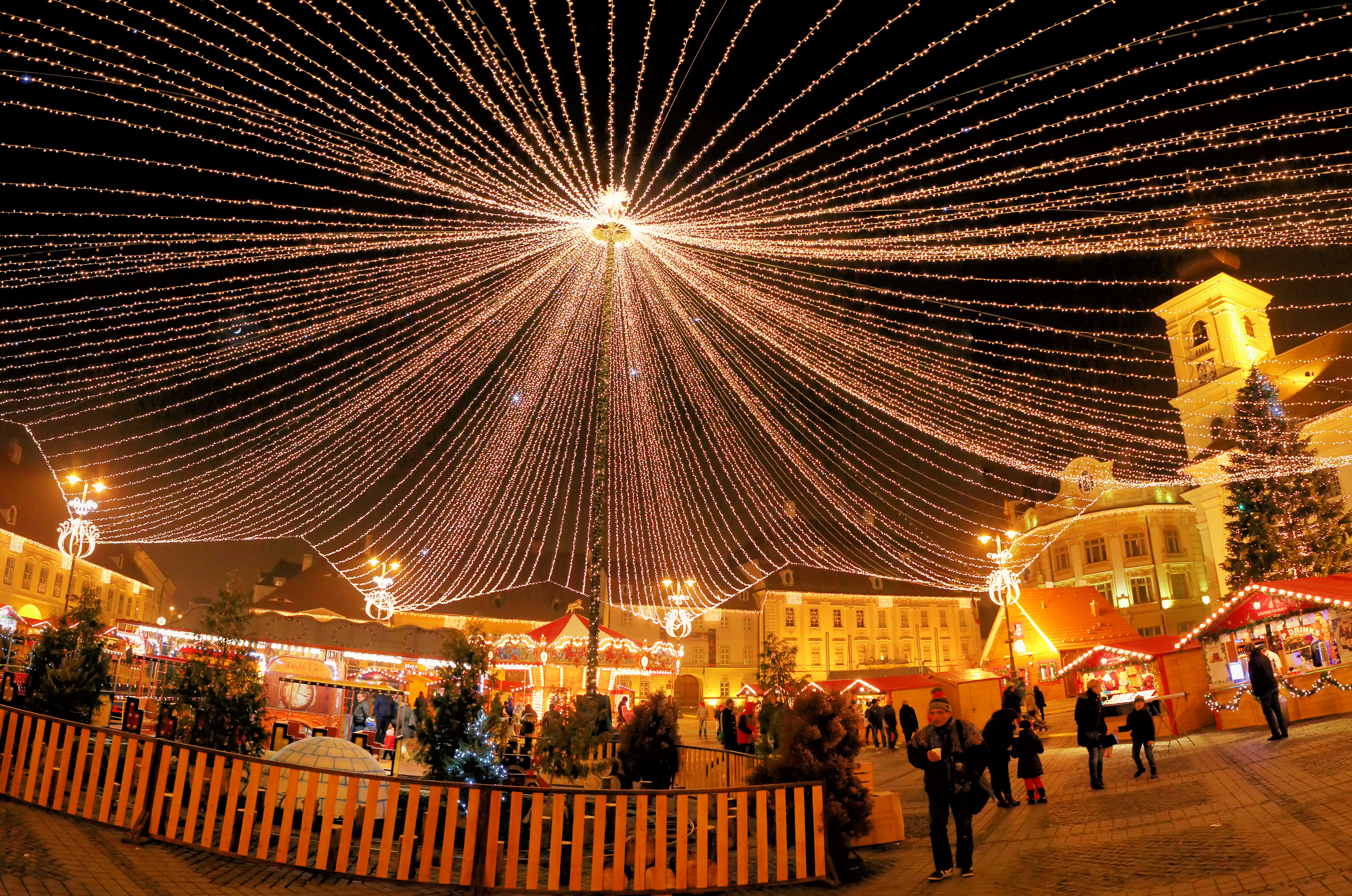
Târgul de Crăciun din Piața Mare
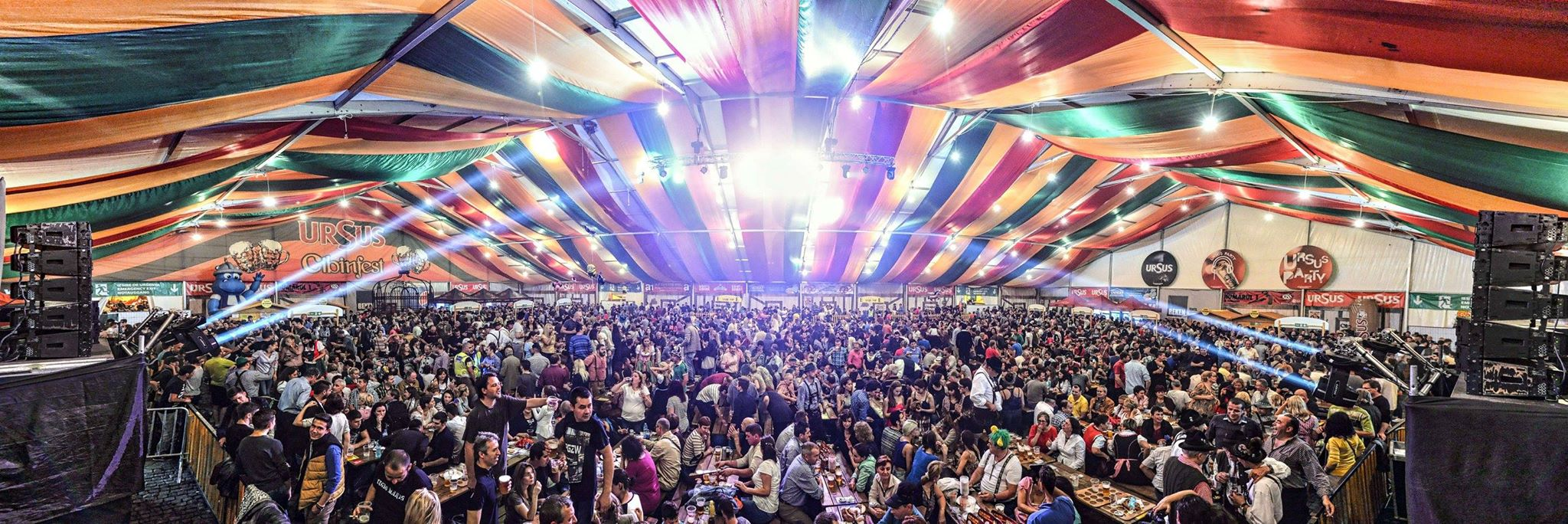
Festivalul "CibinFEST"
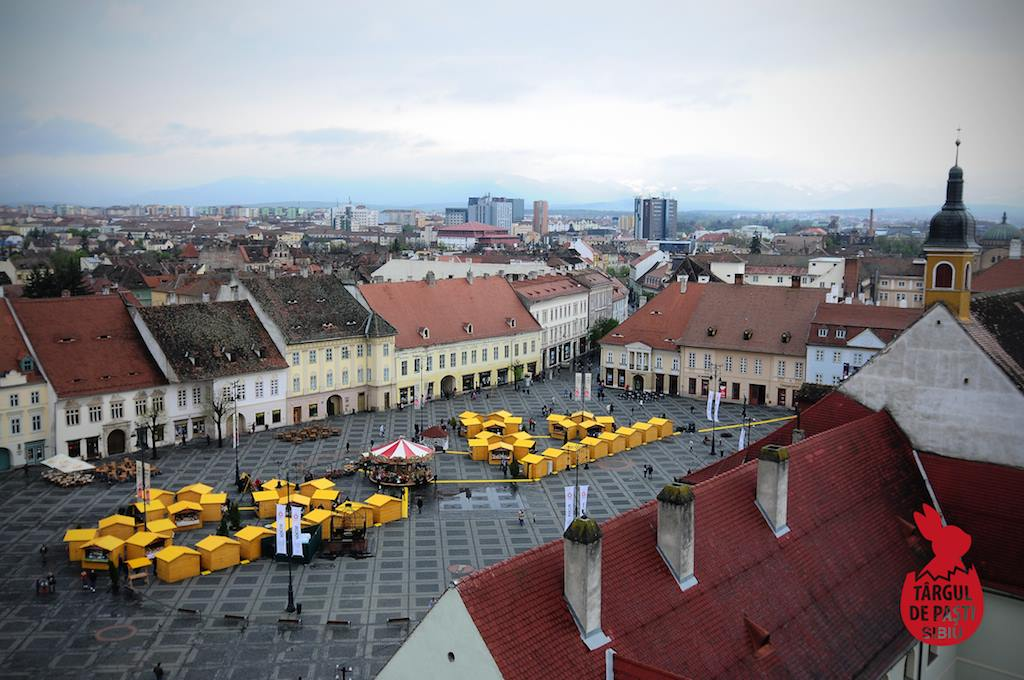
Târgul de Paști din Sibiu
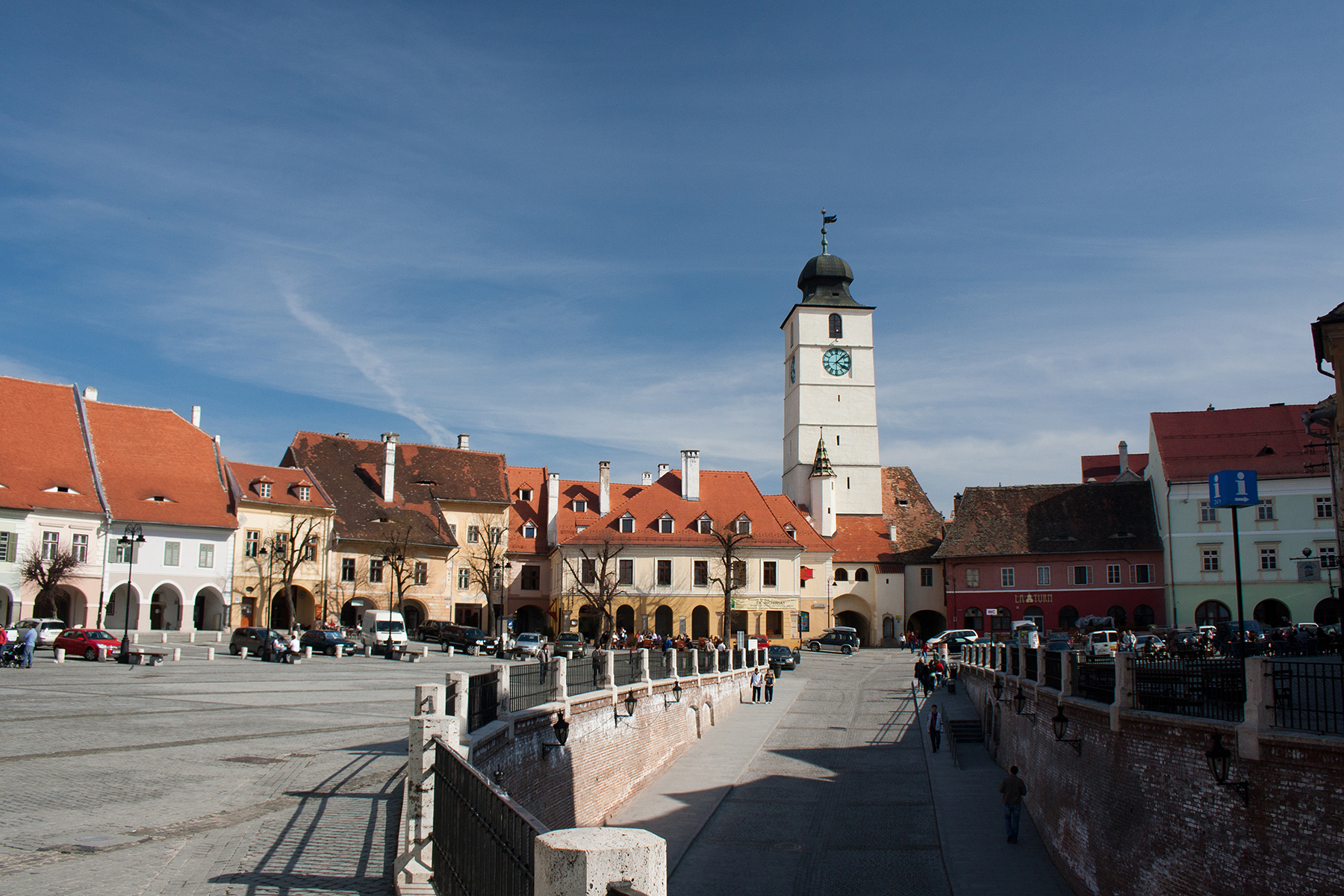
Piața Mică și Turnul Sfatului
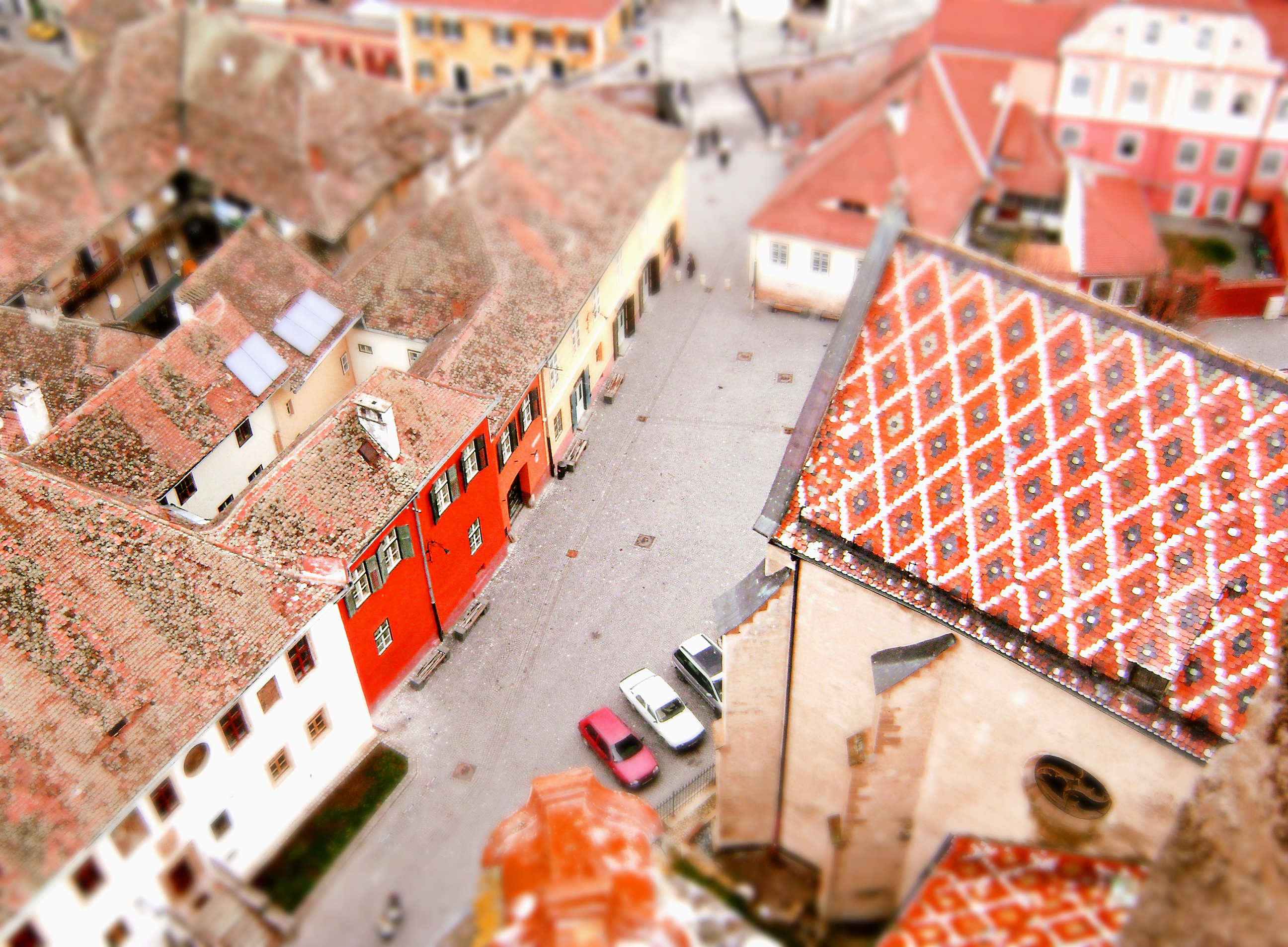
Piața Albert Huet
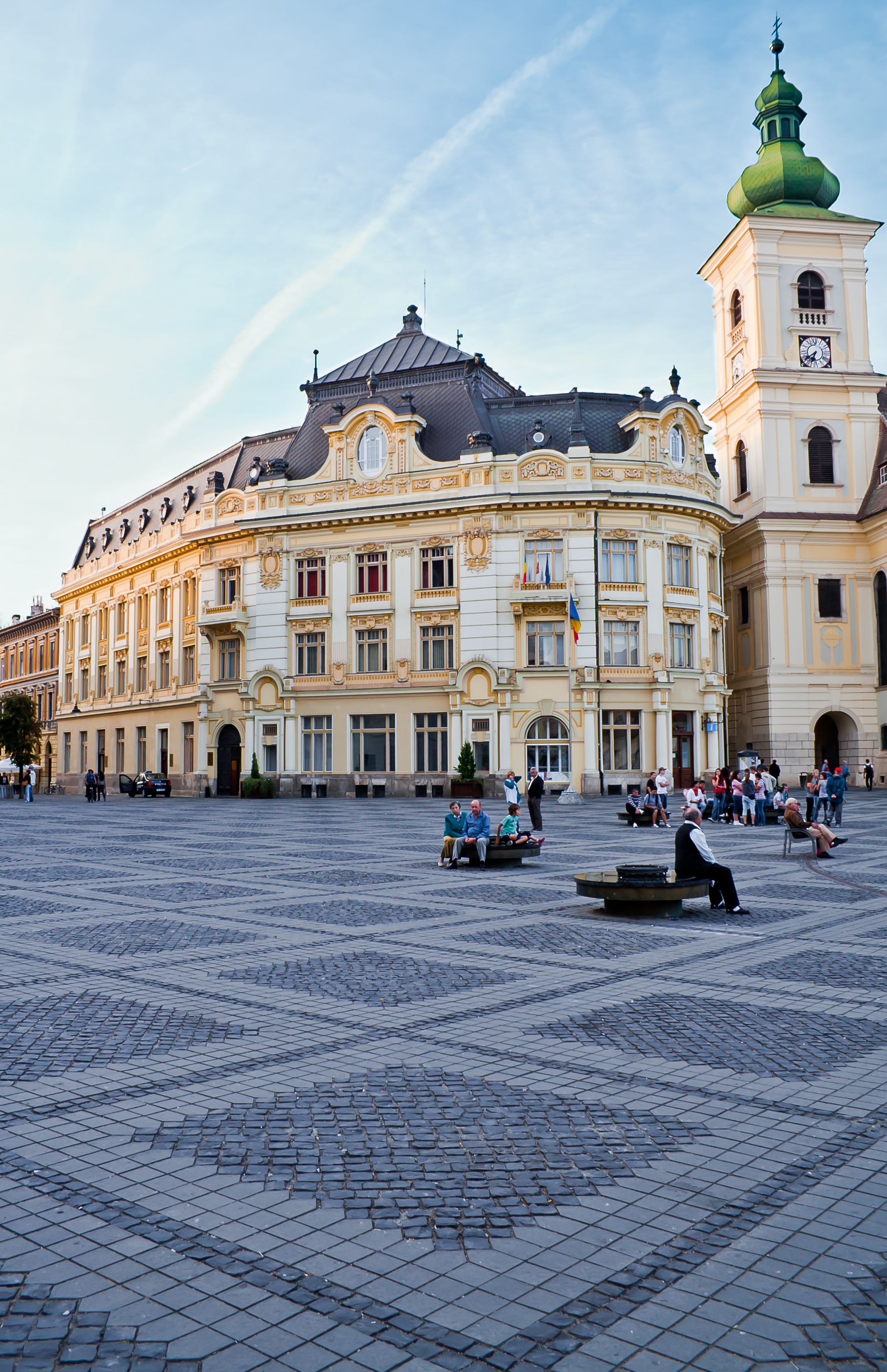
Primăria
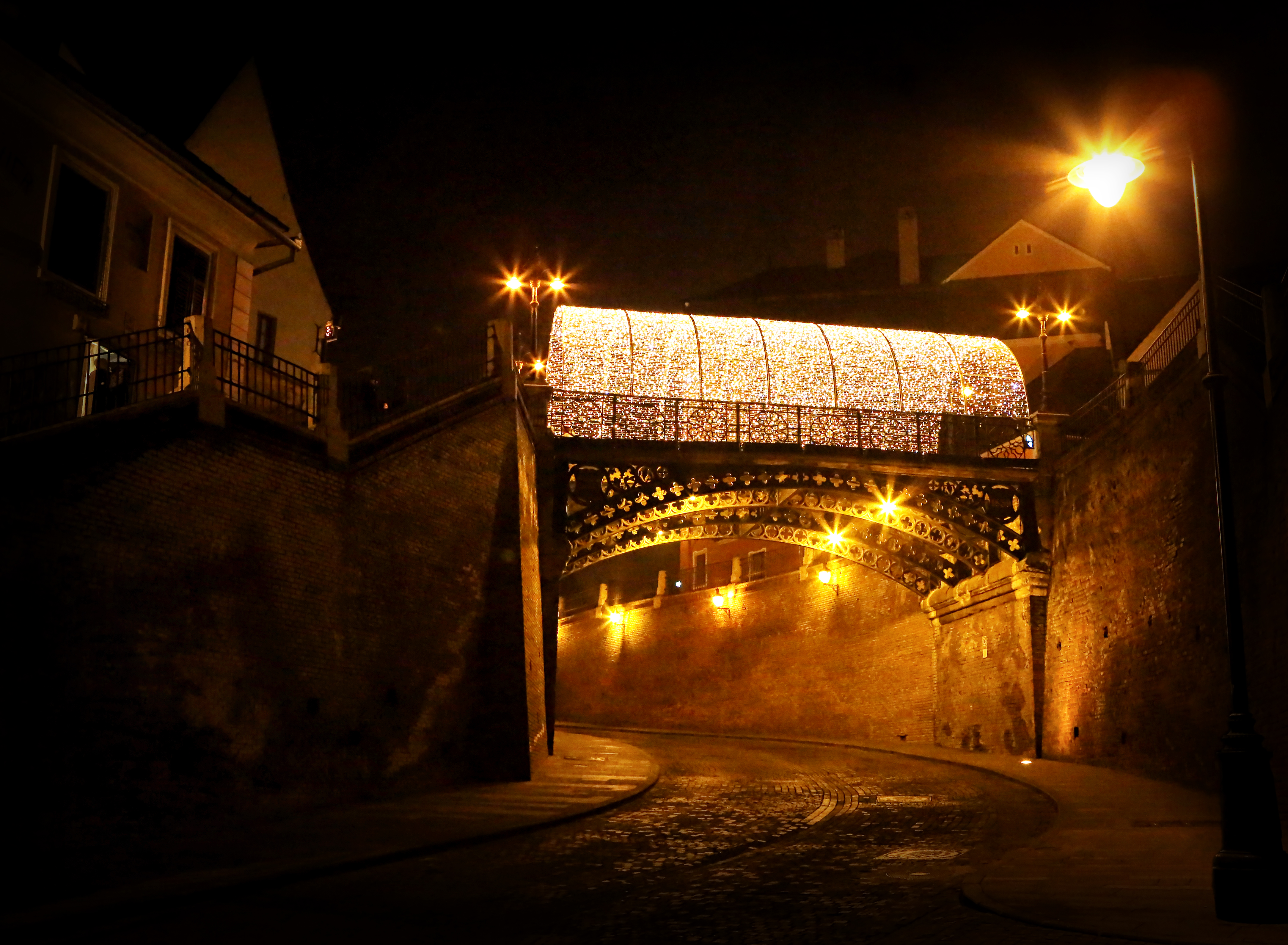
Podul Minciunilor
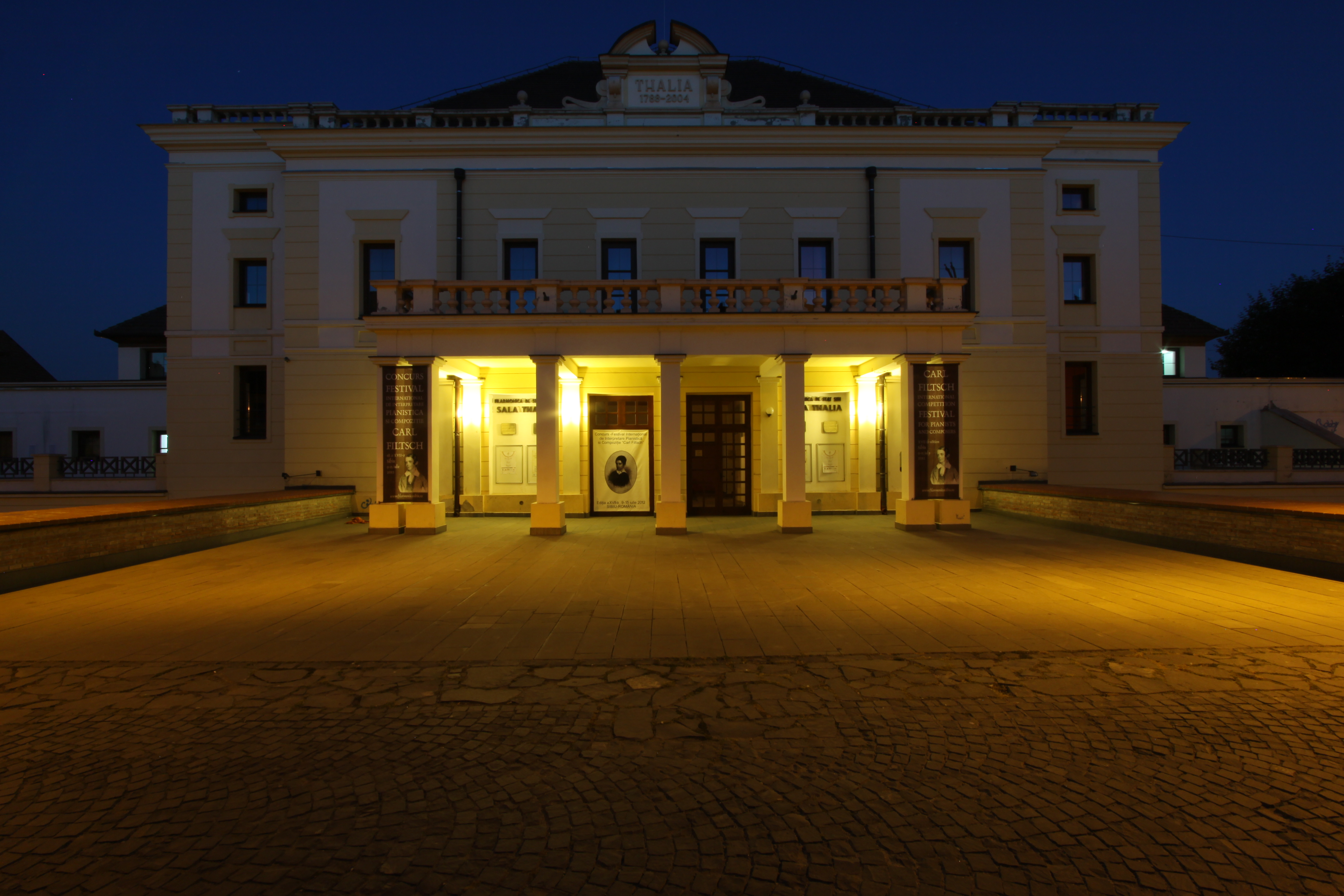
Filarmonica - Sala "Thalia"
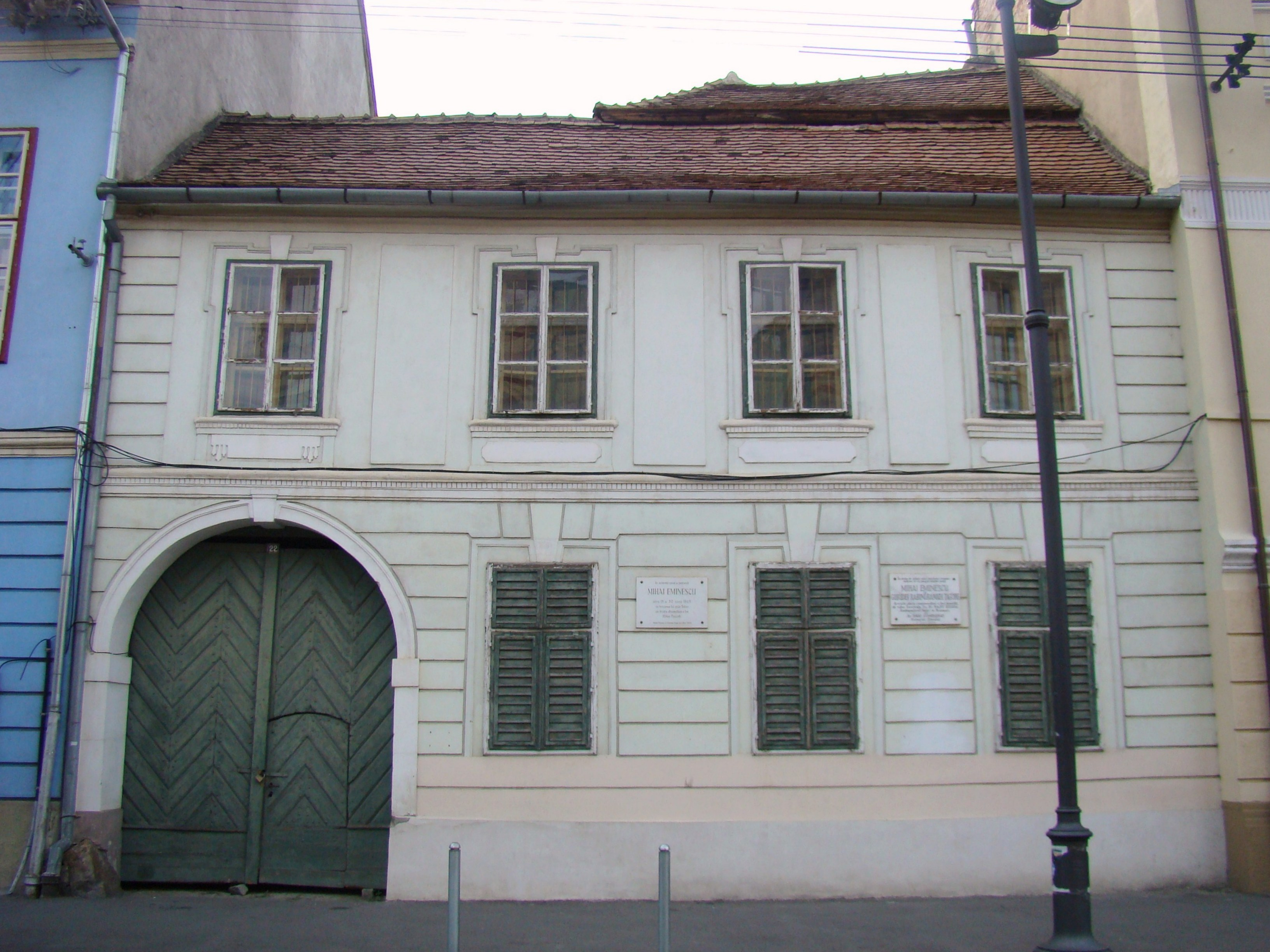
Casa din Sibiu unde a poposit Mihai Eminescu
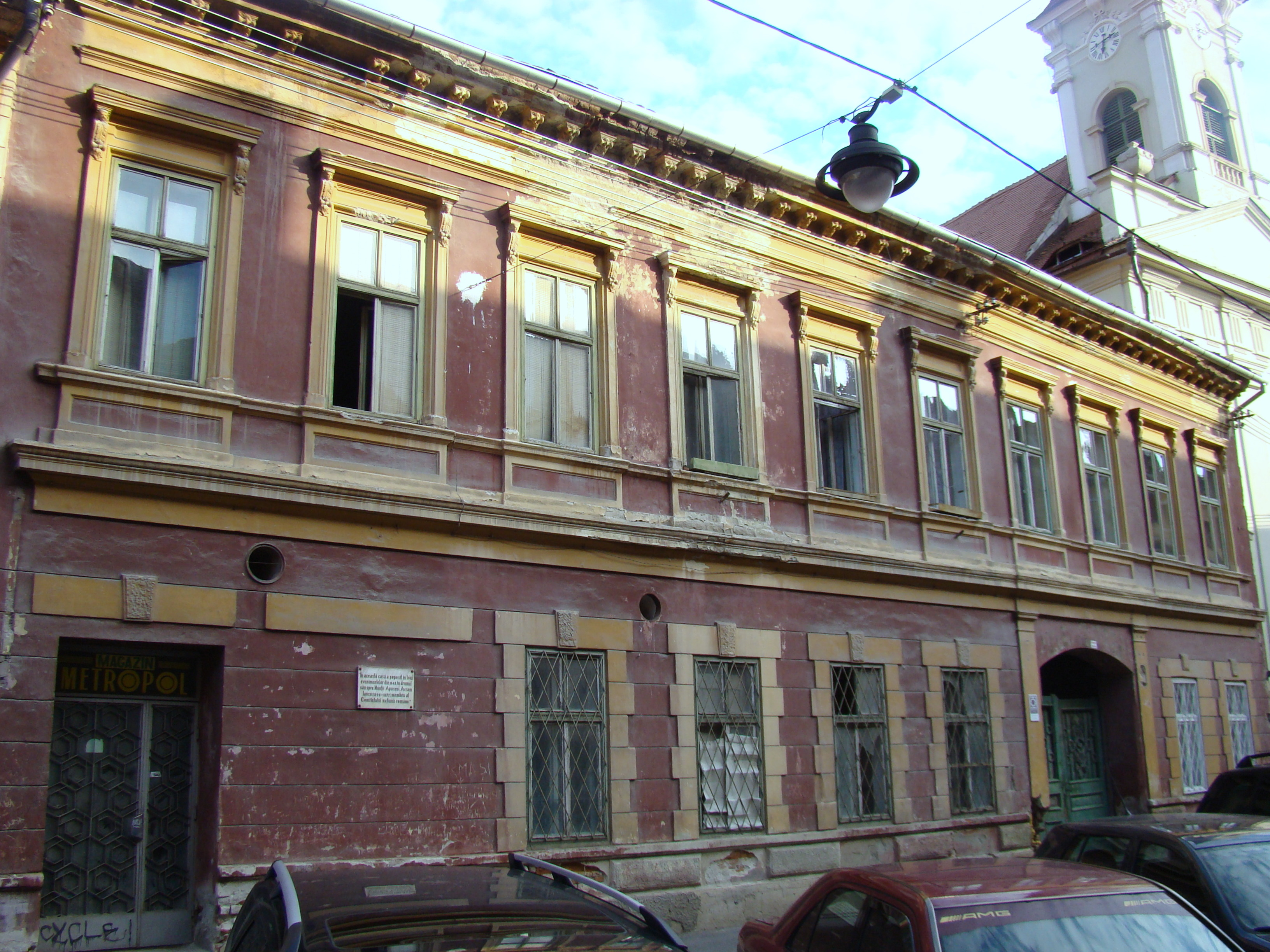
Fostul hotel „Curtea Mediașului”, unde a poposit Avram Iancu
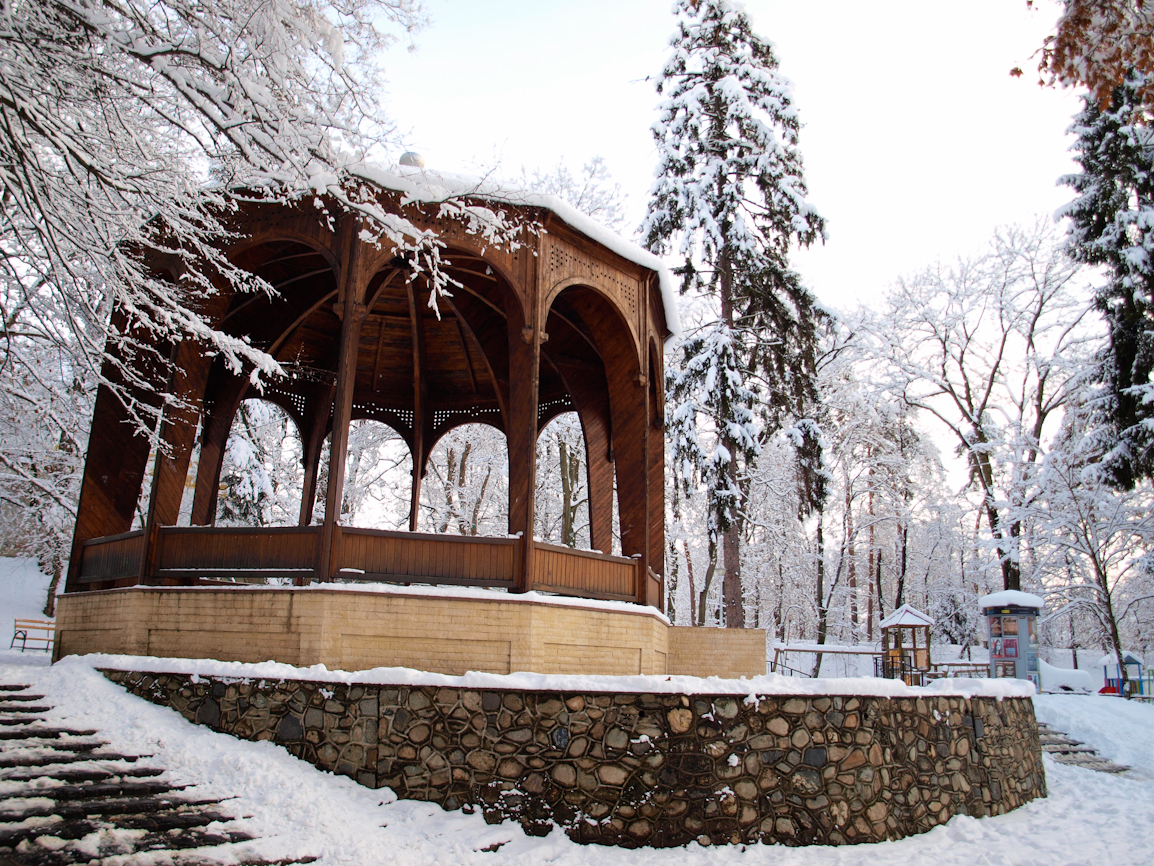
Parcul "Sub Arini" (Erlenpark)
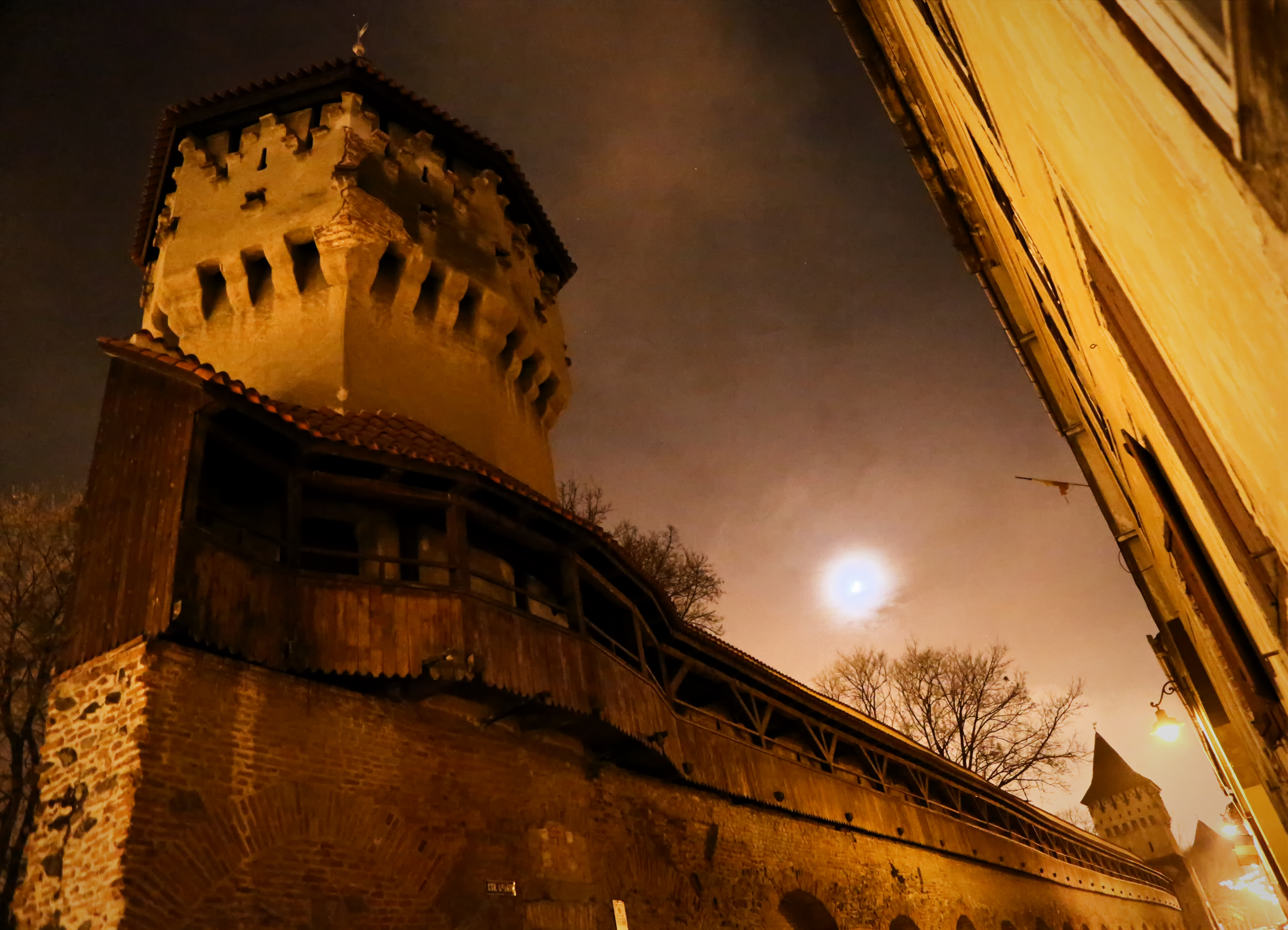
Turnul Dulgherilor

### În împrejurimi

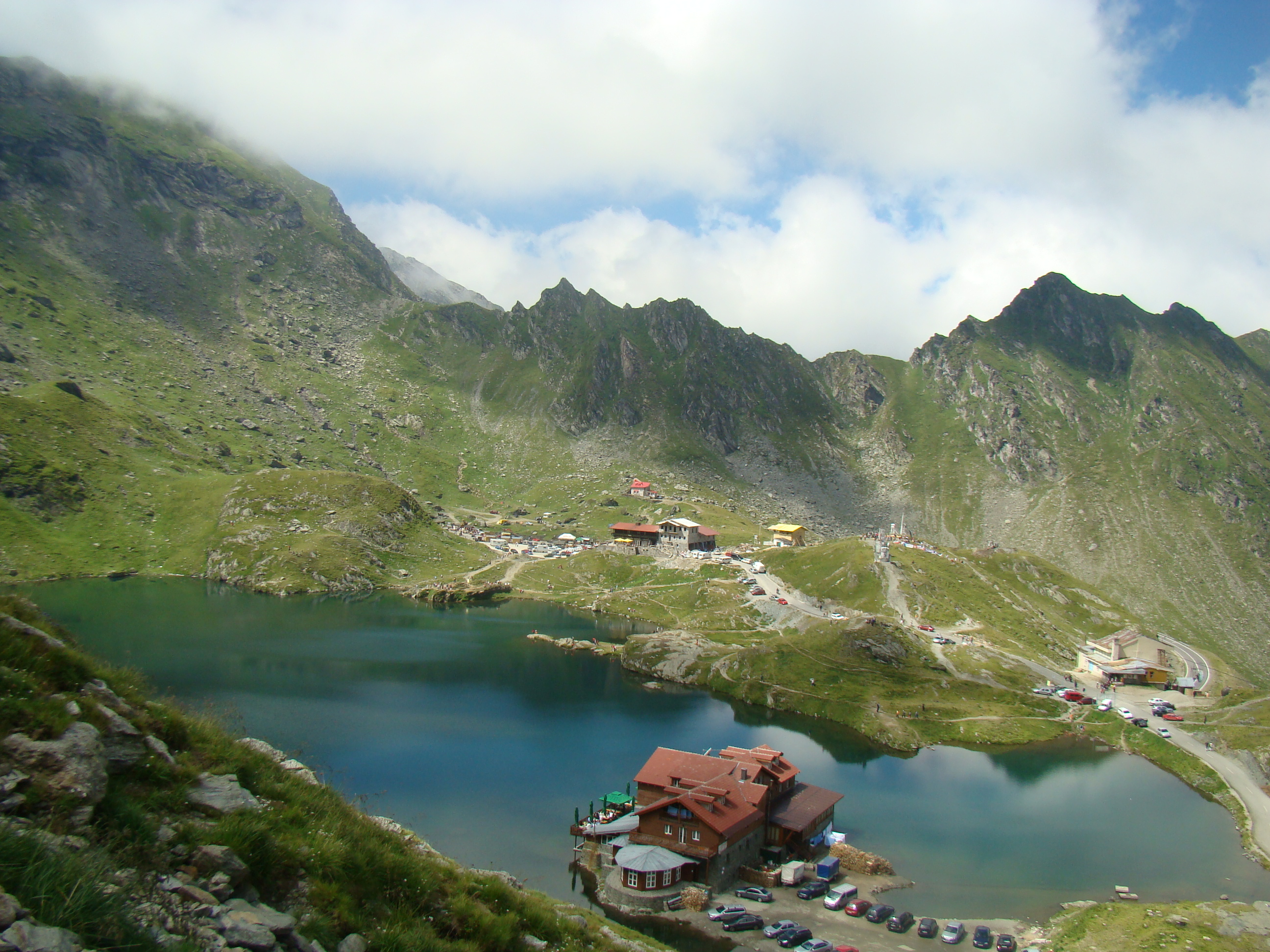
Lacul Bâlea
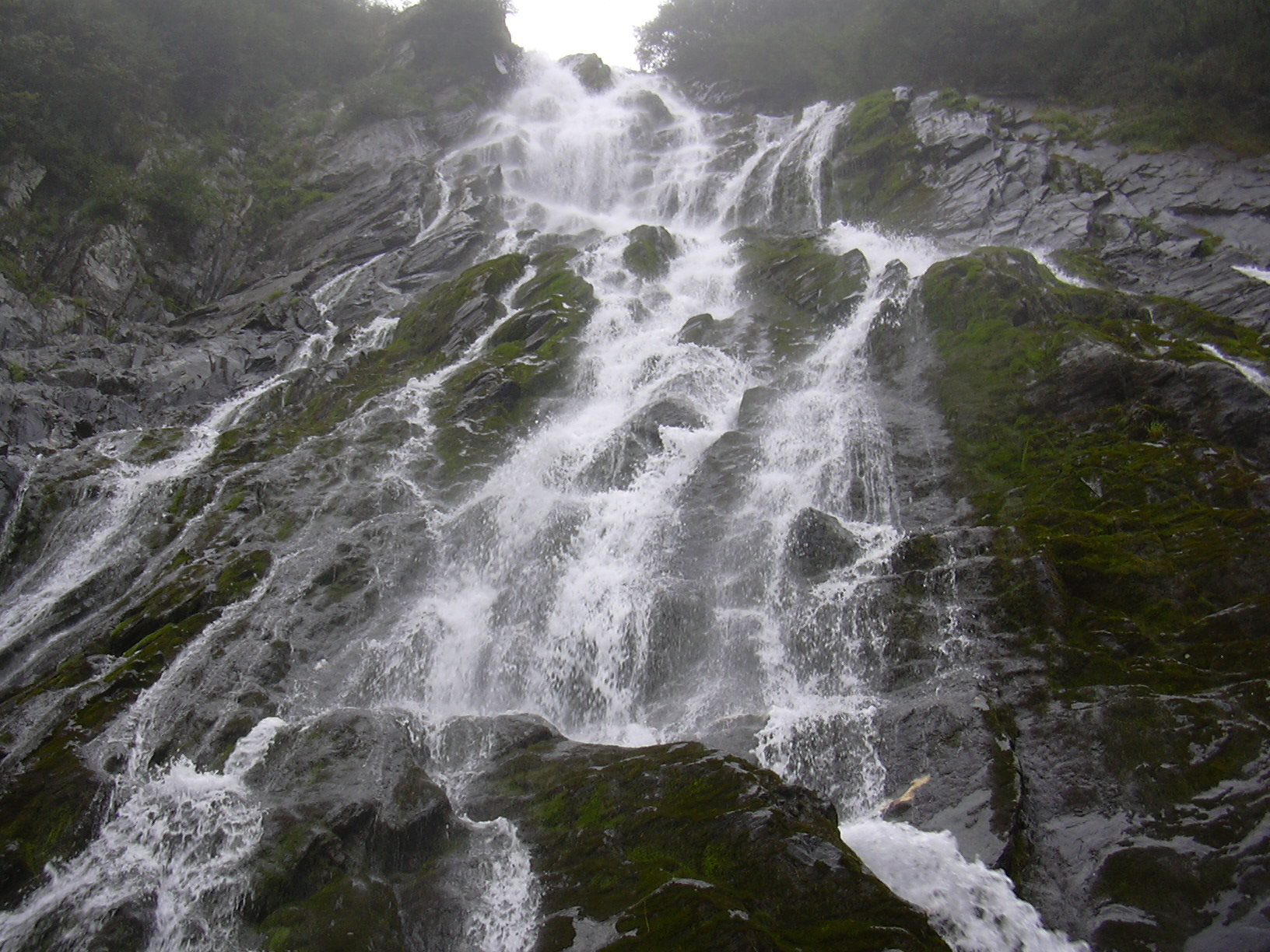
Cascada Bâlea
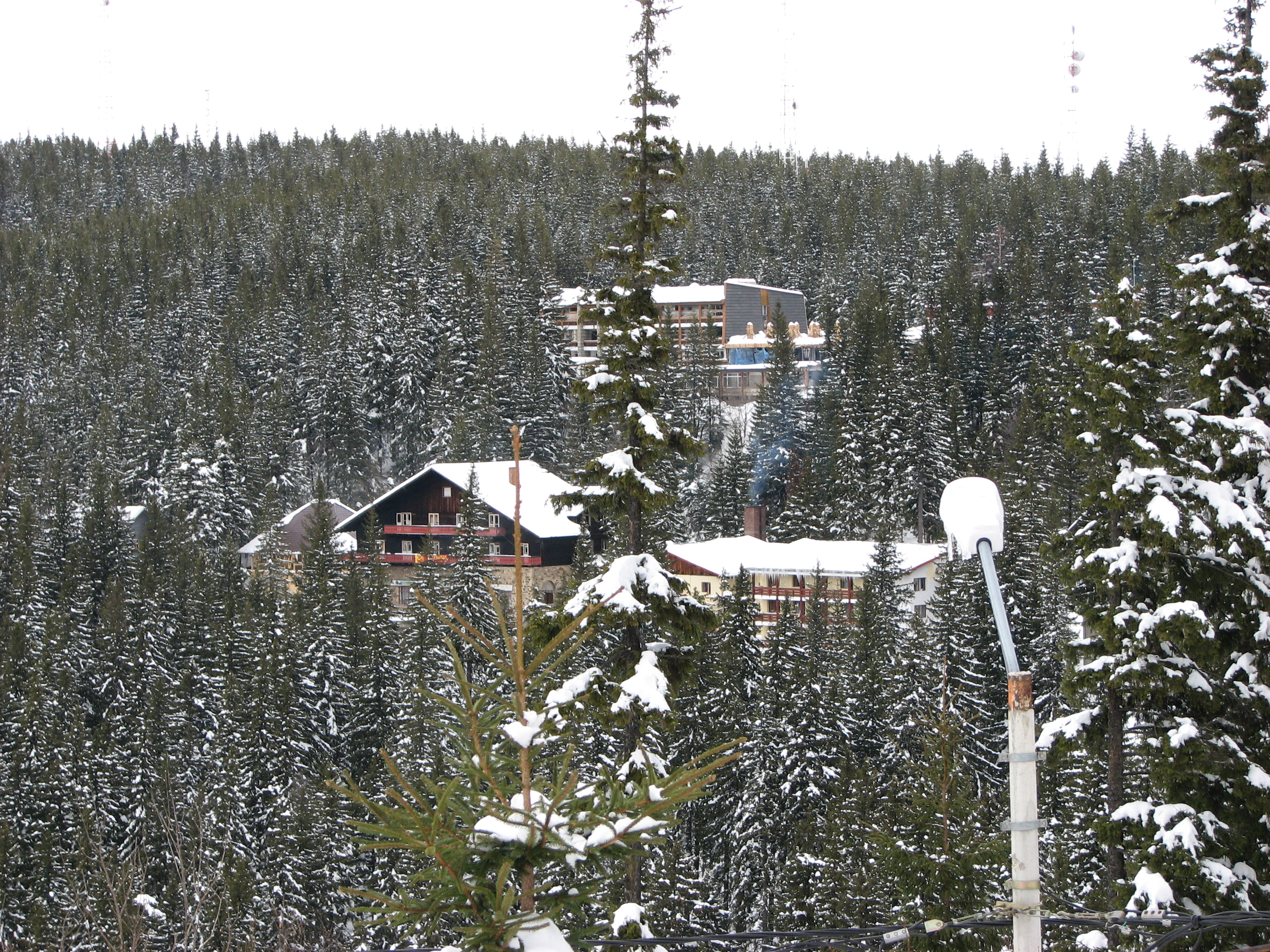
Păltiniș
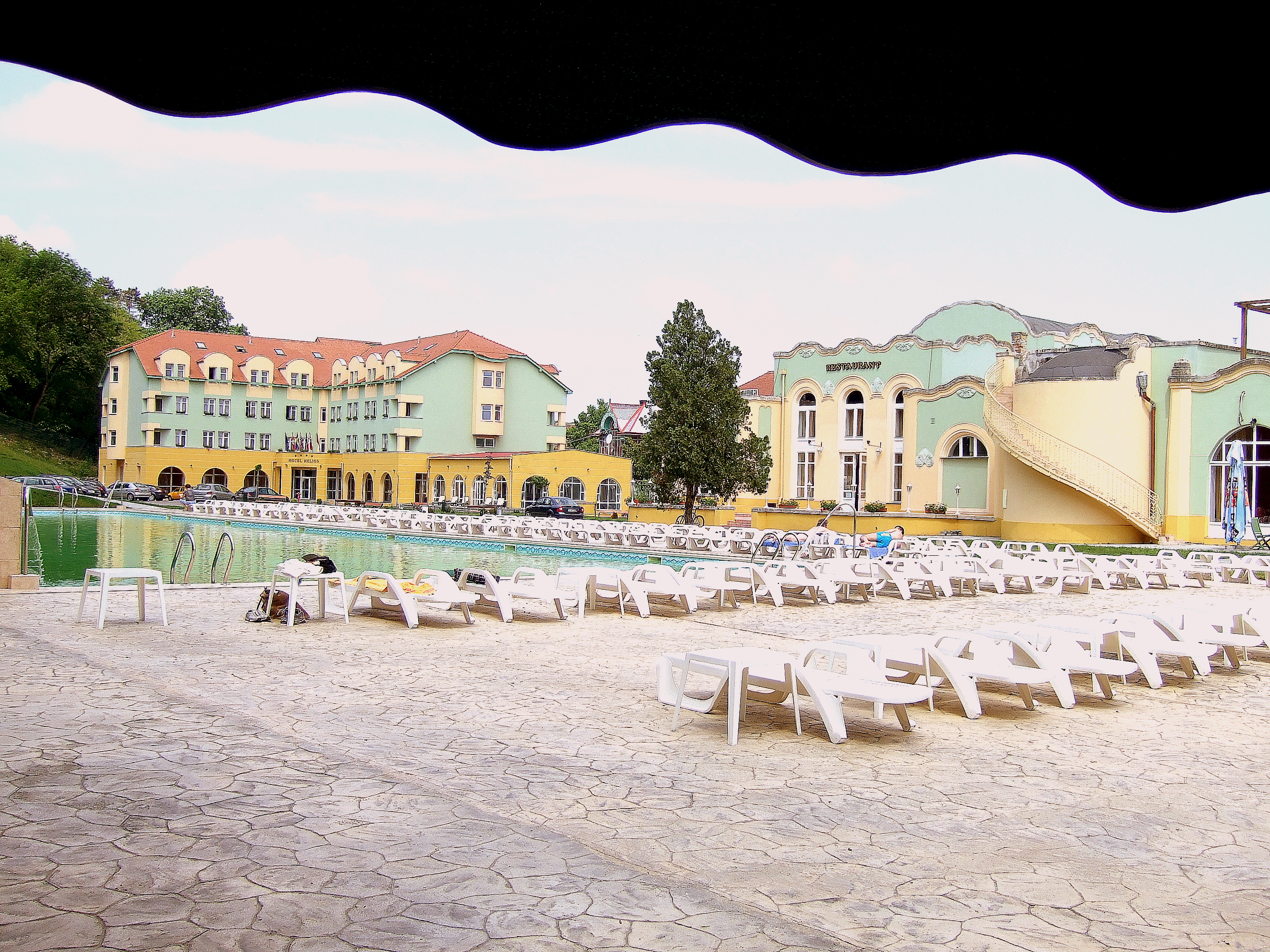
Ocna Sibiului
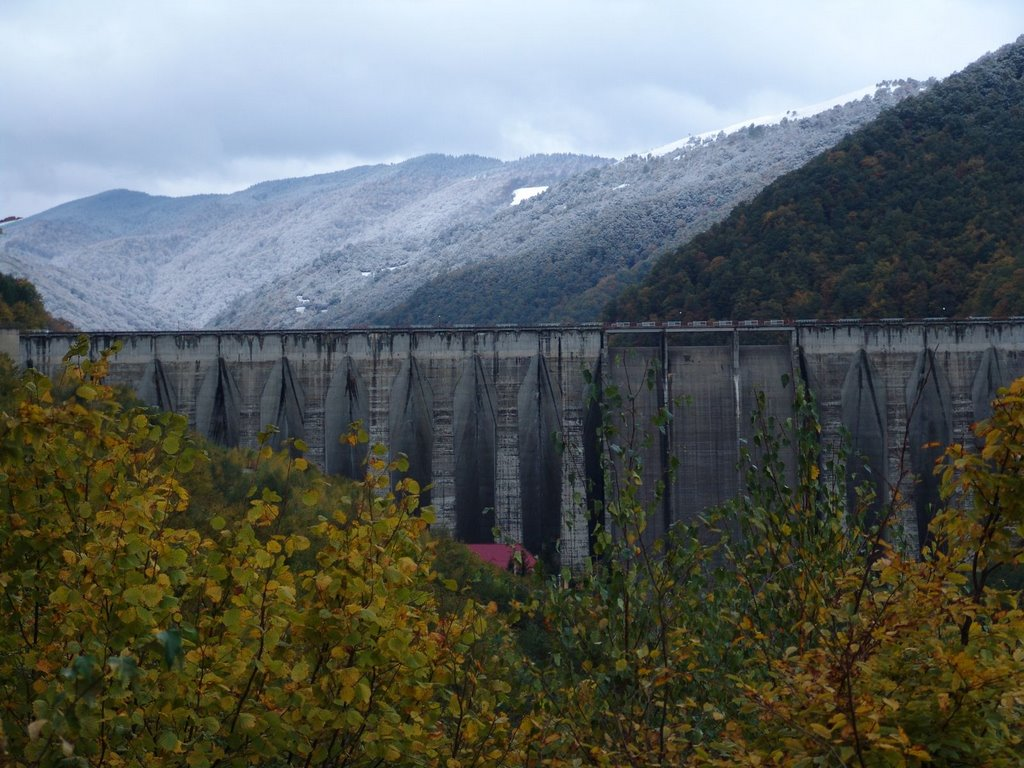
Barajul Gura Râului
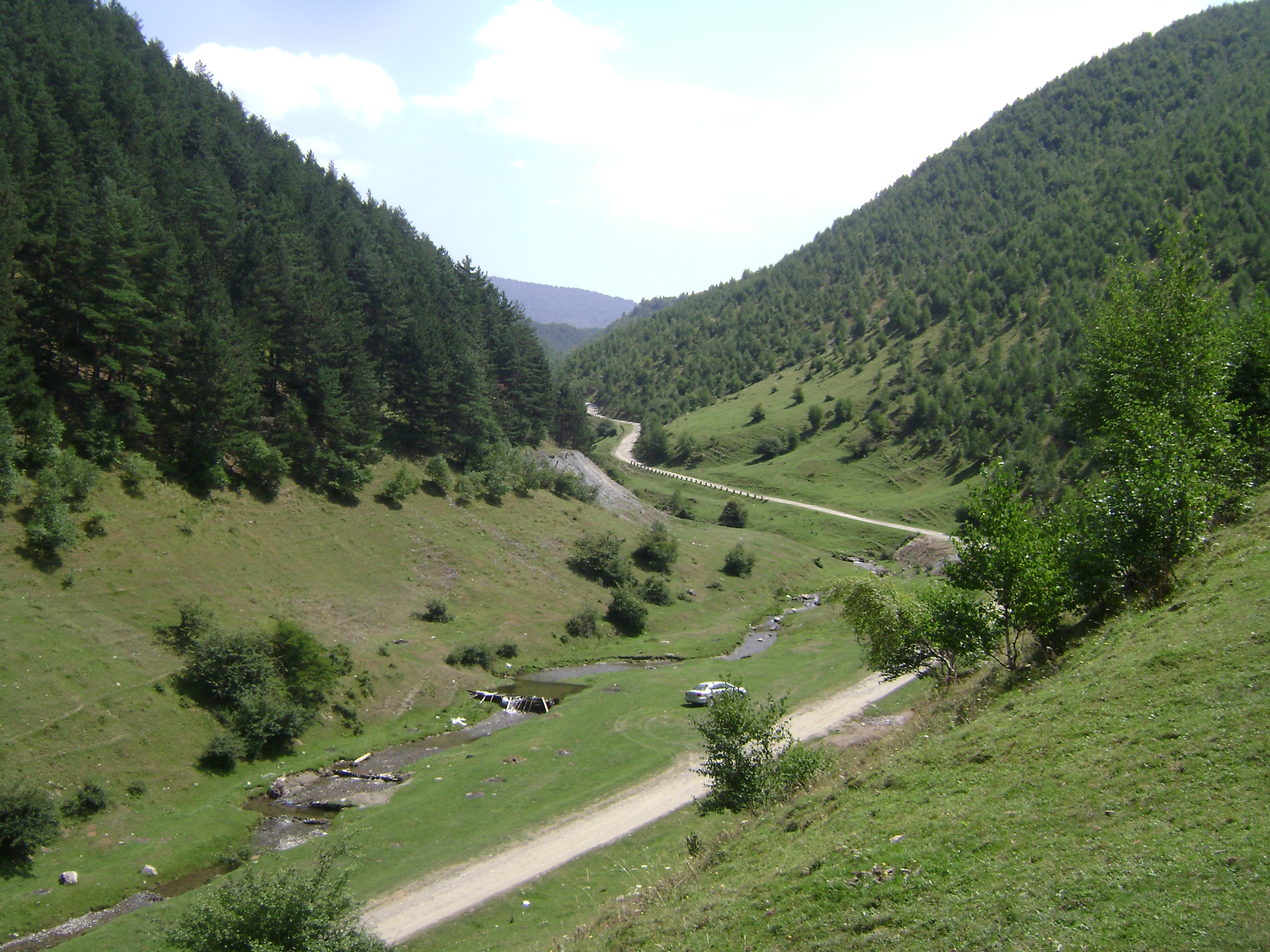
Rășinari
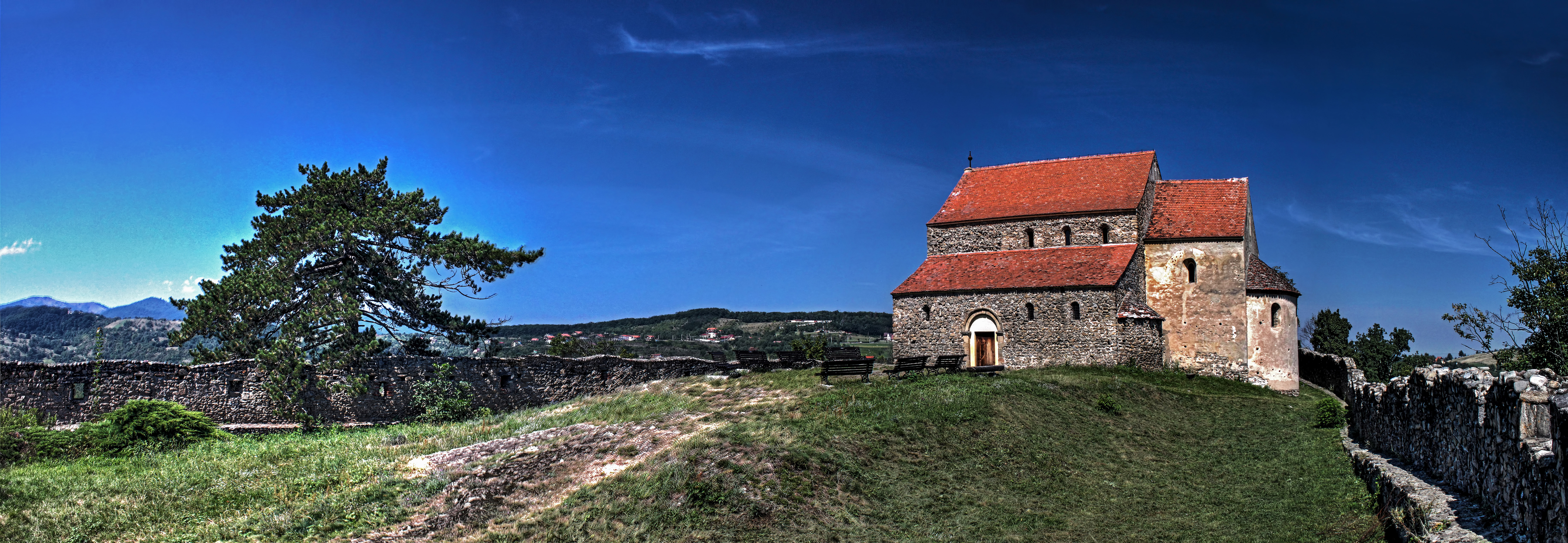
Ansamblul bisericii fortificate „Sf. Mihail” din Cisnădioara
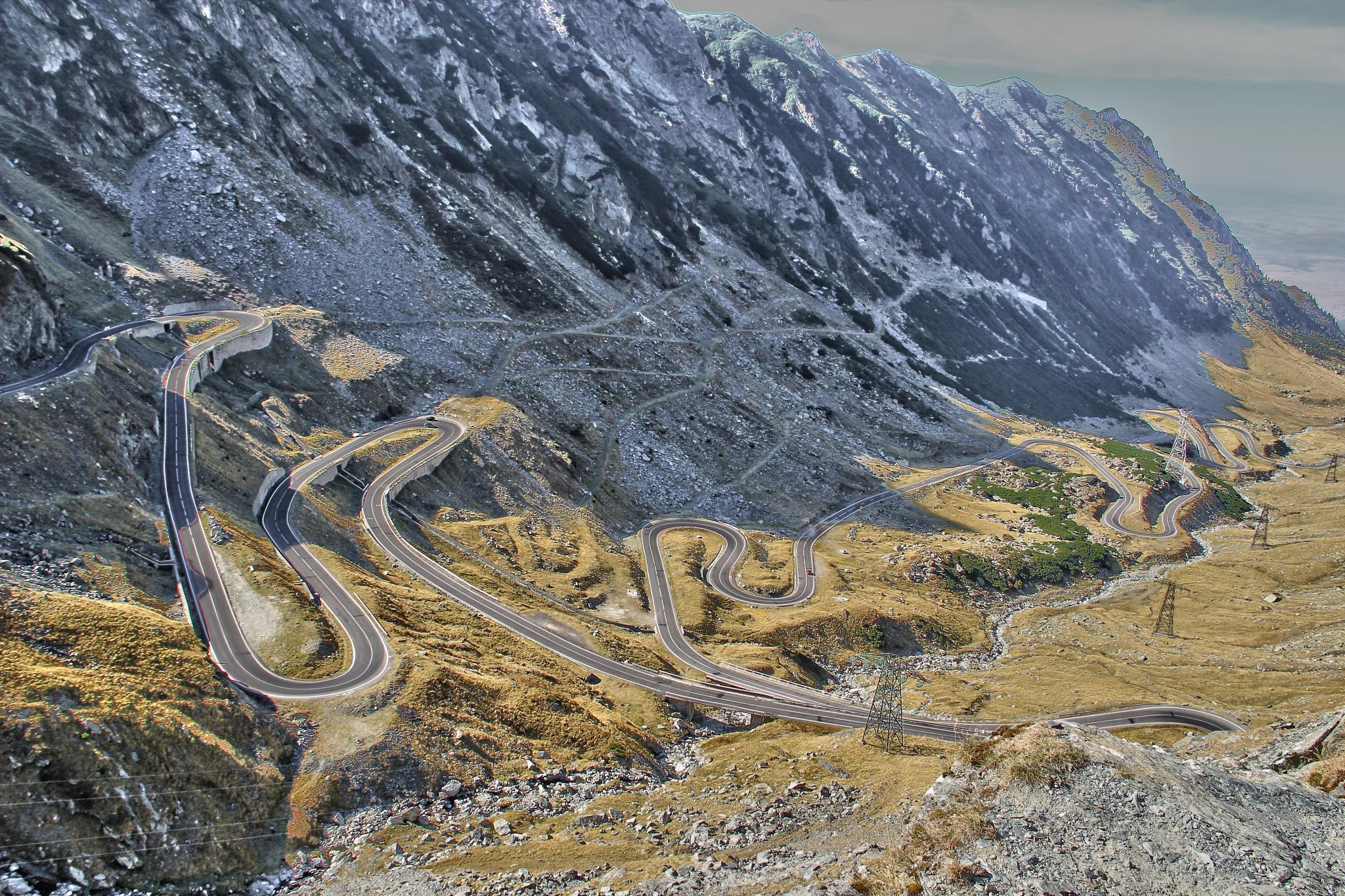
Transfăgărășan
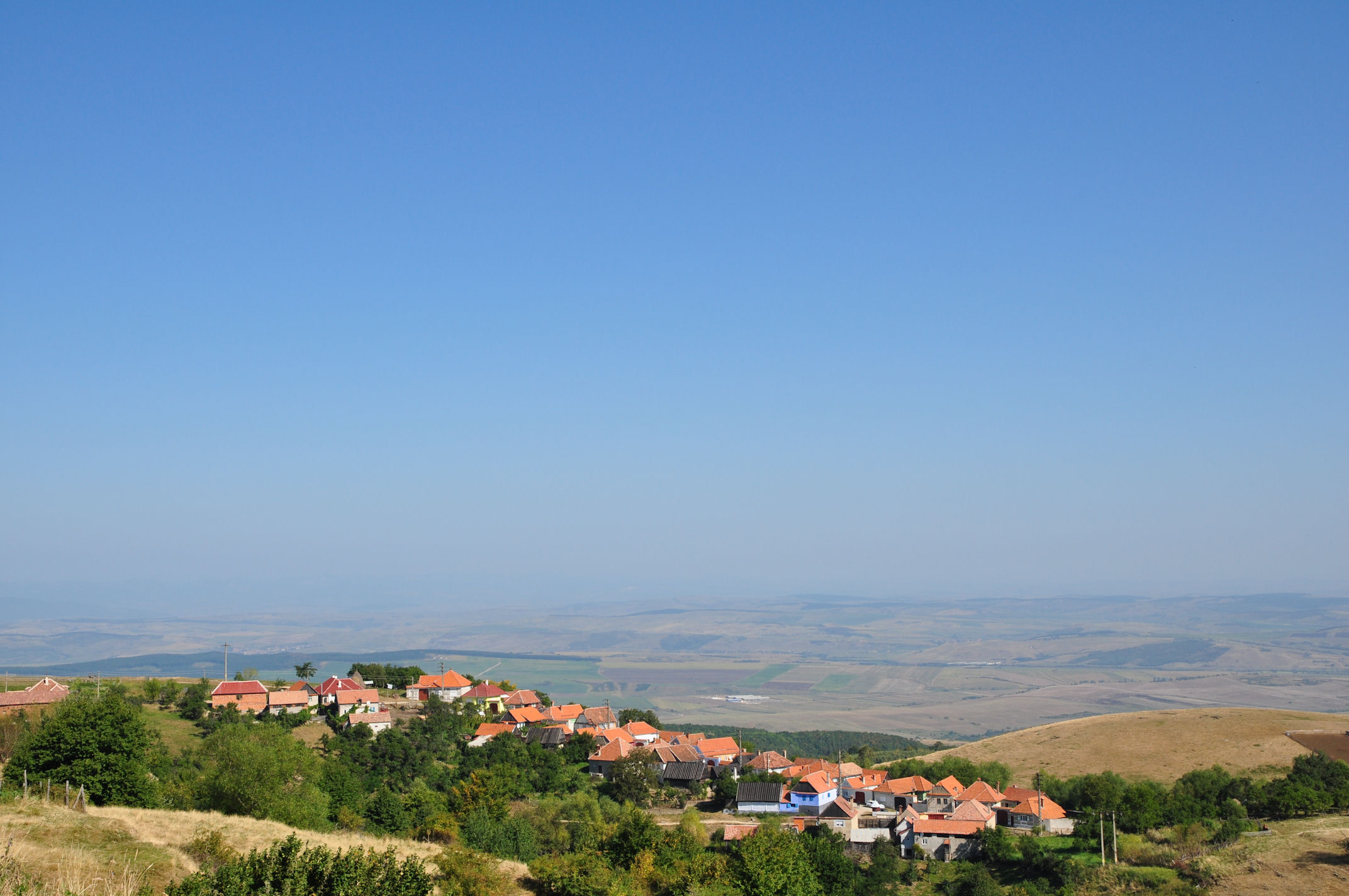
Poiana Sibiului
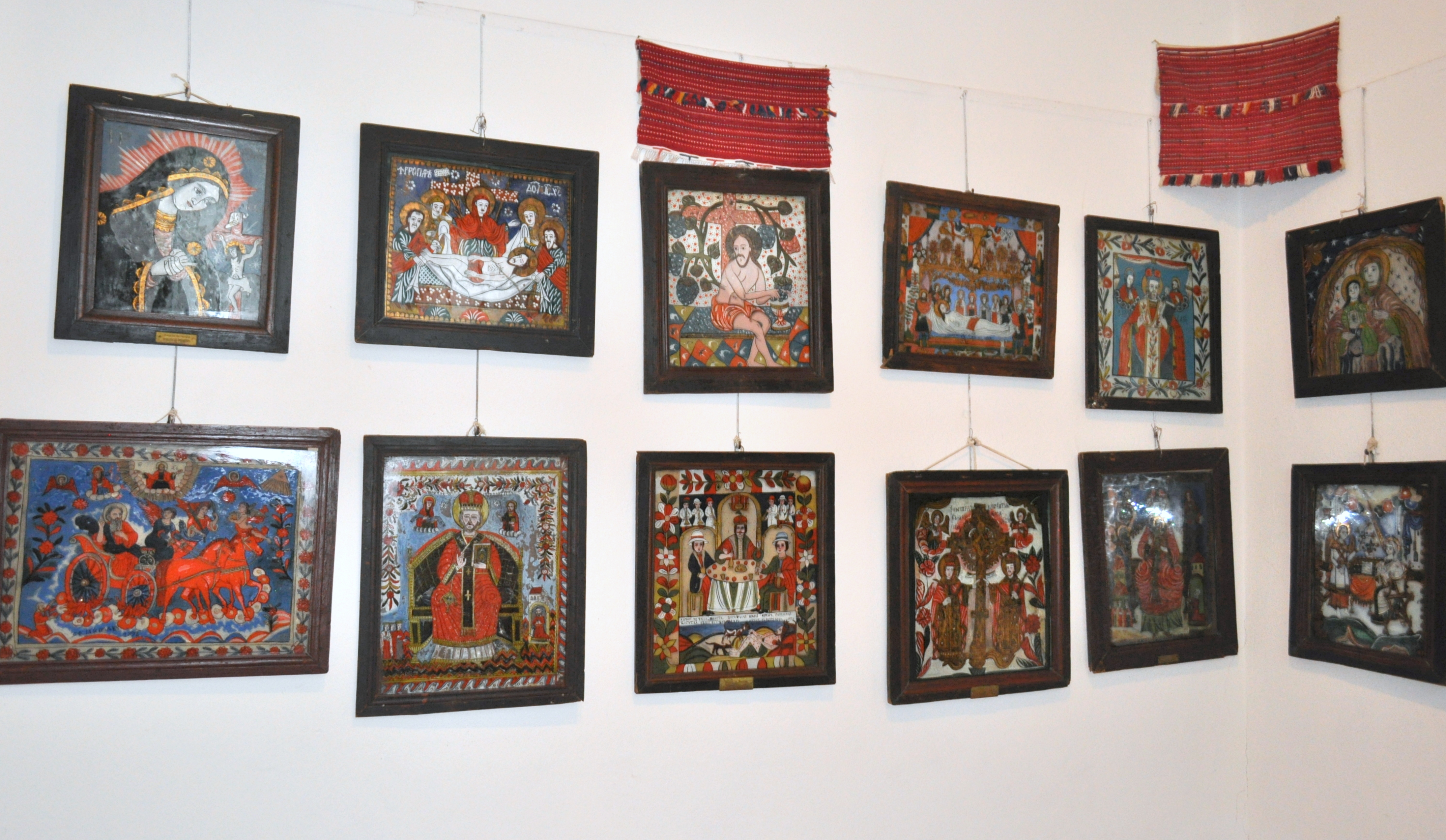
Muzeul de icoane pe sticlă "Preot Zosim Oancea" din Sibiel

## Cultură

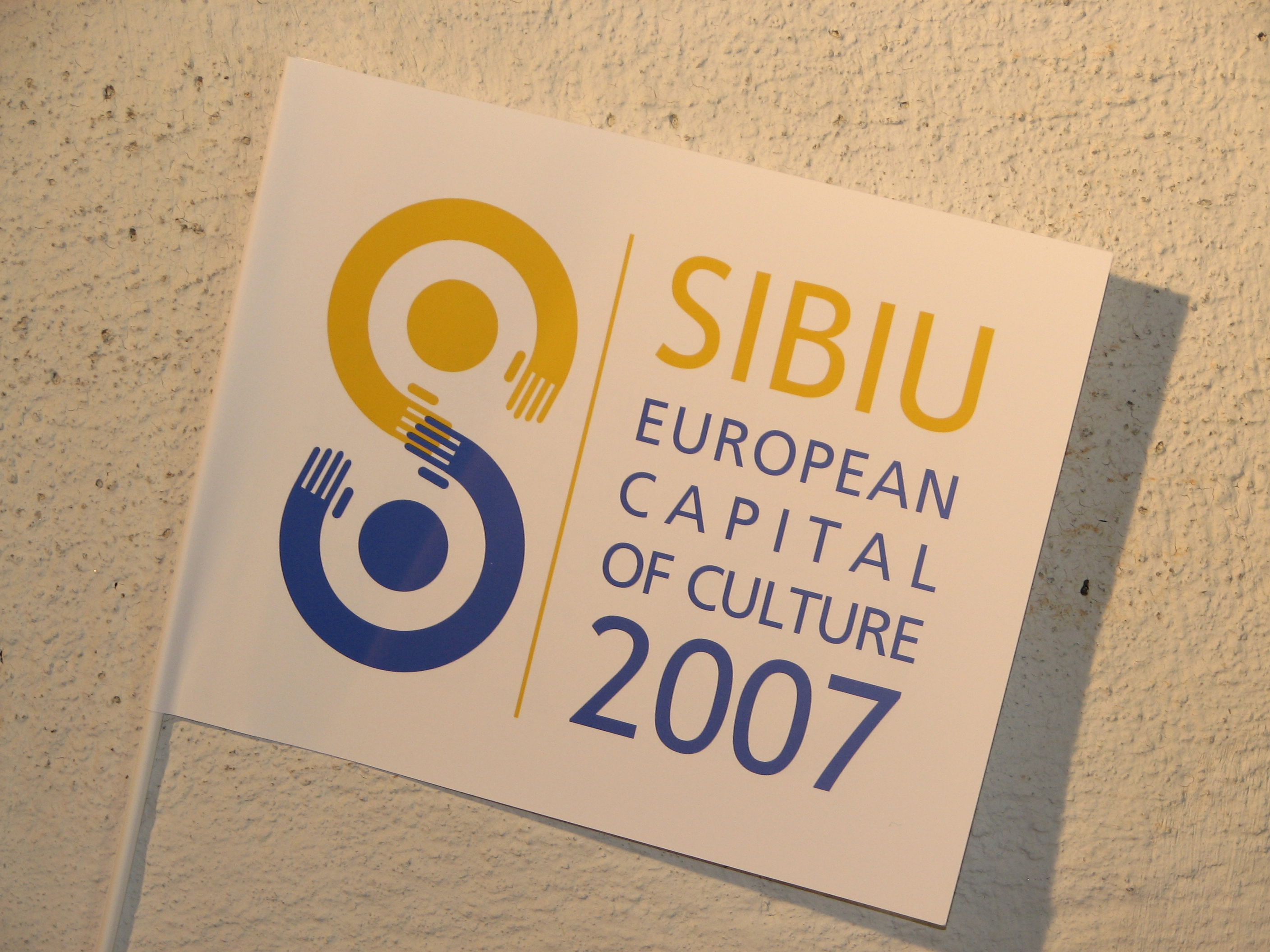
Sibiu - Capitală Culturală 2007

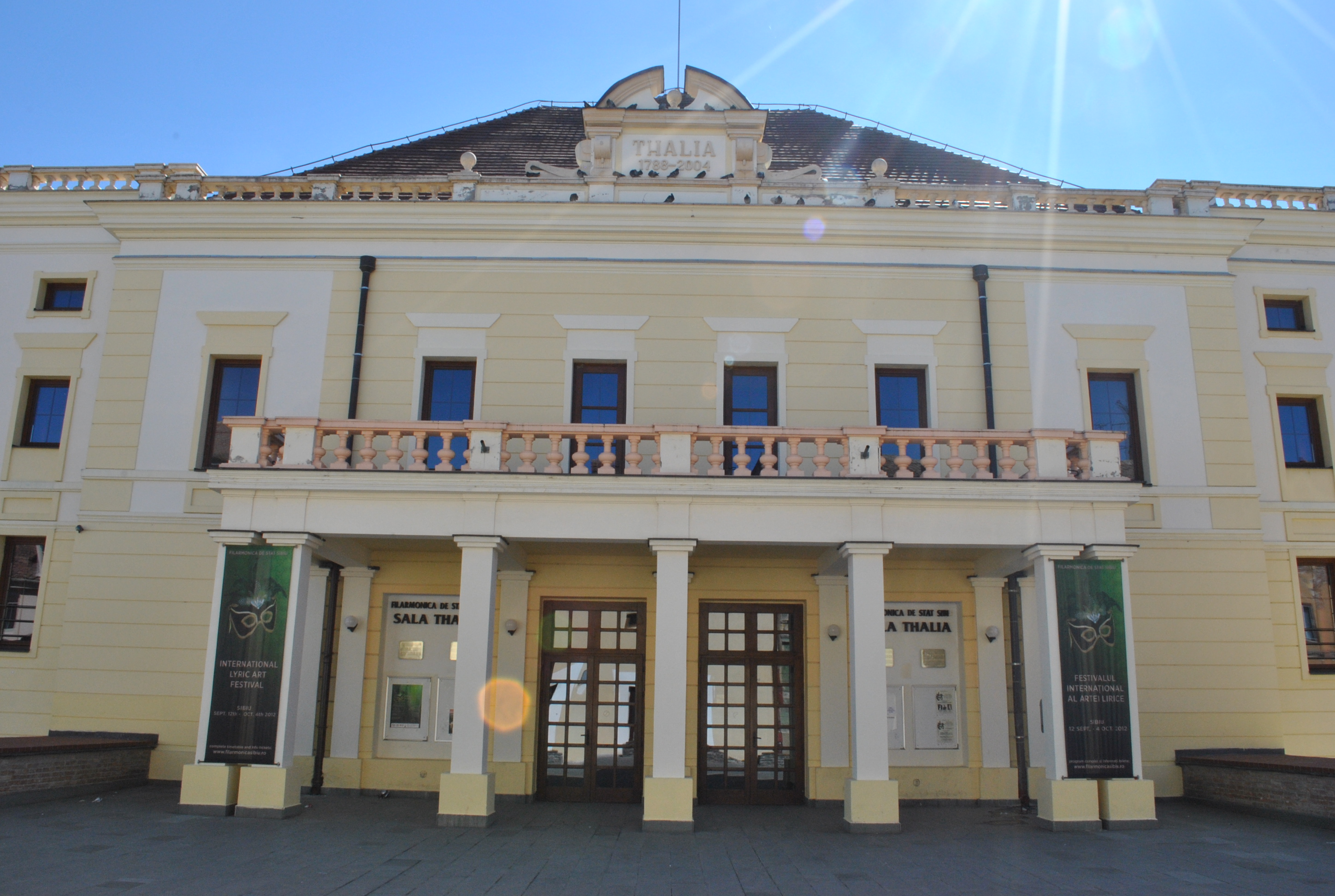
Filarmonica de Stat din Sibiu - Sala Thalia

În Sibiu își au sediul: Teatrul Național „Radu Stanca”, Filarmonica de Stat Sibiu, Teatrul pentru copii și tineret „Gong” și Teatrul de Balet Sibiu.
În fiecare primăvară, în localitate are loc Festivalul Internațional de Teatru de la Sibiu (F.I.T.S.), considerat cel mai mare festival de teatru din sud-estul Europei. De asemenea, anual sunt organizate Festivalul Astra Film, Festivalul de Artă Medievală, Festivalul de Artă Neconvențională „La Strada”, Festivalul Internațional de Muzică Electronică și Artă Contemporană Transylvania Calling și Festivalul Internațional de Jazz Sibiu, Târgul de Paști din Sibiu, festivalul de bere CibinFEST, Târgul de Crăciun din Sibiu.
În afară de aceste festivaluri, au loc și alte evenimente culturale, precum diferite concerte de jazz, folk sau rock. Formația de (hard) rock Riff, înființată în anul 1970 de muzicianul Florin Grigoraș, este originară din Sibiu și, prin urmare, o parte dintre spectacolele trupei se desfășoară pe scenele din acest oraș. Cu o activitate de peste 40 de ani, Riff este a doua formație rock ca longevitate din România, după Phoenix din Timișoara.
În Sibiu există opt centre culturale: Centru Cultural Municipal, Centrul Cultural Județean, Centrul Cultural Studențesc, Centrul Cultural „Friederich Teutsch”, Centrul Cultural al Academiei Trupelor de Uscat, Centrul Cultural German, Casa Ille-et-Vilaine, Centrul European de Poezie și Dialog Est-Vest), Asociația Scriitorilor și Asociația Artiștilor.

## Educație
În Sibiu se găsesc o serie de universități, instituții de nivel superior, având un număr de 28.000 studenți, cele mai importante fiind:

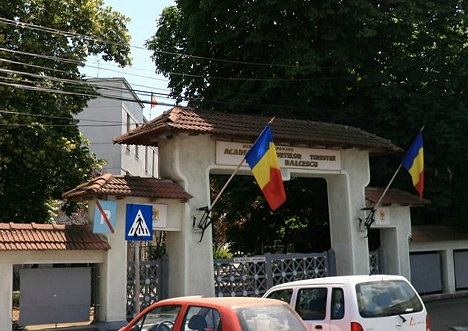
Academia Forțelor Terestre "Nicolae Bălcescu"
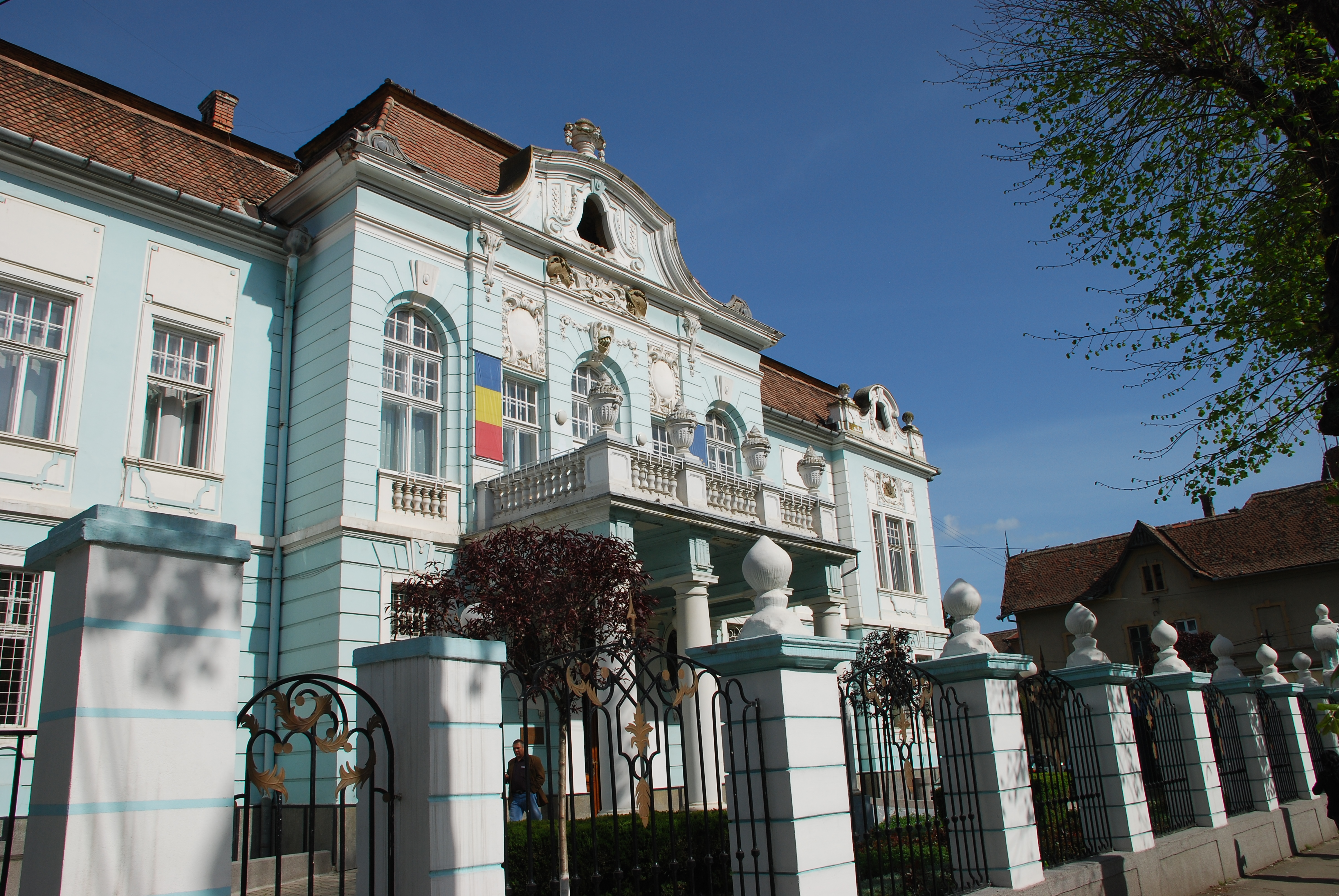
Universitatea "Lucian Blaga"
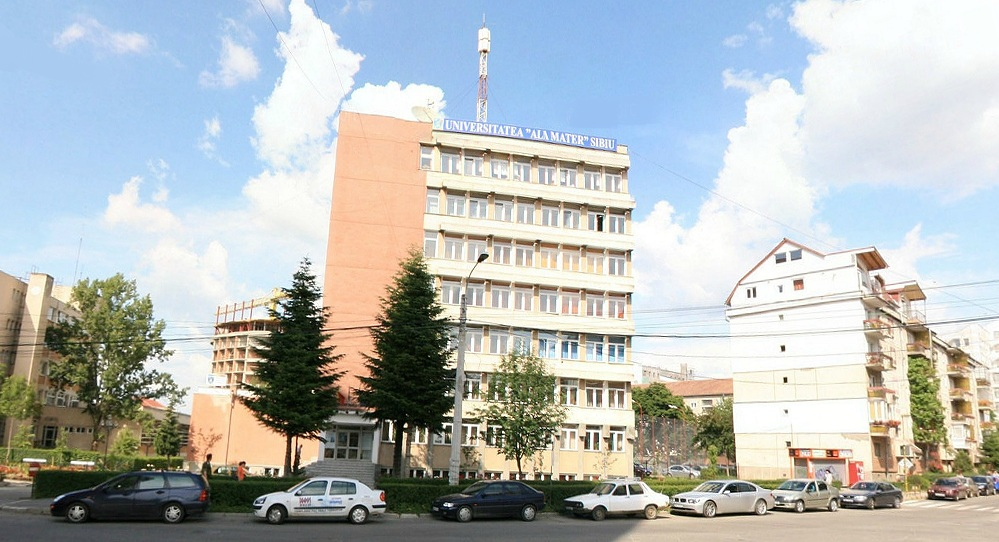
Universitatea "Alma Mater"
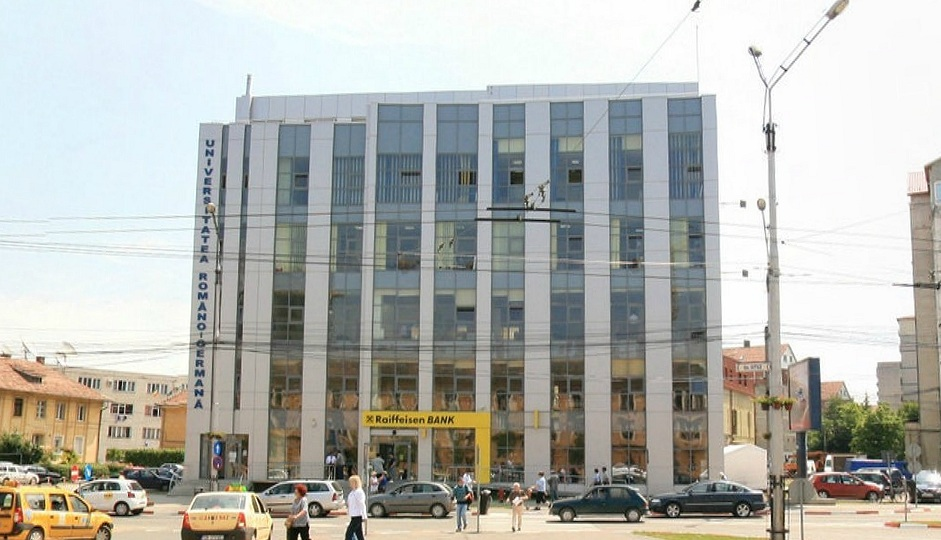
Universitatea Româno-Germană

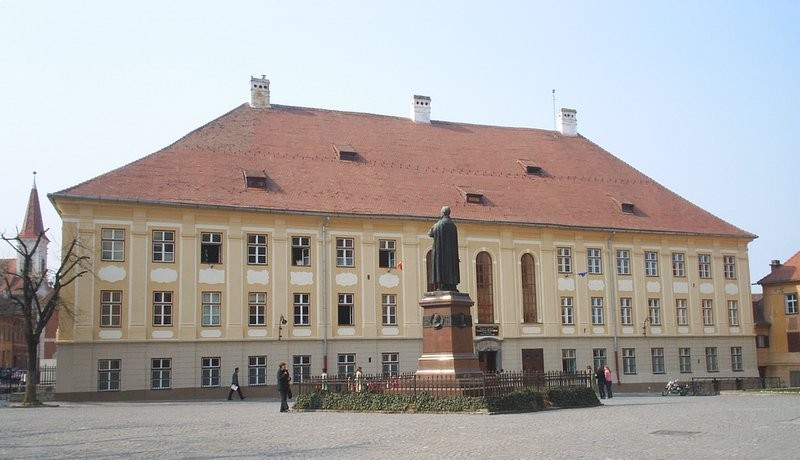
Colegiul Național „Samuel von Brukenthal”
La nivel mediu, colegii, licee și grupuri școlare, cele mai prestigioase instituții din oraș sunt:

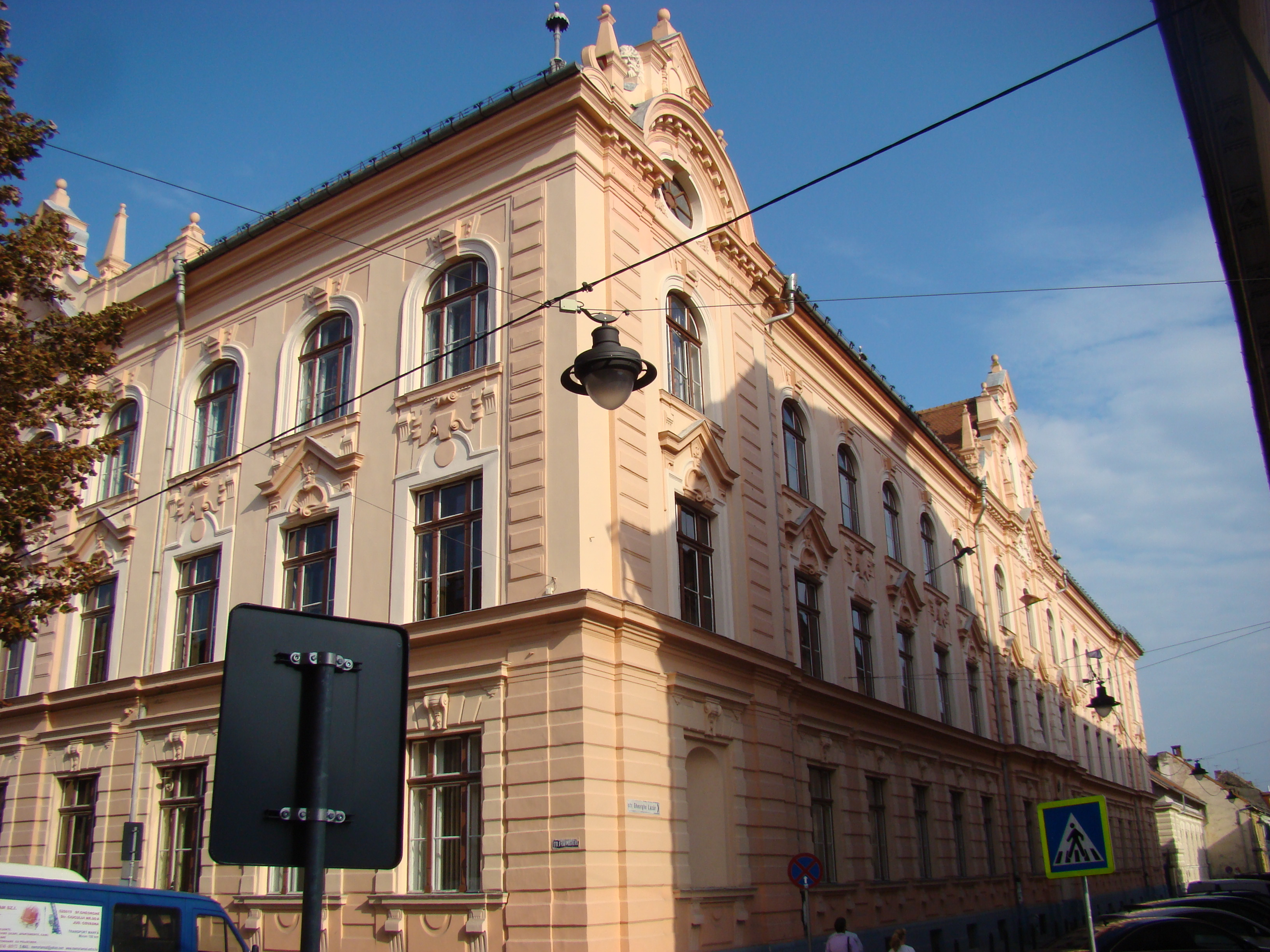
Colegiul Național „Gheorghe Lazăr”, urmașul de azi al colegiului iezuiților

- Colegiul Național „Gheorghe Lazăr”
- Colegiul Național „Samuel von Brukenthal” (liceu cu predare în limba germană)
- Colegiul Național Pedagogic „Andrei Șaguna”
- Colegiul Național „Octavian Goga”
- Colegiul Agricol „D. P. Barcianu”
- Colegiul Economic „George Barițiu”
- Colegiul tehnic de industrie alimentară „Terezianum”
- Liceul de Artă
- Colegiul Tehnic "Independența"  Arhivat în 1 mai 2010, la Wayback Machine.
- Liceul Teoretic „Onisifor Ghibu”
- Liceul Teoretic „Constantin Noica”
- Liceul Teoretic ,,Axente Sever"
- Liceul Teologic Baptist „Betania”
- Grupul Școlar Industrial Energetic
- Grupul Școlar de Construcții și Arhitectură „Carol I”
- Grupul Școlar Industrial de Transport CFR
- Grupul Școlar de prelucrarea lemnului „Avram Iancu”
- Grup Școlar „Nicolae Teclu”

## Viața religioasă

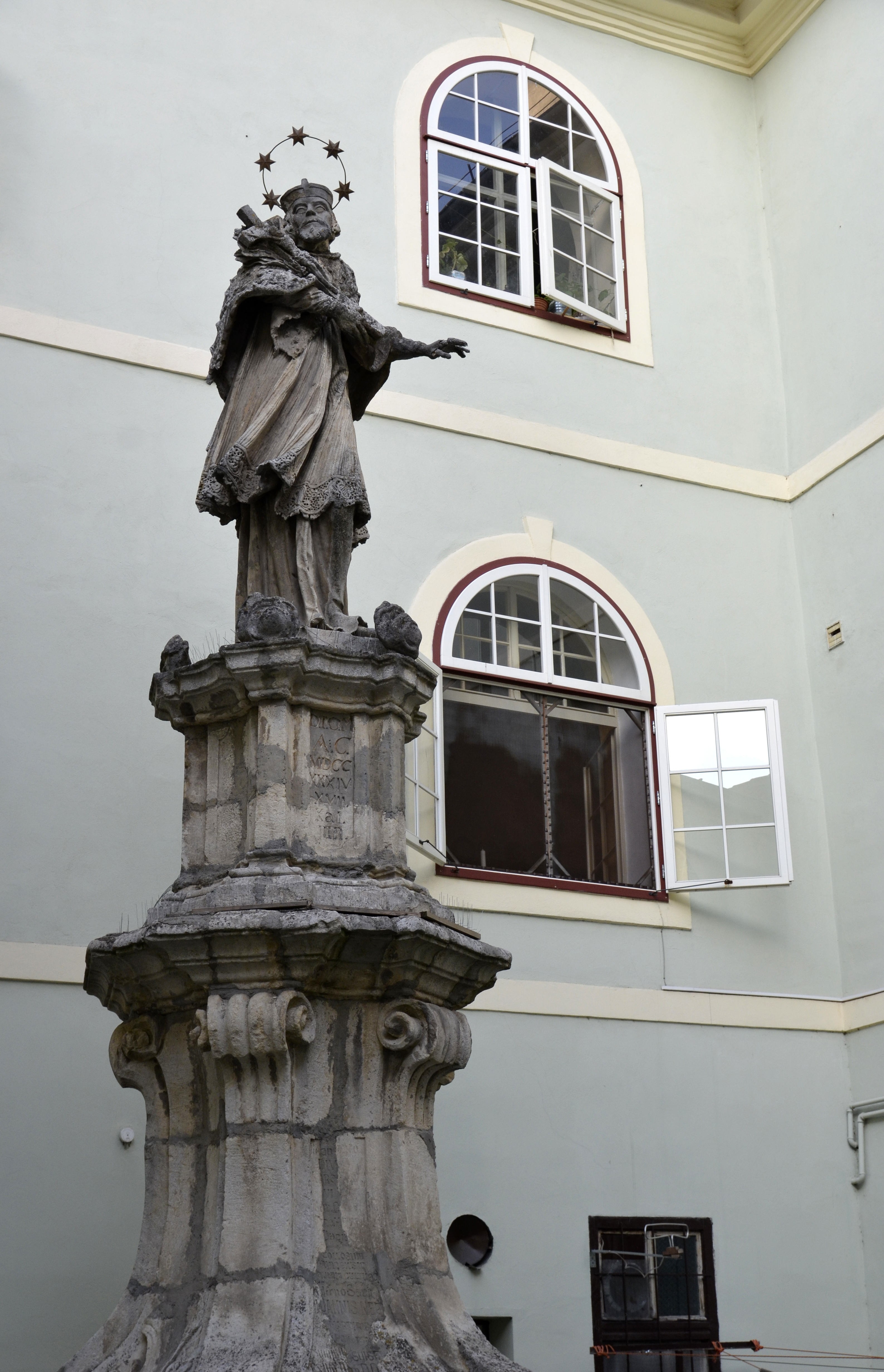
Statuia lui Ioan Nepomuk, odinioară în Piața Mare, depozitată din anii 1950 în curtea interioară a Bisericii Catolice

Viața religioasă cunoaște o mare diversitate în municipiul Sibiu. Aici își au sediul următoarele instituții ecleziastice:
- Mitropolia Ortodoxă a Ardealului și Arhiepiscopia Sibiului.
- Episcopia Bisericii Evanghelice de Confesiune Augustană din România (Biserica Luterană).

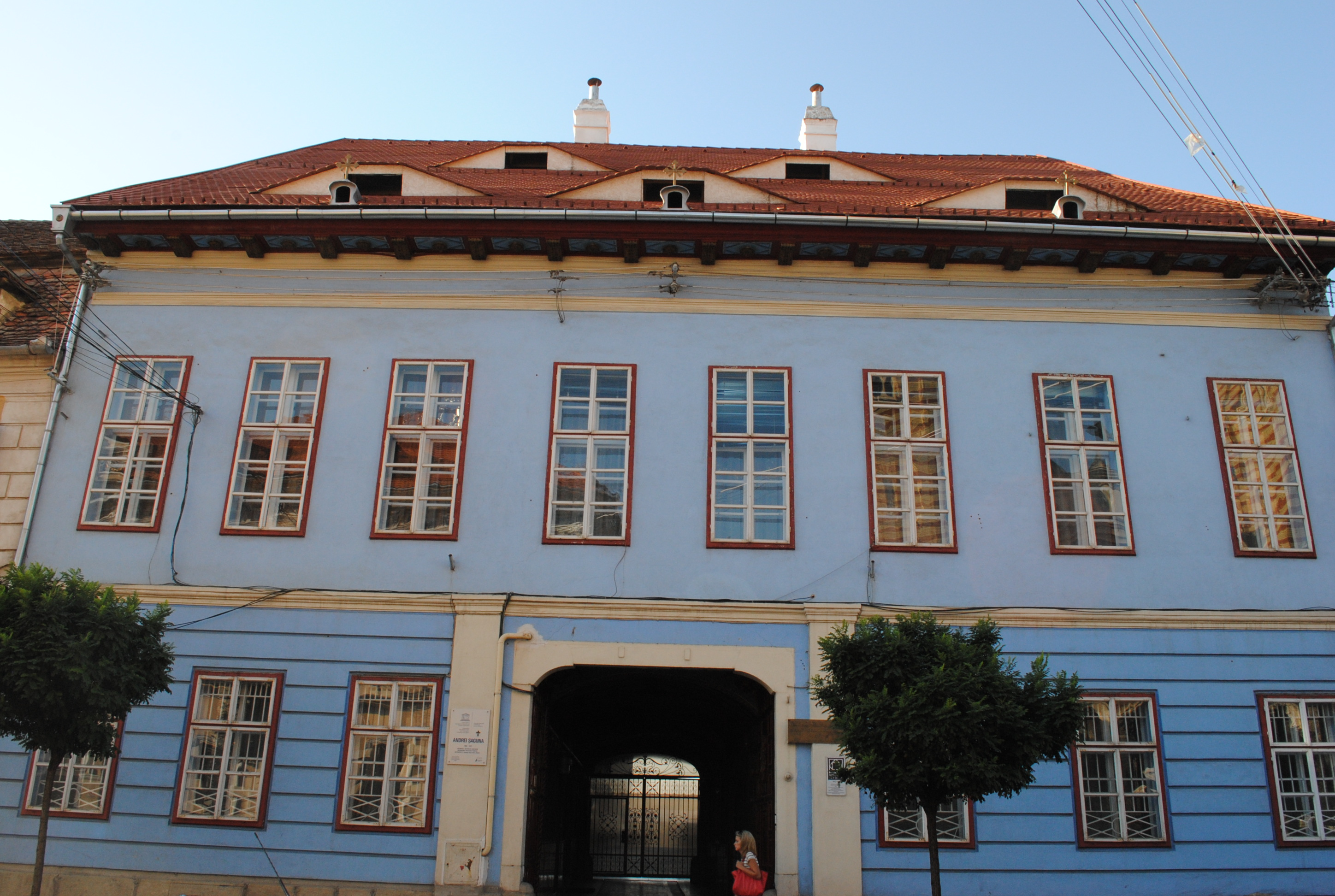
Mitropolia Ardealului
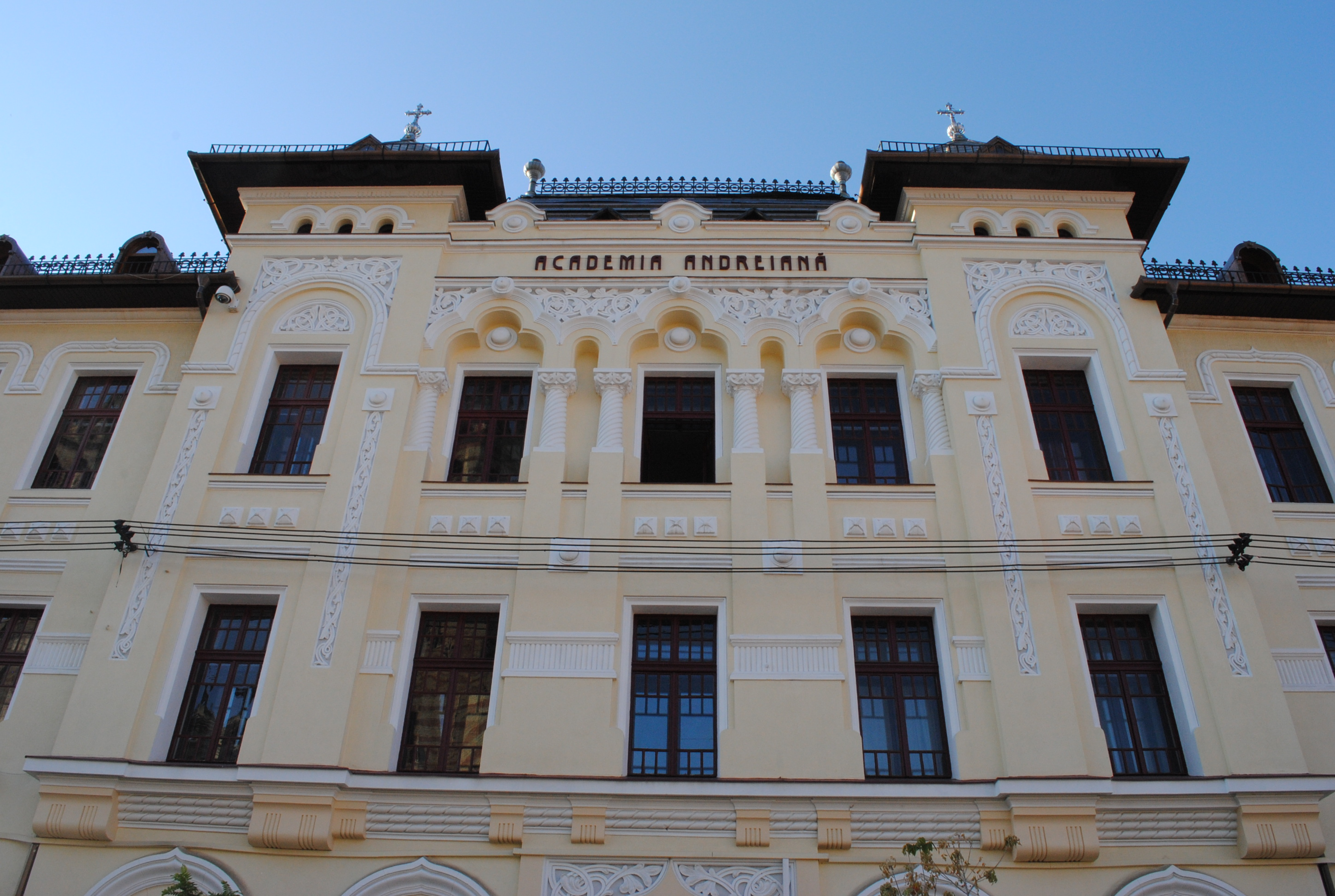
Facultatea de Teologie

### Lăcașuri de cult
În Sibiu se găsesc o serie de lăcașuri de cult reprezentative, majoritatea fiind și obiective turistice:

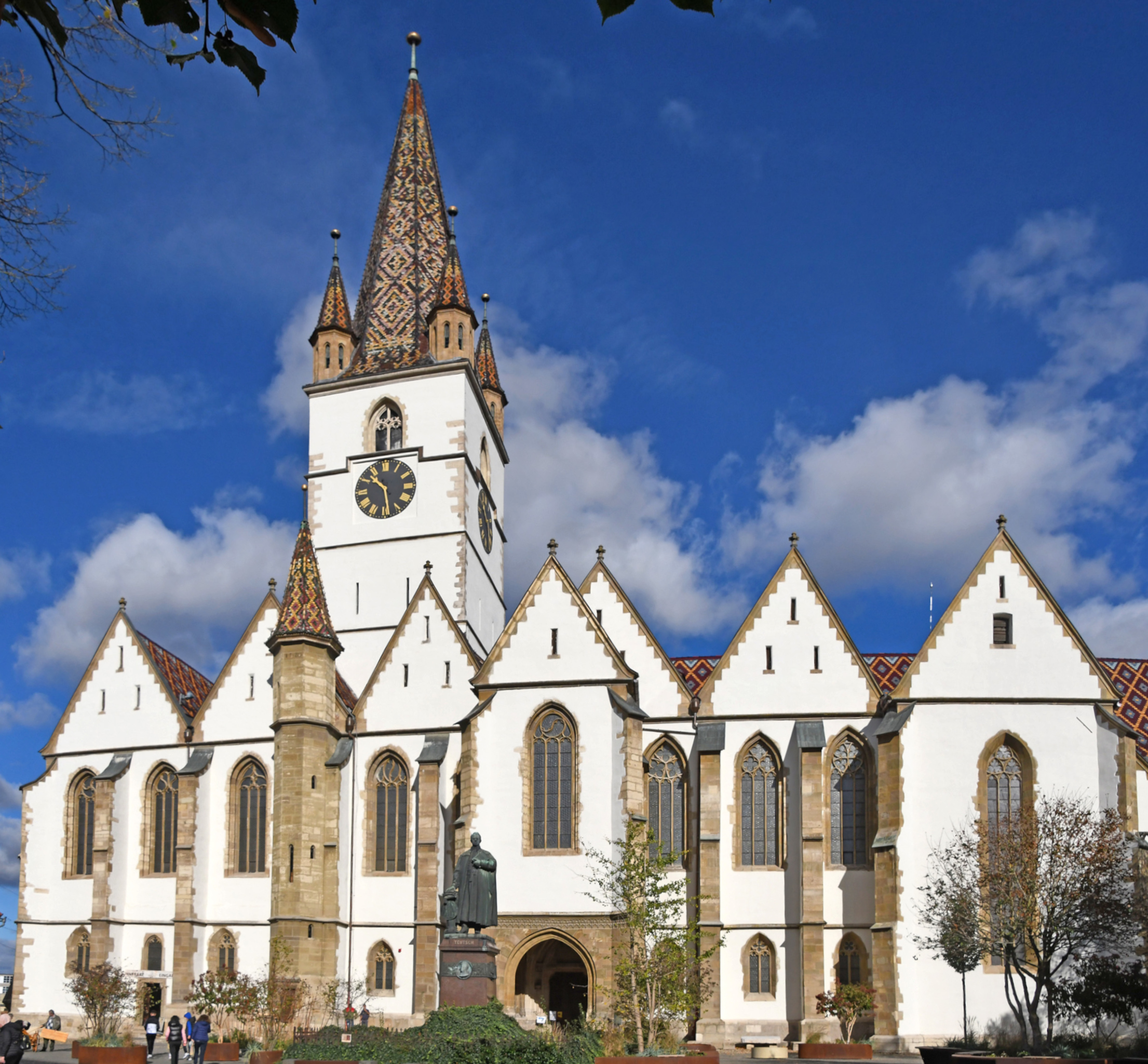
Catedrala Evanghelică Luterană
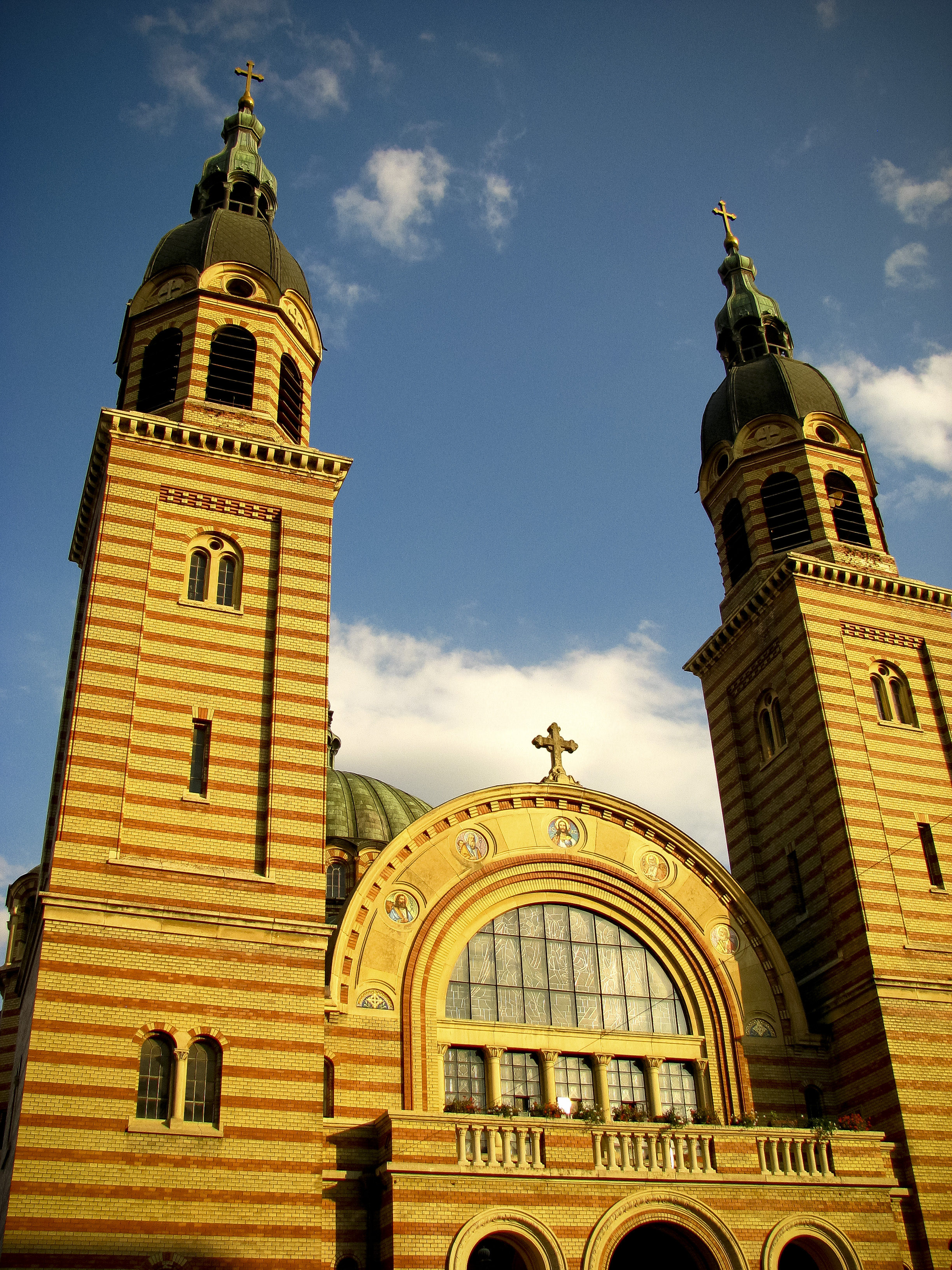
Catedrala Ortodoxă
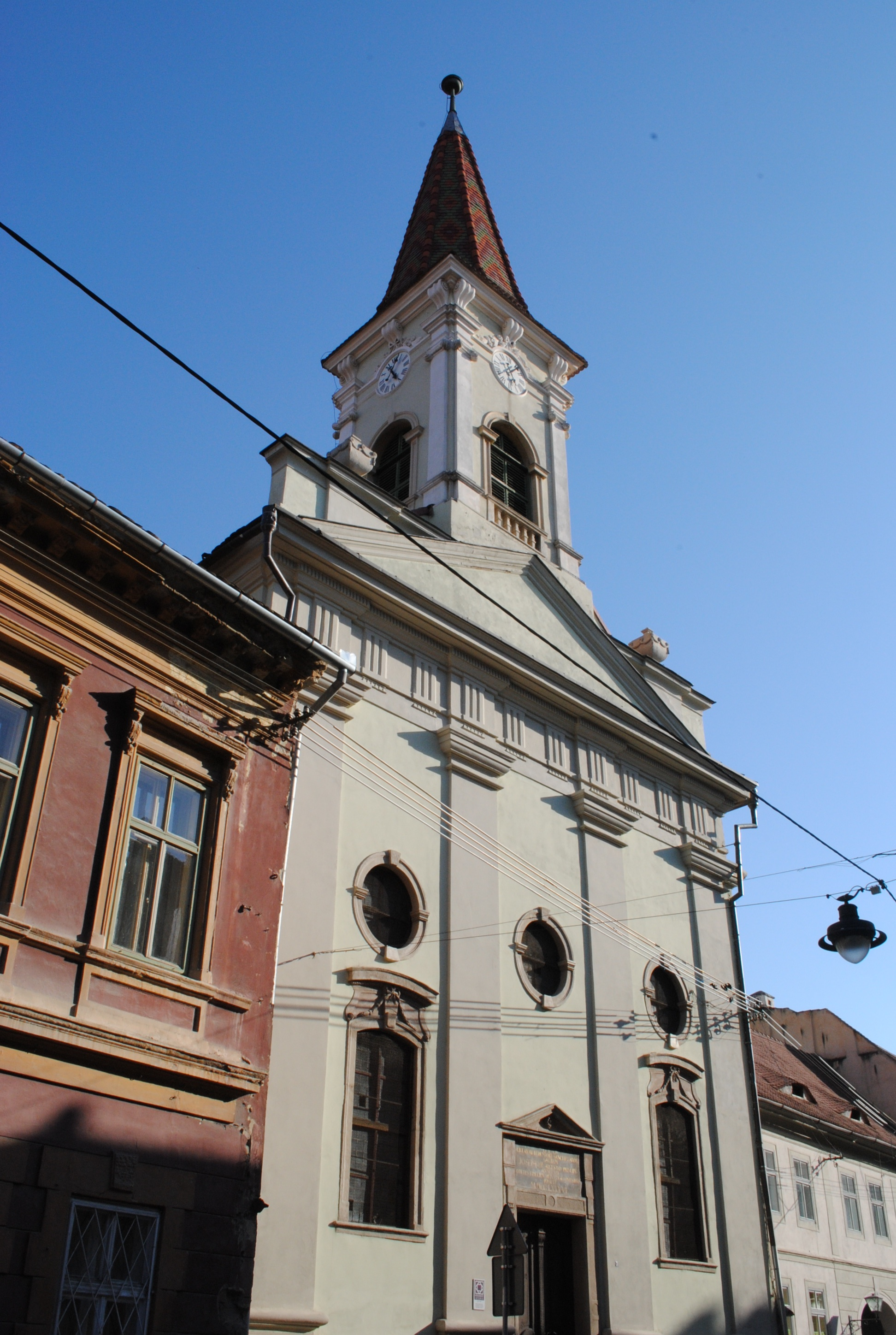
Biserica reformată
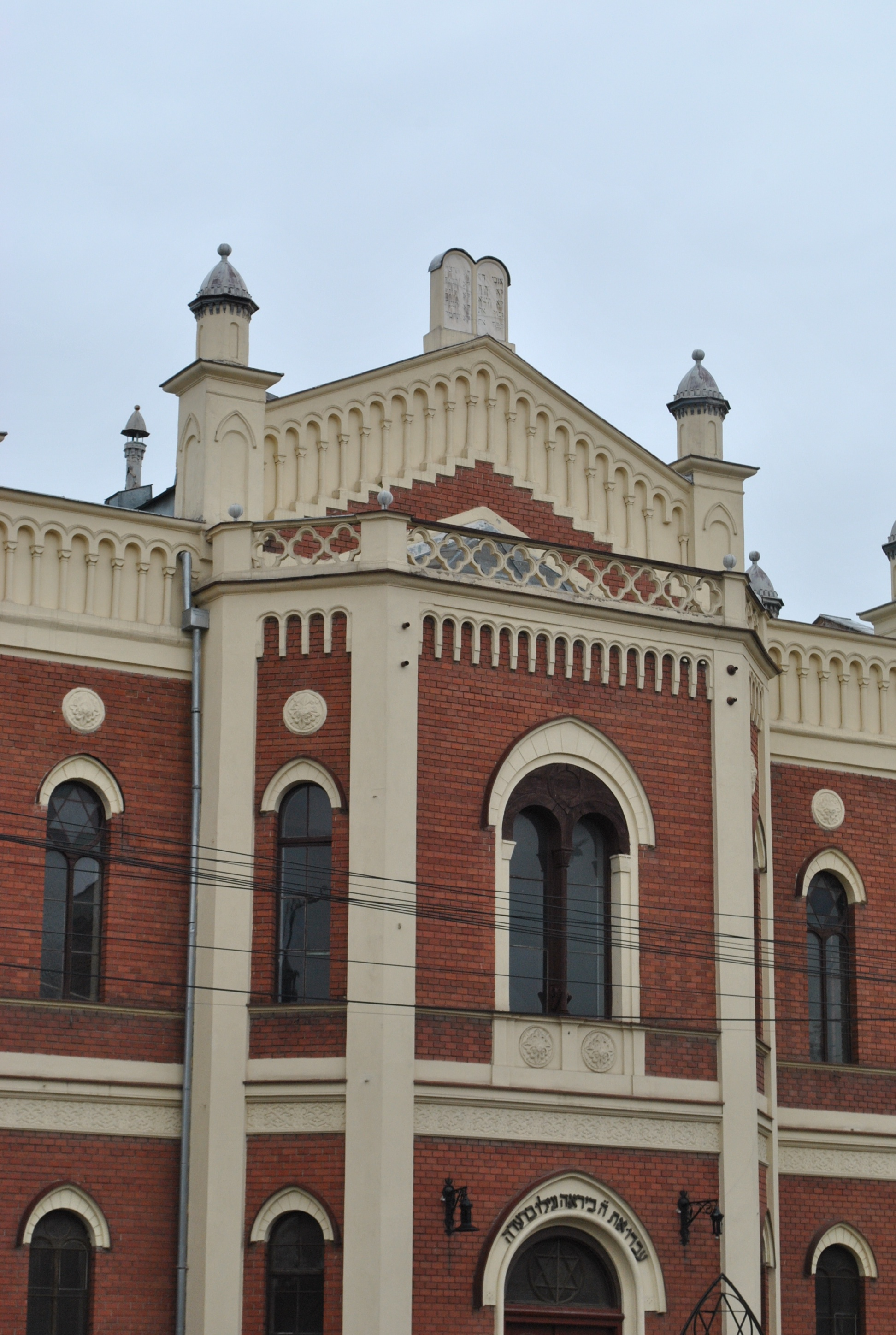
Sinagoga
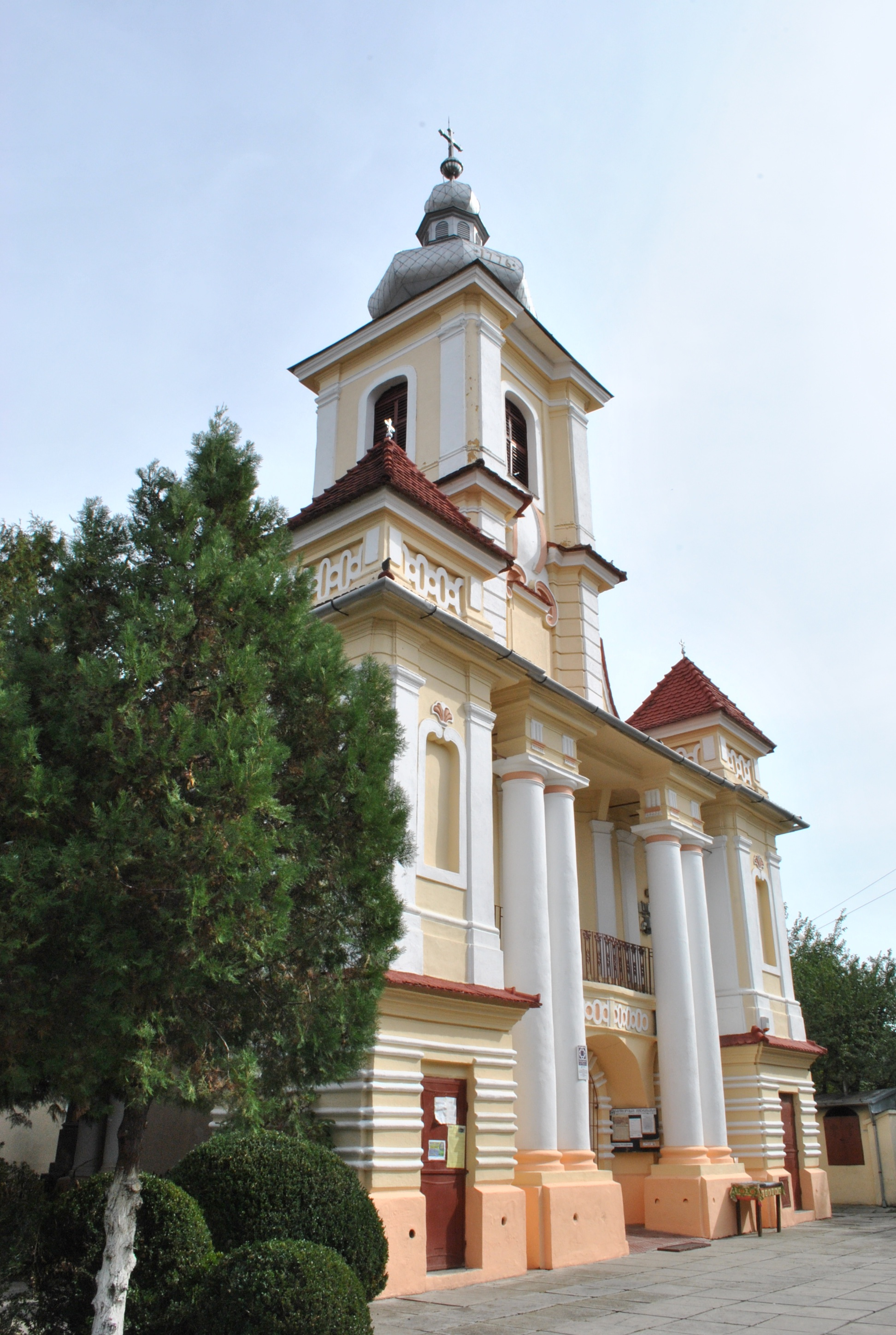
Biserica greco-catolică "Dintre Brazi"
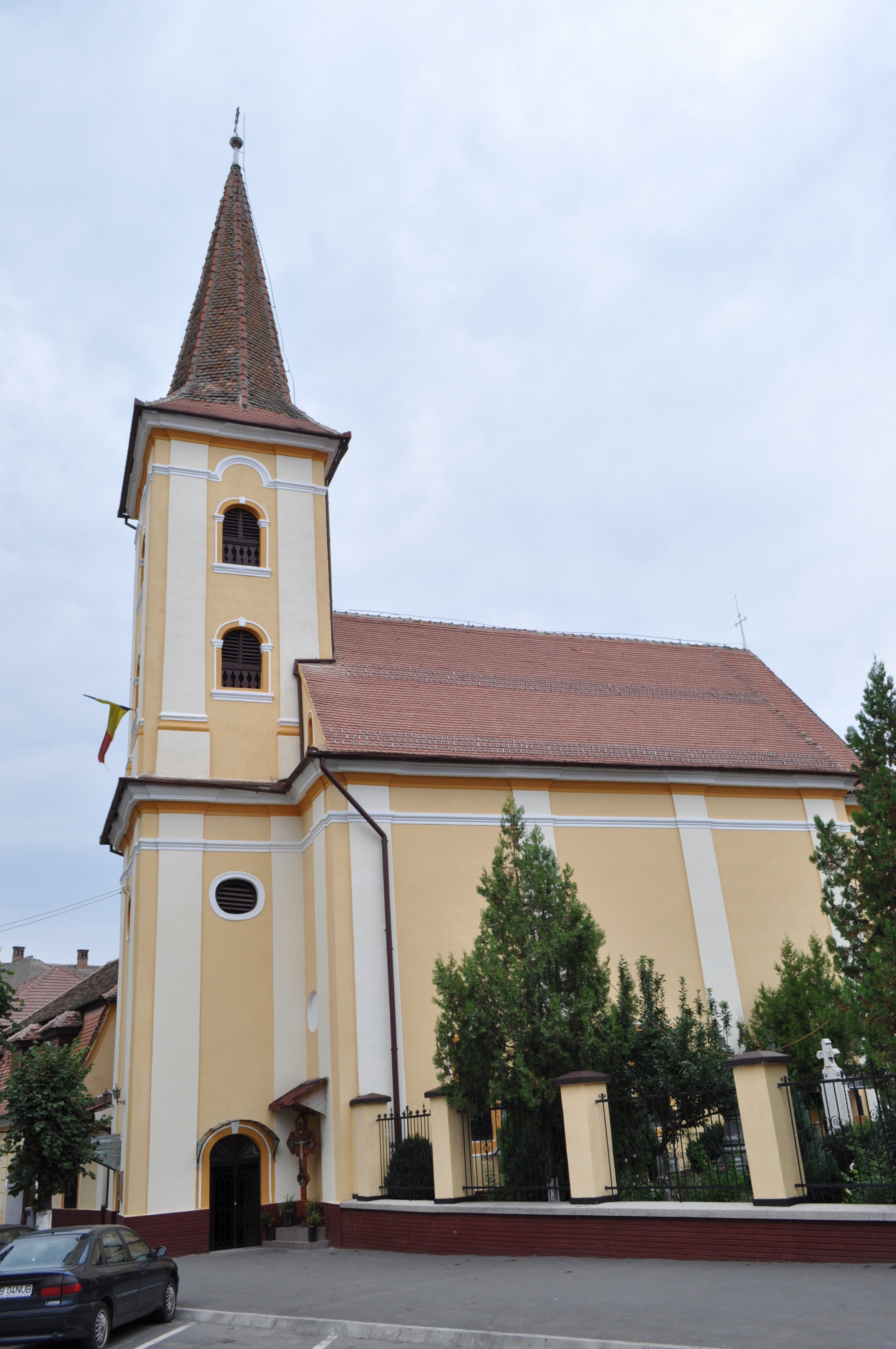
Biserica "Buna Vestire" (ortodoxă)
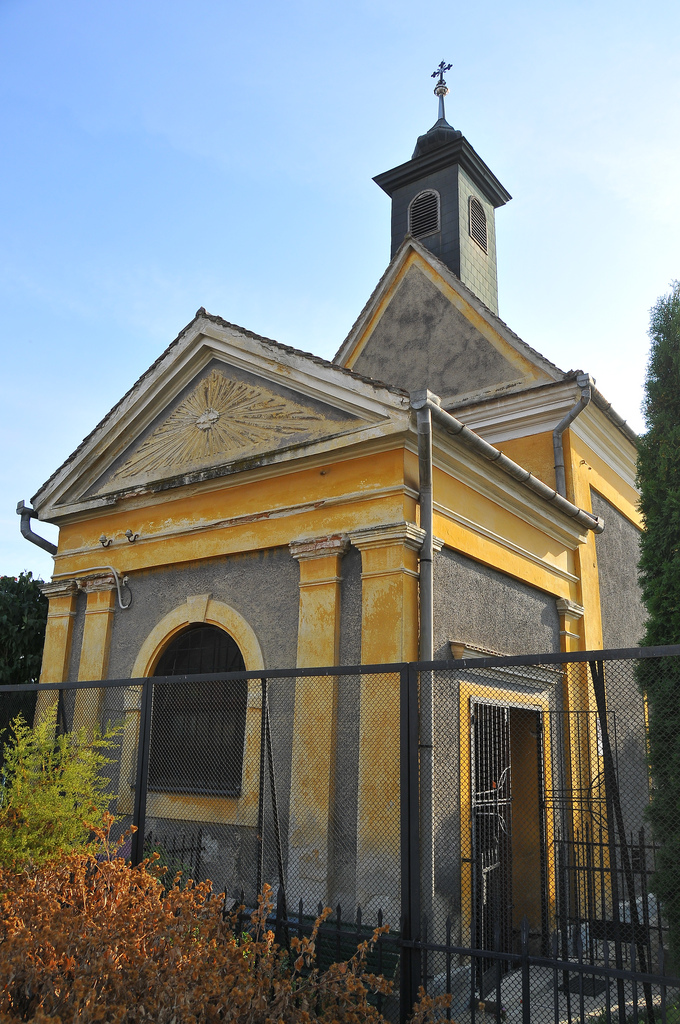
Capela Sfintei Cruci (catolică)
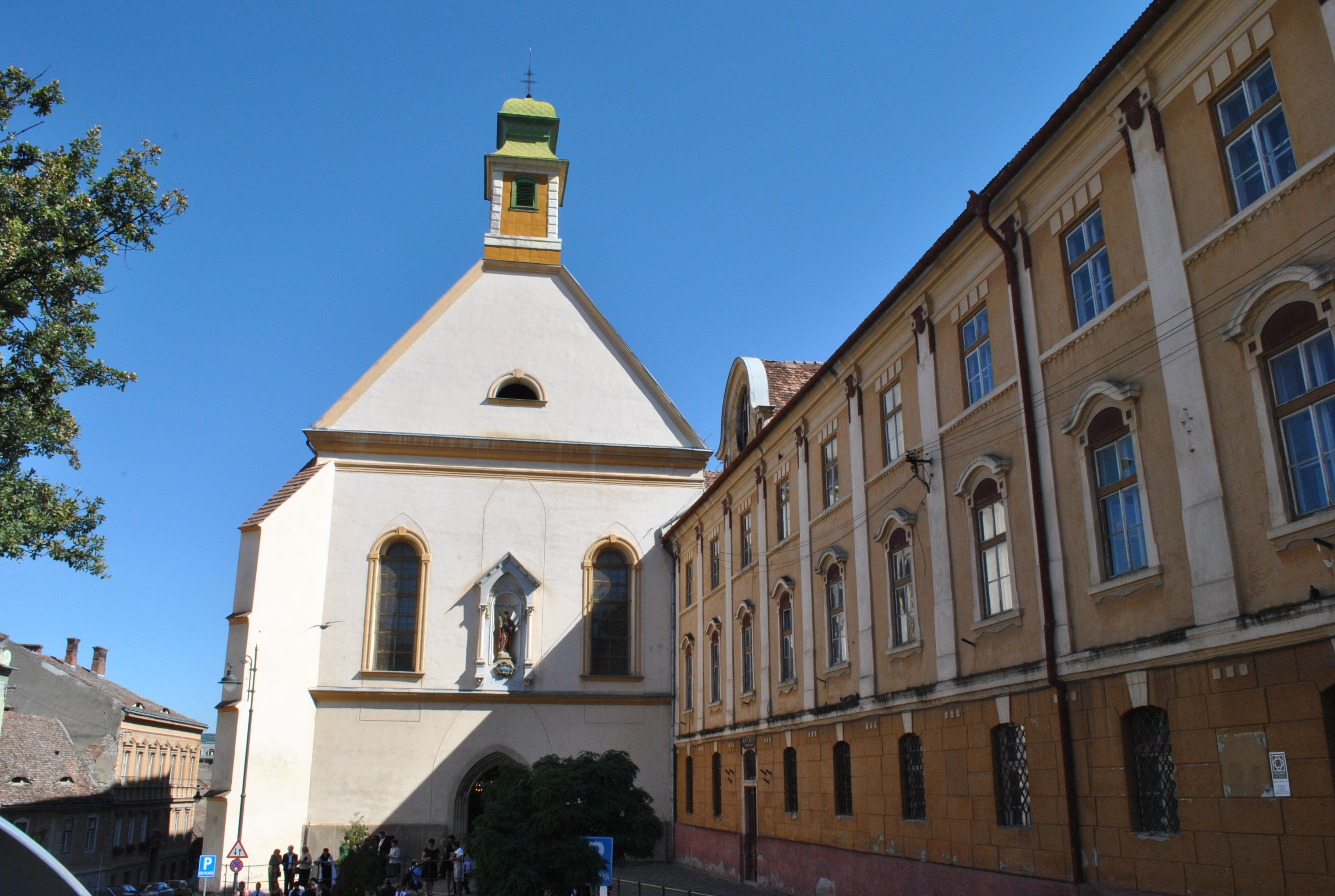
Mănăstirea și Biserica Ursulinelor (catolice)
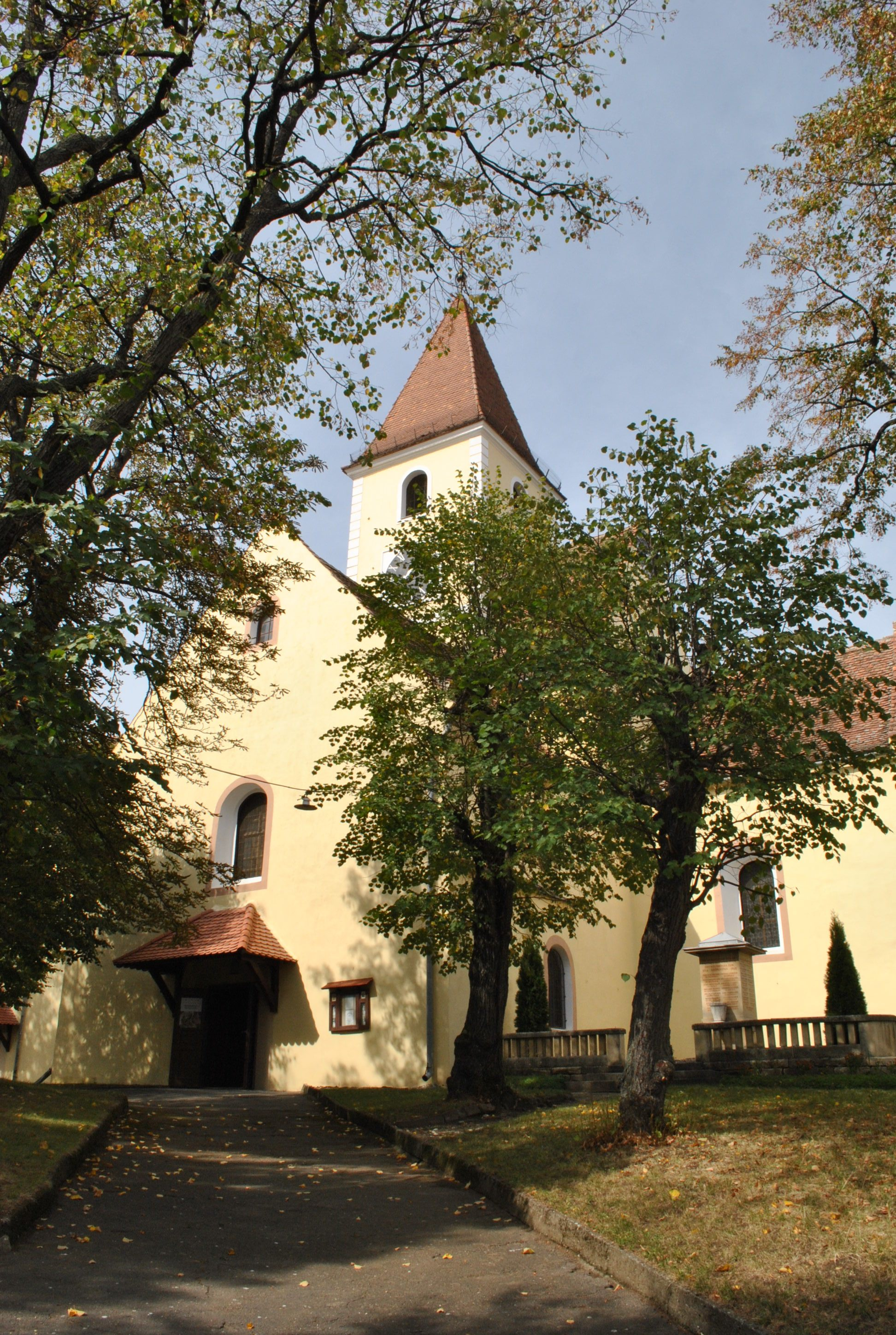
Biserica evanghelică din Turnișor
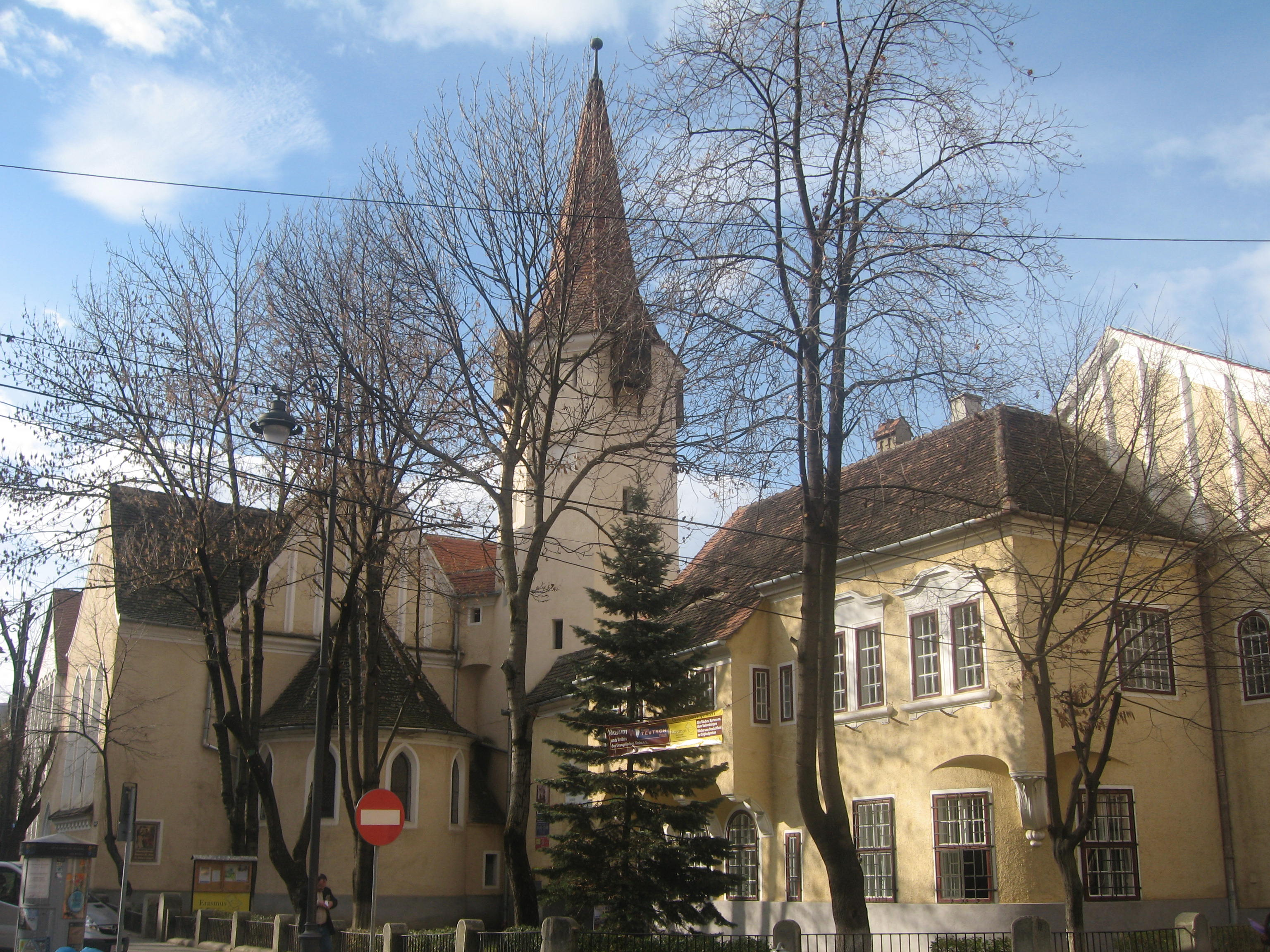
Biserica "Sf. Ioan" (luterană)
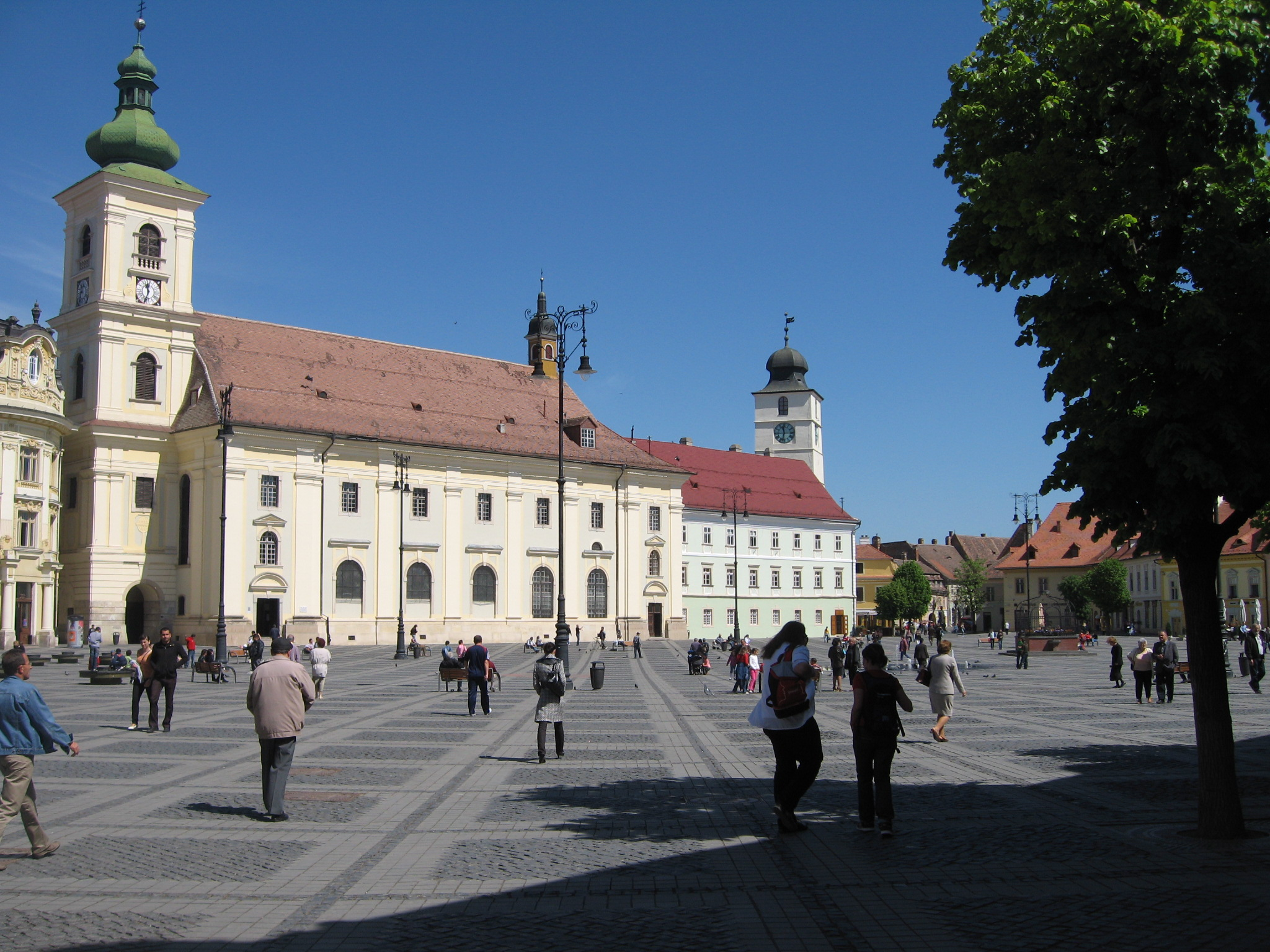
Biserica parohială romano-catolică din Piața Mare

## Mass-media

### Ziare
Parte esențială a democrației, presa este reprezentată în toate componentele sale.
Cel mai important cotidian local și unul din cele mai venerabile la nivel național este Tribuna Sibiului, cotidian înființat și condus de Ioan Slavici. Telegraful Român este ziarul cu cea mai îndelungată apariție (1853) din această parte a Europei. Alături de acesta, presa scrisă mai este reprezentată printr-un mozaic de cotidiene și săptămânale. Printre ele se pot menționa Sibiu Standard, Rondul de Sibiu, Monitorul de Sibiu, Ora de Sibiu, Ziarul de Sibiu, dar și Hermannstädter Zeitung și Allgemeine Deutsche Zeitung în limba germană sau săptămânalul Szebeni Ujsag în limba maghiară. Publicații de cultură sunt Euphorion și Revista Transilvania a cărei prim număr a fost tipărit la 1868. Viața economică a județului este reflectată în prima revistă bilingvă (română-engleză) dedicată afaceriștilor, Sibiu Business. Primăria Sibiu își face cunoscute știrile, dar și hotărârile Consiliului Local prin ziarul cu acelasi nume... Primăria Sibiu. Pentru mica publicitate se pot consulta săptămânalul De toate pentru toți și Oferta de la A la Z.

### Posturi TV
Posturile TV cu sediul central în Sibiu sunt Radio TV Sibiu și TV Eveniment. Alături de acestea mai sunt reprezentate posturi centrale Pro TV, Alpha TV. Acestea difuzează atât programe de știri și divertisment local, cât și preluări ale posturilor centrale.

### Posturi de radio
Diversitatea și numărul posturilor locale de radio reflectă atât multiculturalitatea locală cât și faptul că Sibiul trăiește prin tinerii săi. Unele posturi de radio au sediu central în Sibiu cum ar fi Radio Eveniment 103,2 FM, iar altele sunt reprezentante locale ale posturilor centrale.
În benzile de frecventă recepționate în Sibiu se regăsesc:
- Național FM 87,8
- Radio Vocea Evangheliei 89,4
- Rock FM 89,9
- Virgin Radio România 105,4
- Kiss FM 91,8
- Magic FM 93,8
- Pro FM 94,9
- Digi FM 92,4
- Europa FM 106,2
- Radio ZU 96,6
- Eveniment FM 103,2
- Radio România Actualități 101,8
- Radio Antena Sibiului 95,4 FM
- Realitatea FM 90,4 FM
- Radio Itsy Bitsy 97,5 FM
- Radio România Cultural 103,7 FM
- Radio Sibiu 91,1 FM

La Sibiu a fost fondat primul radio online din acest județ care emite un program de 24/24 cu informații locale și naționale. GoFm este un radio realizat de oamenii de presă din județul Sibiu, iar programele radioului fiind retransmise și în țară.

## Sănătate
Pe strada Azilului nr. 4 din Sibiu se găsește Spitalul Vechi, primul spital din România de azi, atestat documentar din anul 1292.
Municipiul Sibiu este cel mai important centru medical al județului și un important centru regional, aici găsindu-se:
- Spitalul Clinic Județean de Urgență;
- Spitalul Clinic de Pediatrie;
- Spitalul Militar de Urgență;
- Spitalul General CF;
- Spitalul European "Polisano".

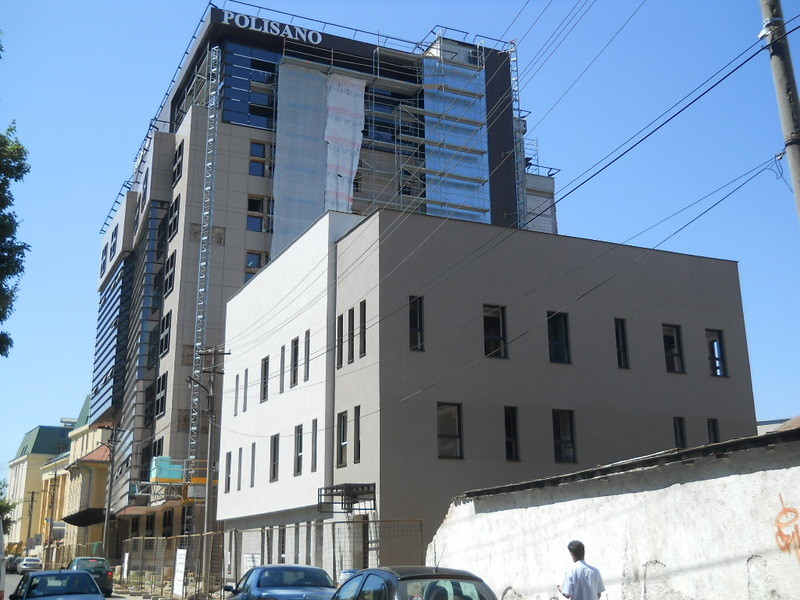
Clinica "Polisano"
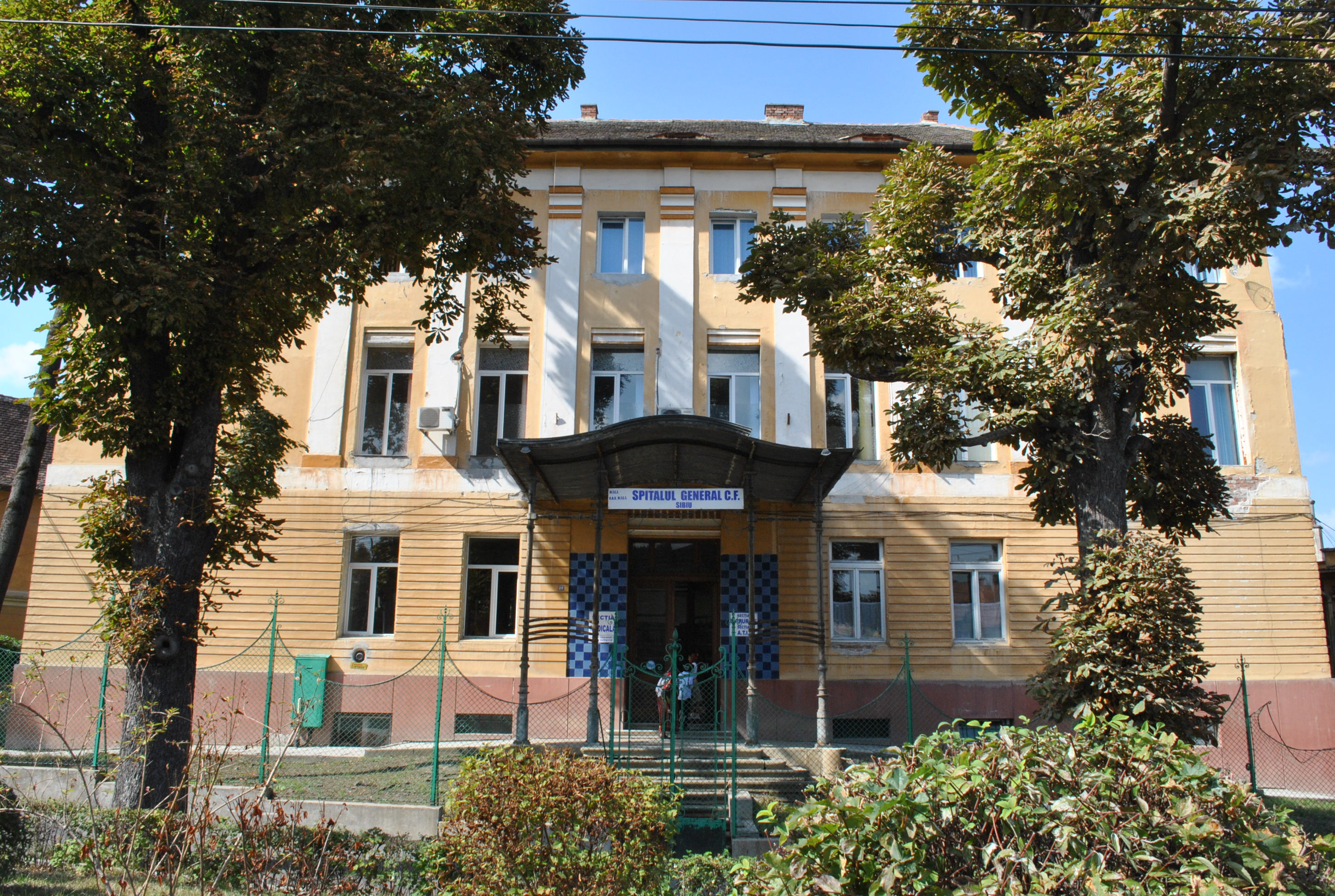
Spitalul General C.F.
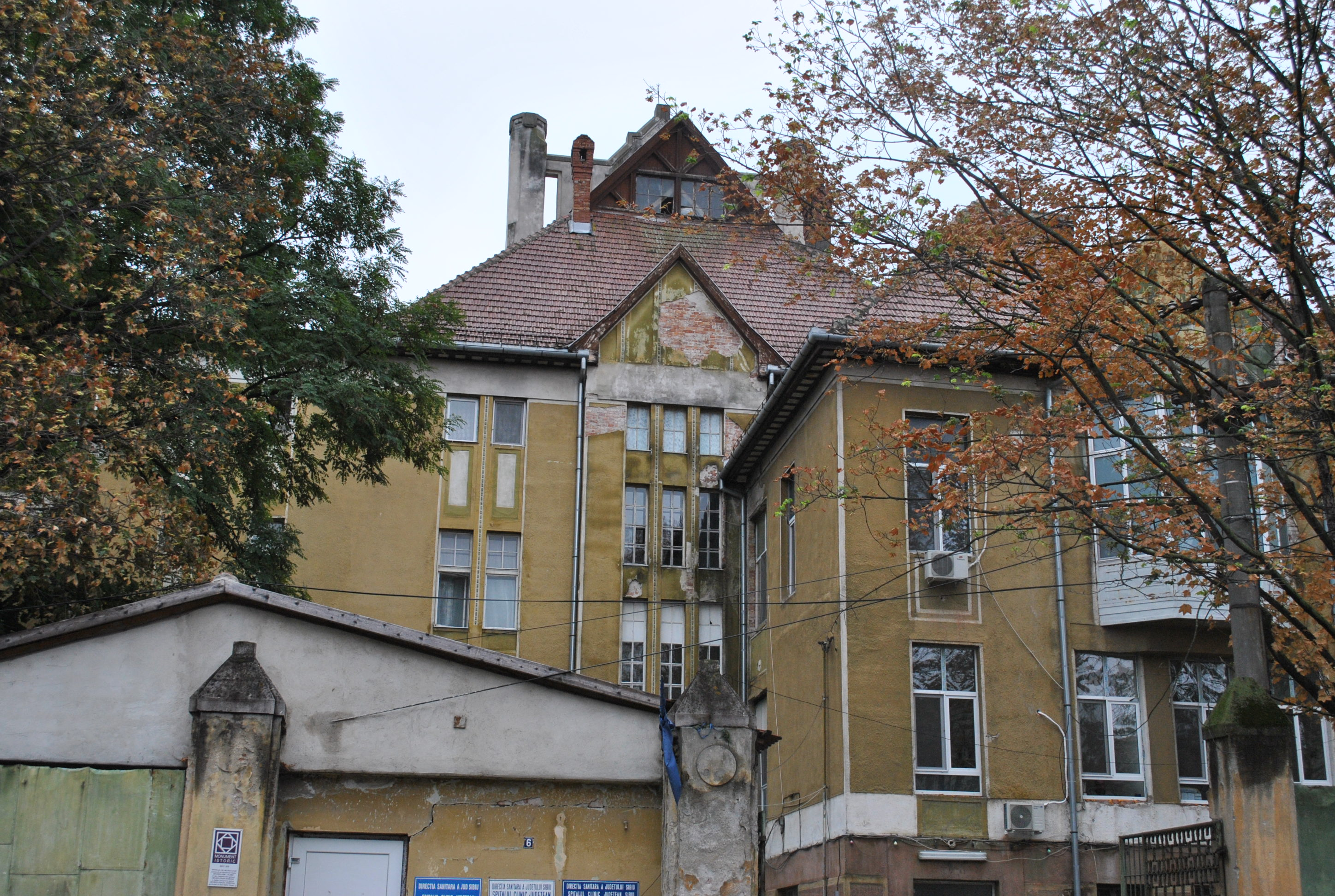
Clinica de Neurologie
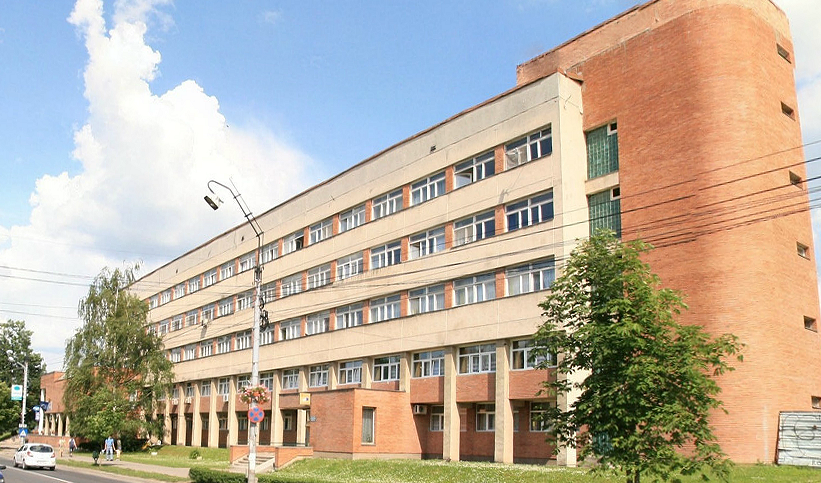
Spitalul Clinic Județean de Urgență

## Sport

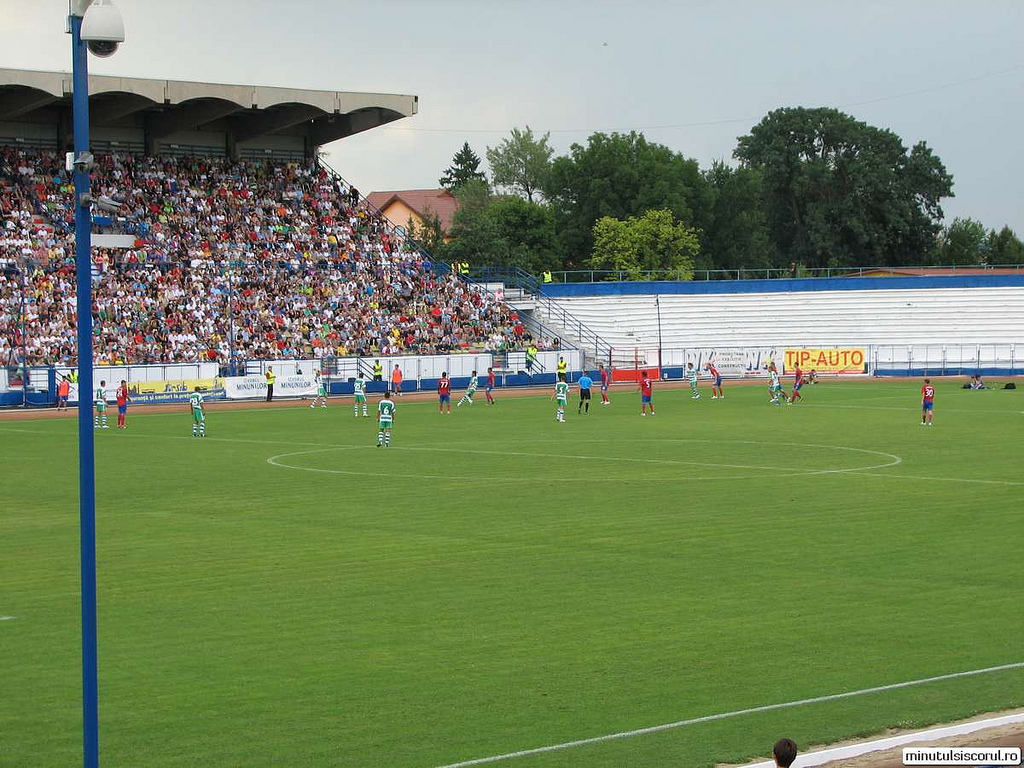
Stadionul Municipal

Sibiul s-a remarcat mai ales prin calitatea echipei de baschet municipale, CSU Atlassib Sibiu, una dintre echipele de top ale Campionatului de baschet al României. 
Fotbalul a avut de suferit în ultimii ani din cauza lipsei fondurilor și a interesului.
Echipele locale de fotbal sunt:
- Șoimii Sibiu (desființată)
- FC Inter Sibiu (Liga a IV-a)
- FC Sibiu (desființată)
- Voința Sibiu (desființată)
- FC Hermannstadt (SuperLiga României)

Partidele de acasă se desfășoară din 21 august 2009 pe Stadionul Municipal, unde juca pe vremuri (1986-1996) Inter Sibiu în divizia A.
Orientarea sportivă are vechi tradiții în Sibiu. Sibianul care a promovat în România acest sport, Heintz Dezideriu, a adus orașului faima de a deține, chiar și în prezent, recordul mondial de participare la un concurs de orientare: 38.000 de participanți, în anul 1980.

## Monumente
- Ansamblul orfelinatului Terezian din Sibiu
- Tribunalul Sibiu

## Personalități
- Astrid Fodor (n. 1953), primar

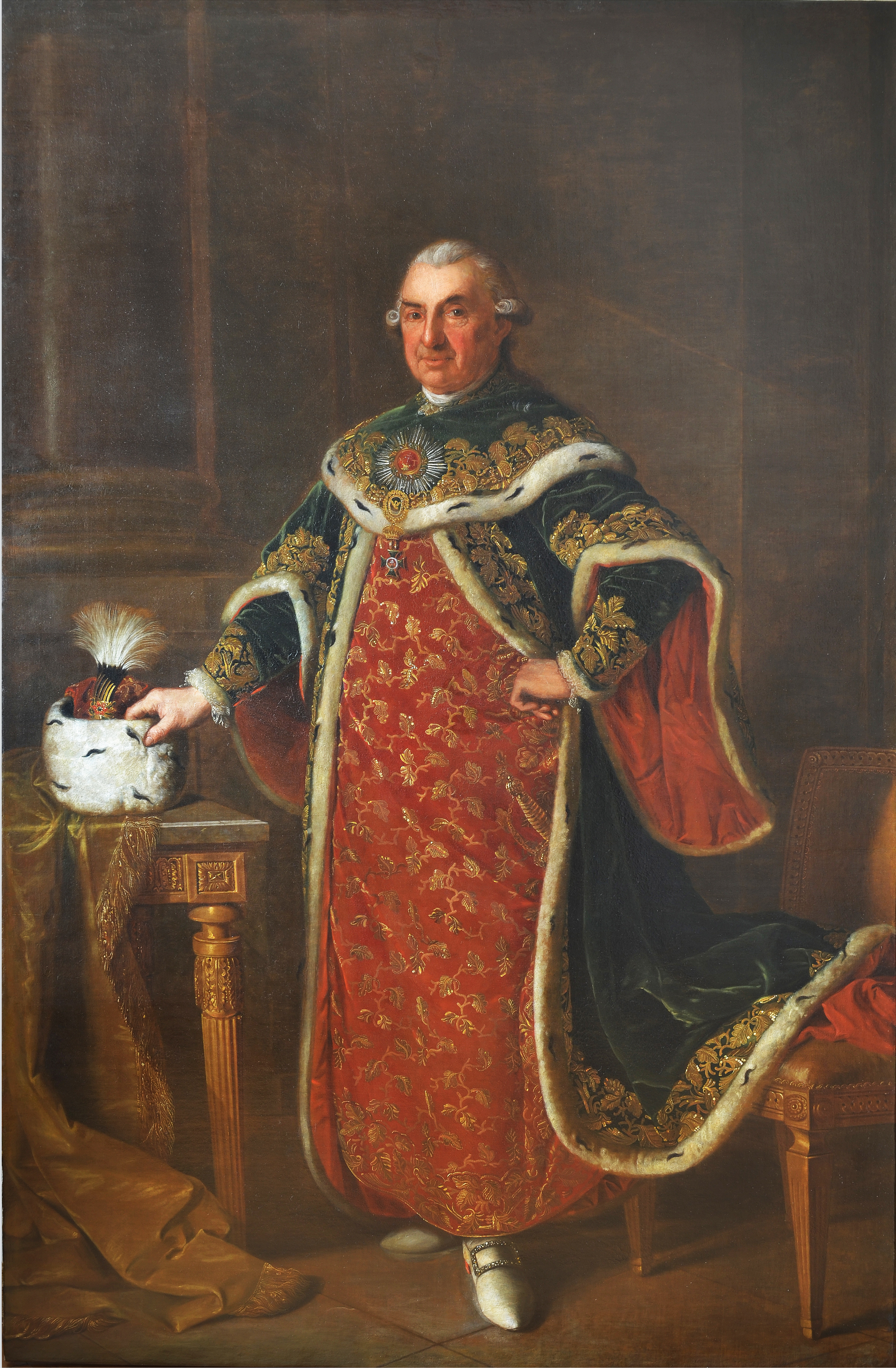
Samuel von Brukenthal

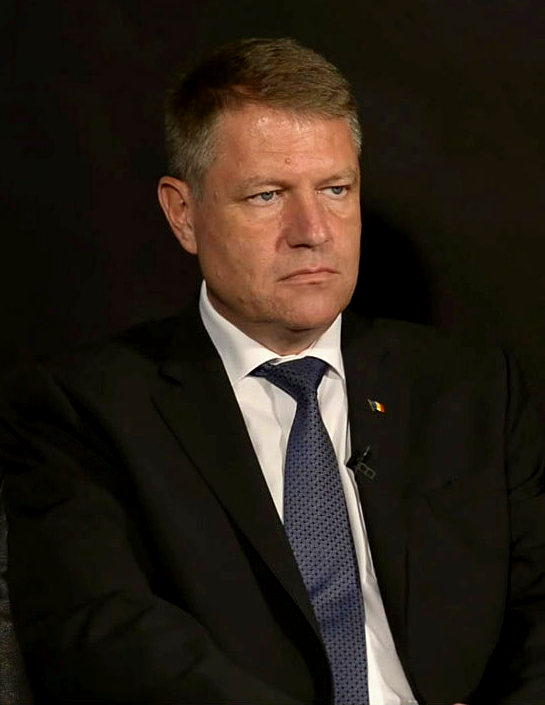
Klaus Iohannis

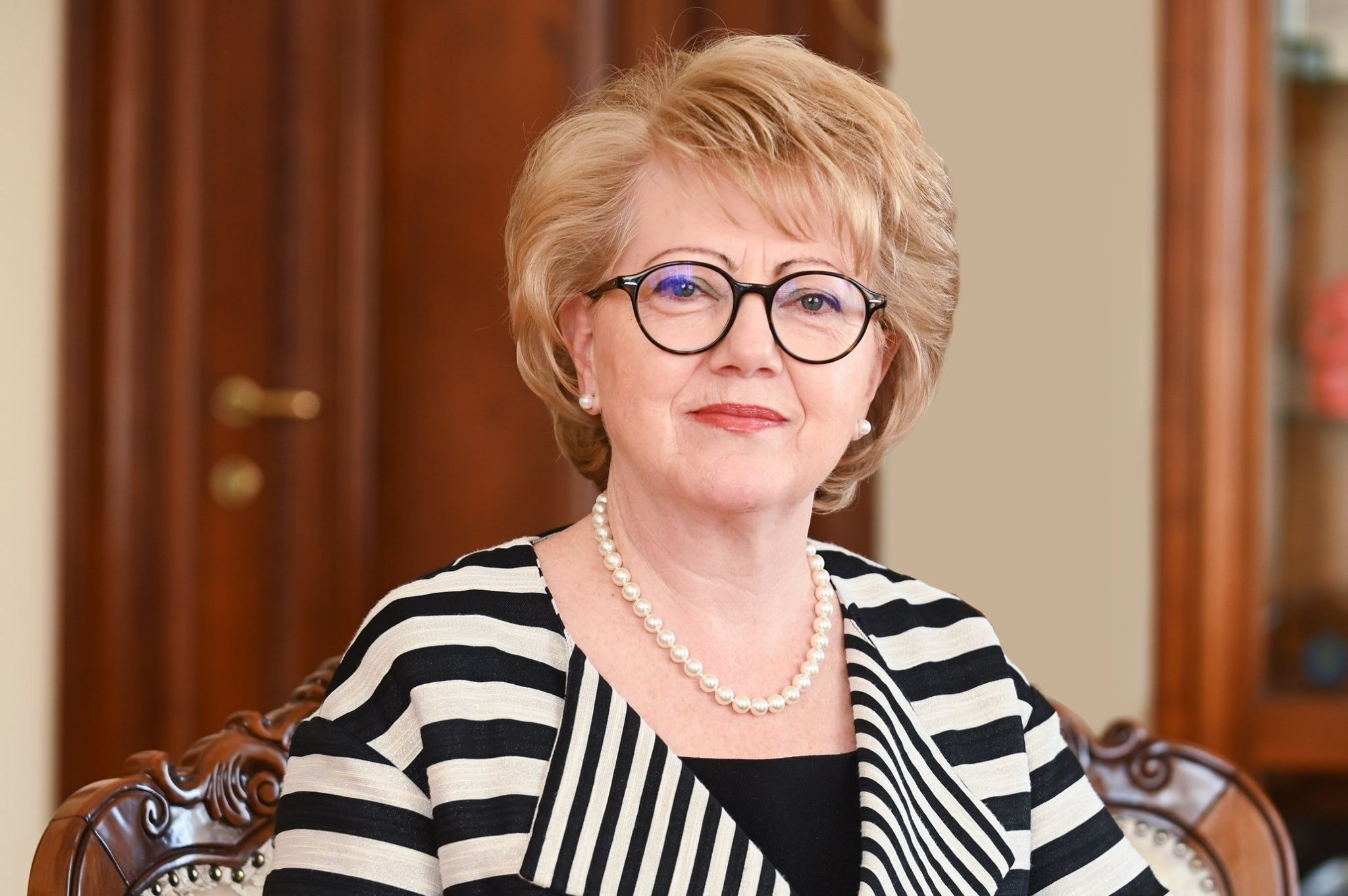
Astrid Fodor

- Nicolaus Olahus (1493-1568), gânditor umanist, arhiepiscop romano-catolic de Esztergom, primat și regent al Ungariei
- Samuel von Brukenthal (1721-1803), guvernator al Transilvaniei
- Martin von Hochmeister (1767-1837), primar al Sibiului și promotor cultural
- David Urs de Margina (1814-1897), colonel al Regimentului I de Graniță de la Orlat, decorat cu Ordinul "Maria Terezia"
- Ion Codru-Drăgușanu (1818-1884), scriitor, călător și memorialist român
- Friedrich Schuler von Libloy (1827-1900), jurist, deputat, rector al Universității din Cernăuți
- Emil Sigerus (1854-1947), etnograf, colecționar, istoric și scriitor
- Arthur Arz von Straussenburg (1857-1935), general, ultimul șef al Marelui Stat Major al Armatei austro-ungare
- Pauline Schullerus (1858-1929), etnologă, botanistă și scriitoare română, aparținând minorității sașilor transilvăneni
- Arthur Coulin (1869-1912), pictor
- Octavian Smigelschi (1866-1912), pictor și grafician
- Onoriu Sasu (1879-1959), deputat în Marea Adunare Națională de la Alba Iulia, 1918
- Octavian G. Simion (1881-1929),  deputat în Marea Adunare Națională de la Alba Iulia, 1918
- Győző Simon Macalik (1890-1953), episcop romano-catolic, deținut politic
- Hermann Oberth (1894-1989), pionier al tehnologiei zborului cosmic
- Norbert von Hannenheim (1898-1945), compozitor
- Pompeiu Onofreiu (1909-1998), preot greco-catolic în clandestinitate; după 1989, protopop greco-catolic de Sibiu
- Emil Cioran (1911-1995), scriitor și filozof
- Vasile Dobrian (1912-1999), pictor, desenator, grafician și poet român de avangardă
- Cornel Irimie (1919-1983), creatorul Muzeului Tehnicii Populare din Pădurea Dumbrava
- Nicolae Lupu (1921-2001), istoric și arheolog român, director al Muzeului "Brukenthal"
- Oskar Pastior (1928-2006), scriitor
- Ion Besoiu (1931-2017), actor
- Paul Niedermaier (n. 1937), istoric, membru titular al Academiei Române
- Andrei Colompar (1939-2006), pianist, compozitor
- Dieter Acker (1940-2006), compozitor
- Andrei Codrescu (n. 1946), scriitor
- Ricky Dandel (n. 1952), solist vocal, compozitor, textier
- Emil Hurezeanu (n. 1955), scriitor și jurnalist
- Klaus Iohannis (n. 1959), președinte al României
- Lucian Vințan (n. 1962), profesor univ. dr., membru al Academiei de Știinte Tehnice din România
- Sabina Cojocar (n. 1985), gimnastă
- Steliana Nistor (n. 1989), gimnastă
- Teodora Lișcu (n.1937), pictoriță

## Galerie

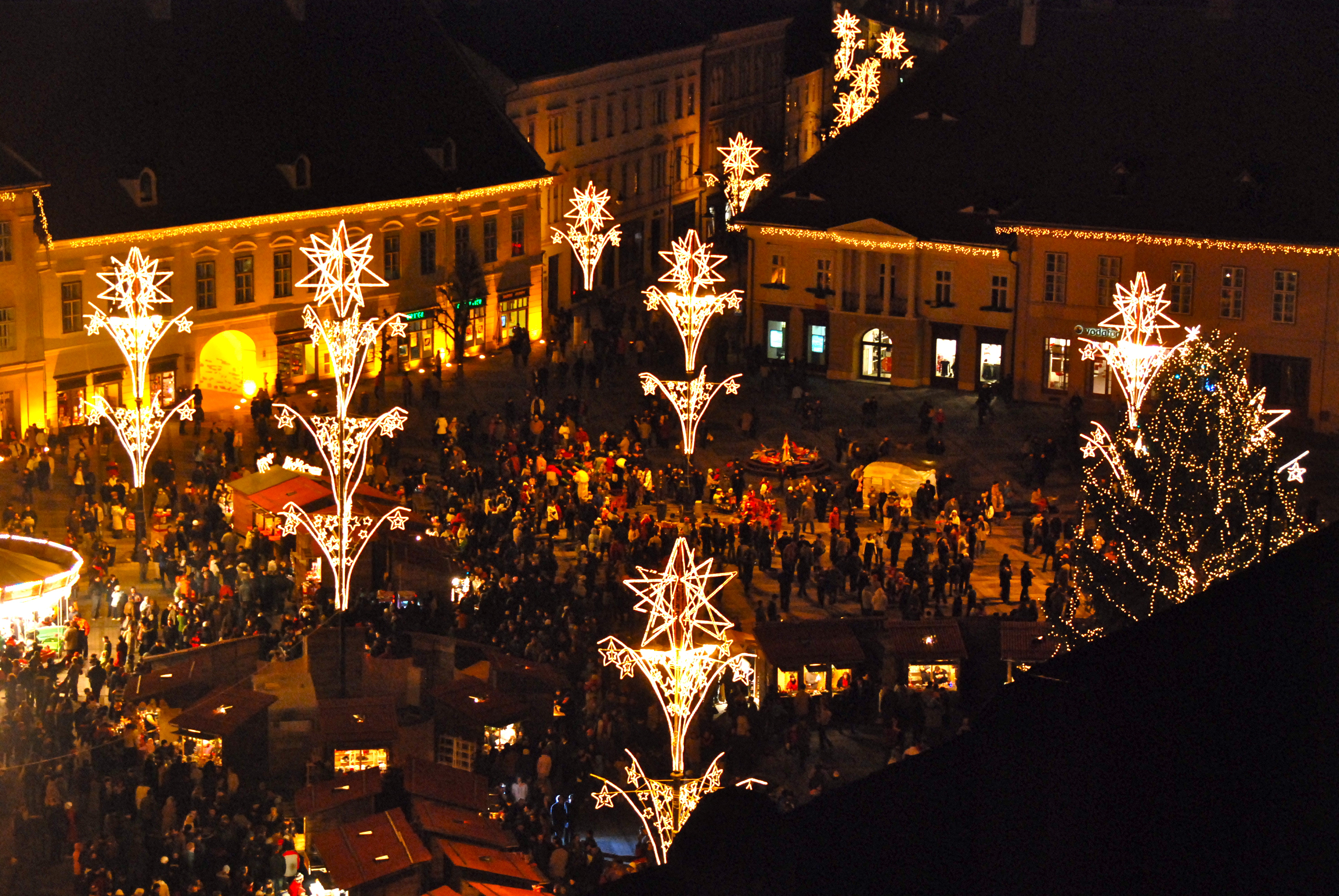
Târgul de Crăciun de la Sibiu/Hermannstadt, unul dintre cele mai cunoscute din Europa
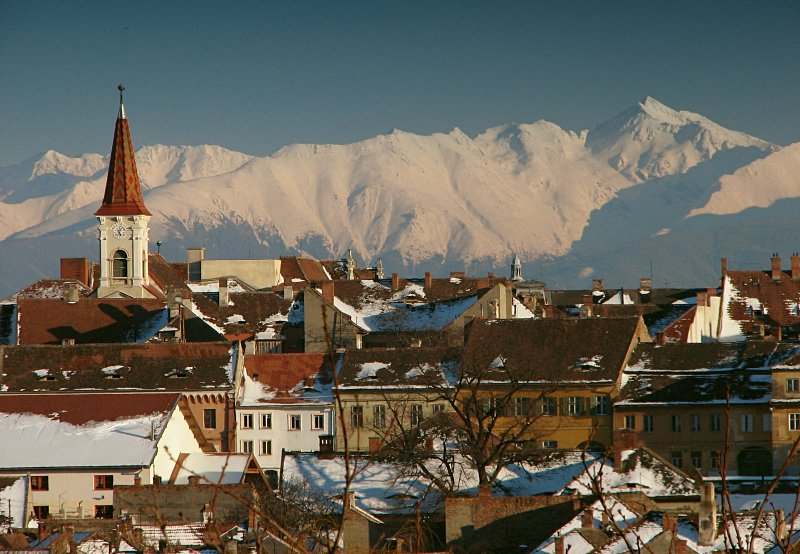
Biserica reformată din Sibiu, cu vârful Negoiu în spate. (Fotografie luată de la mare distanță, ceea ce face ca munții să pară mai aproape de oraș.)
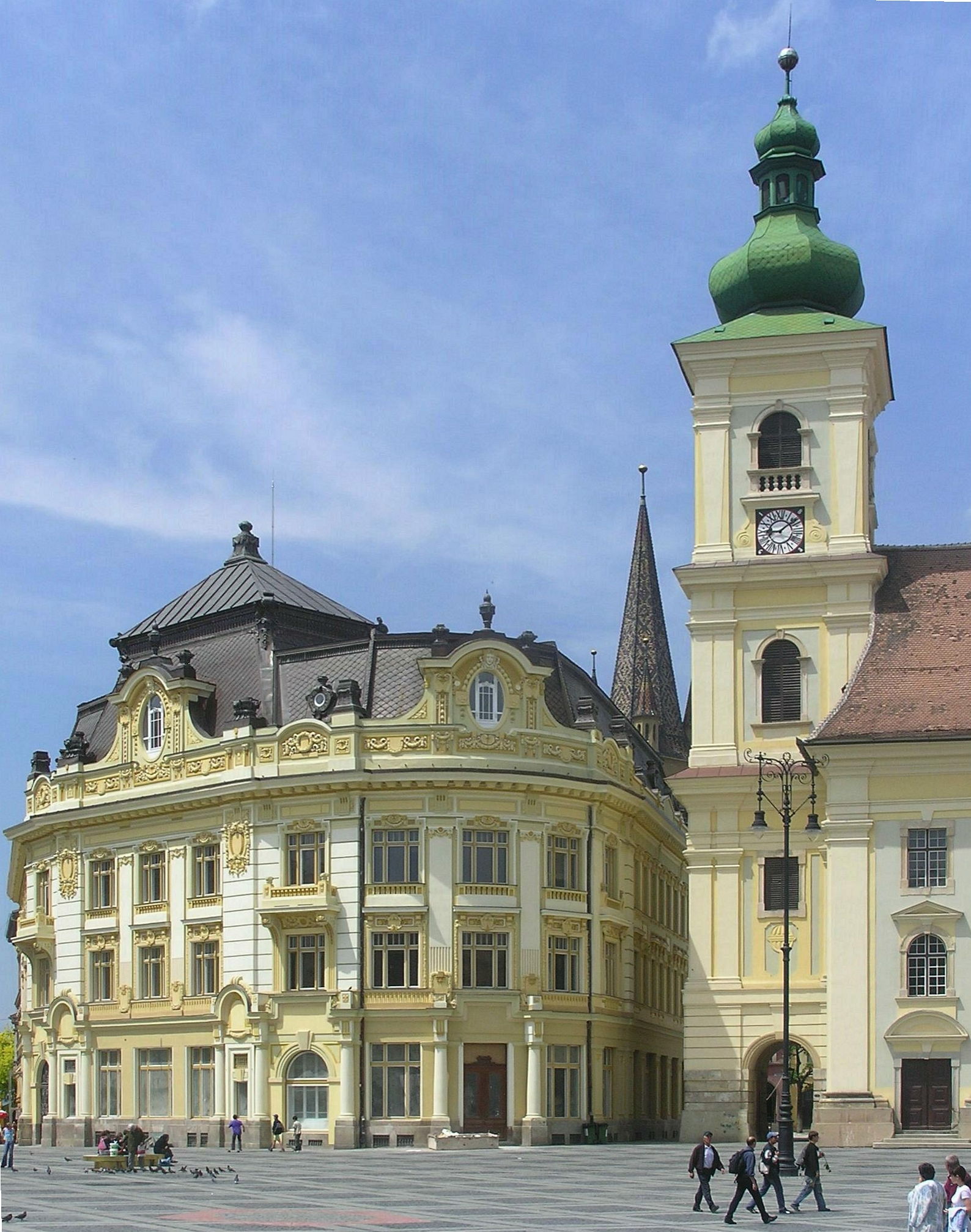
Primăria, Biserica evanghelică (doar vârful turnului), Biserica catolică
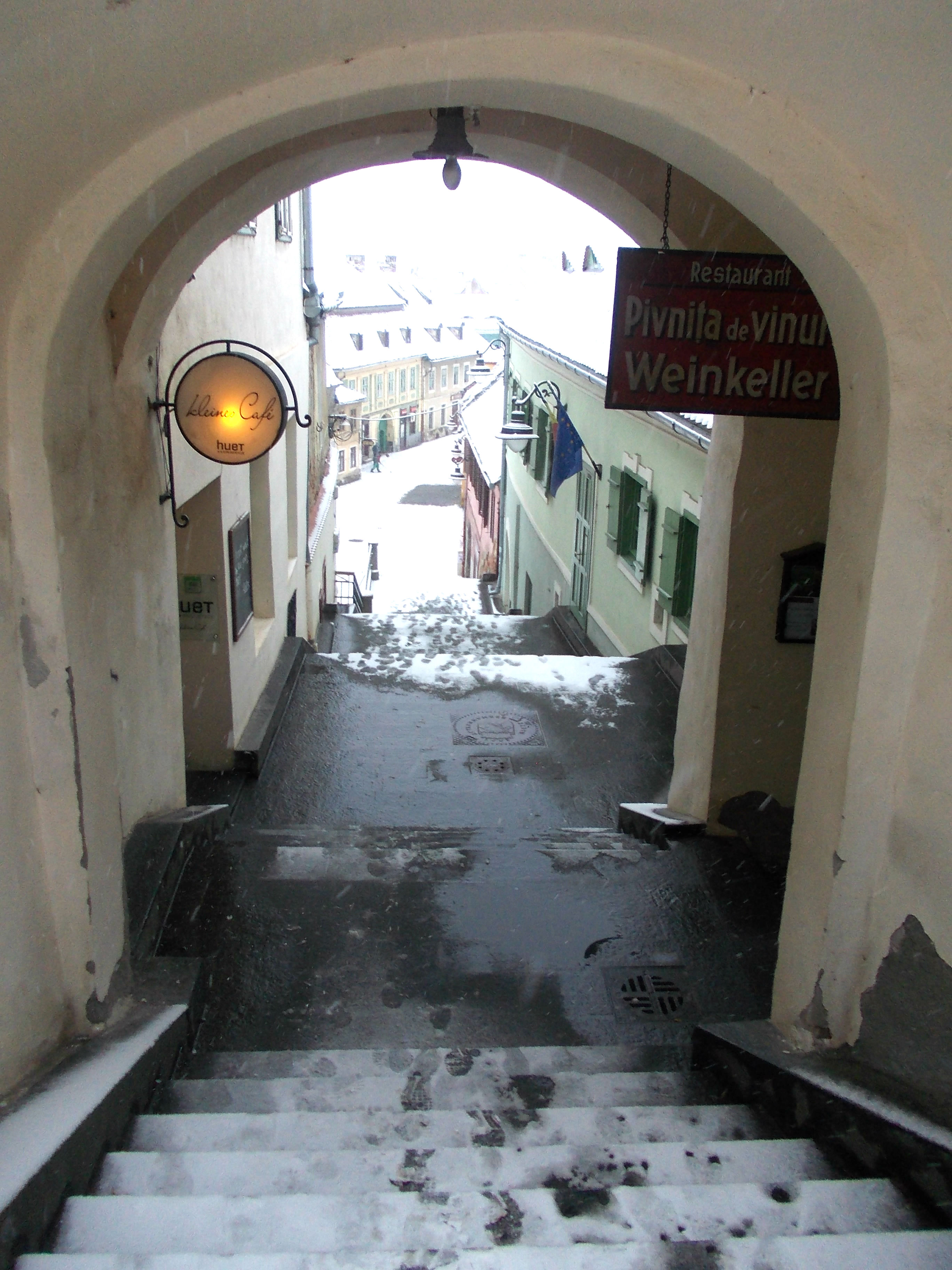
Scările Turnului
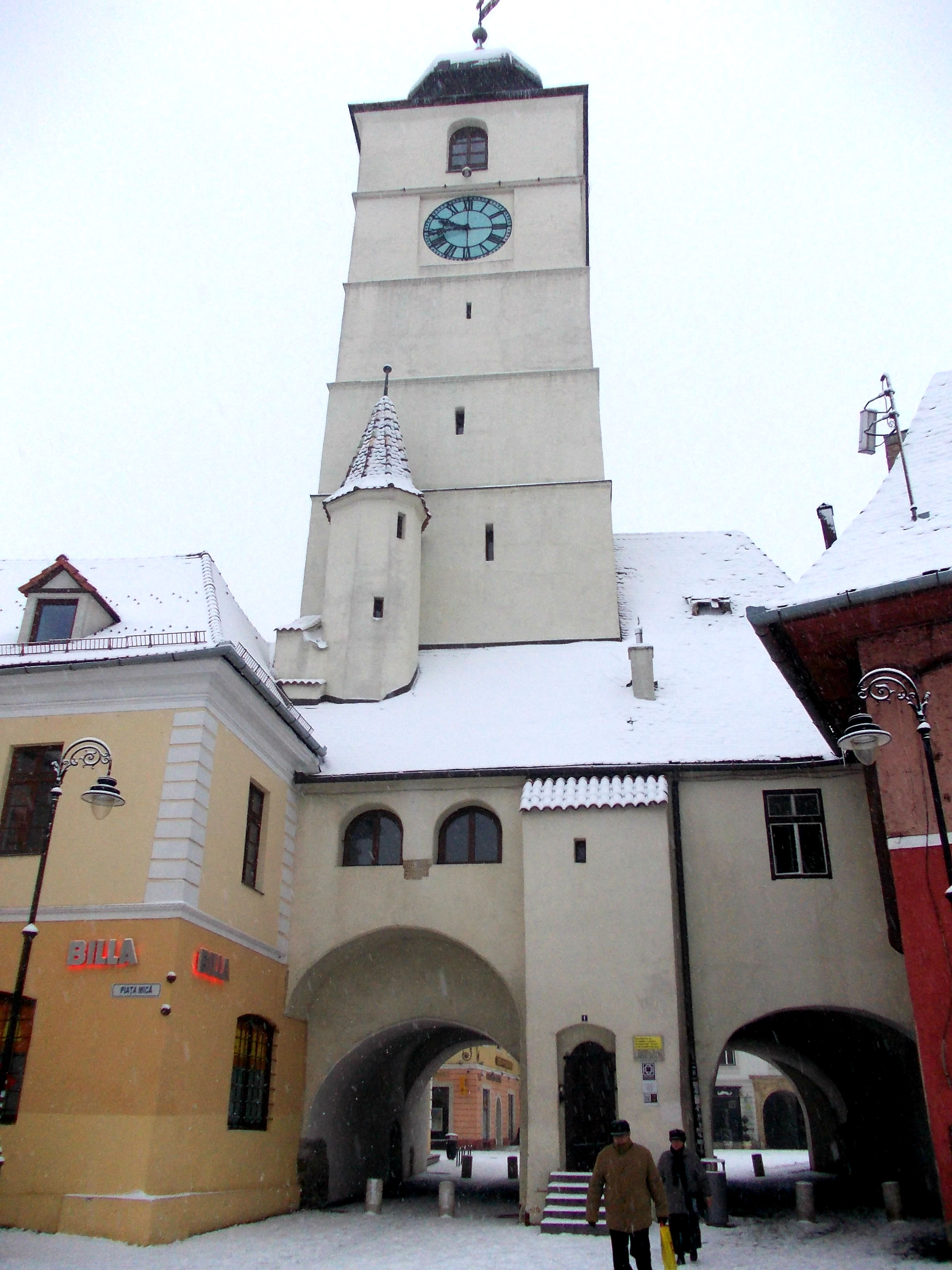
Turnul Sfatului, iarna
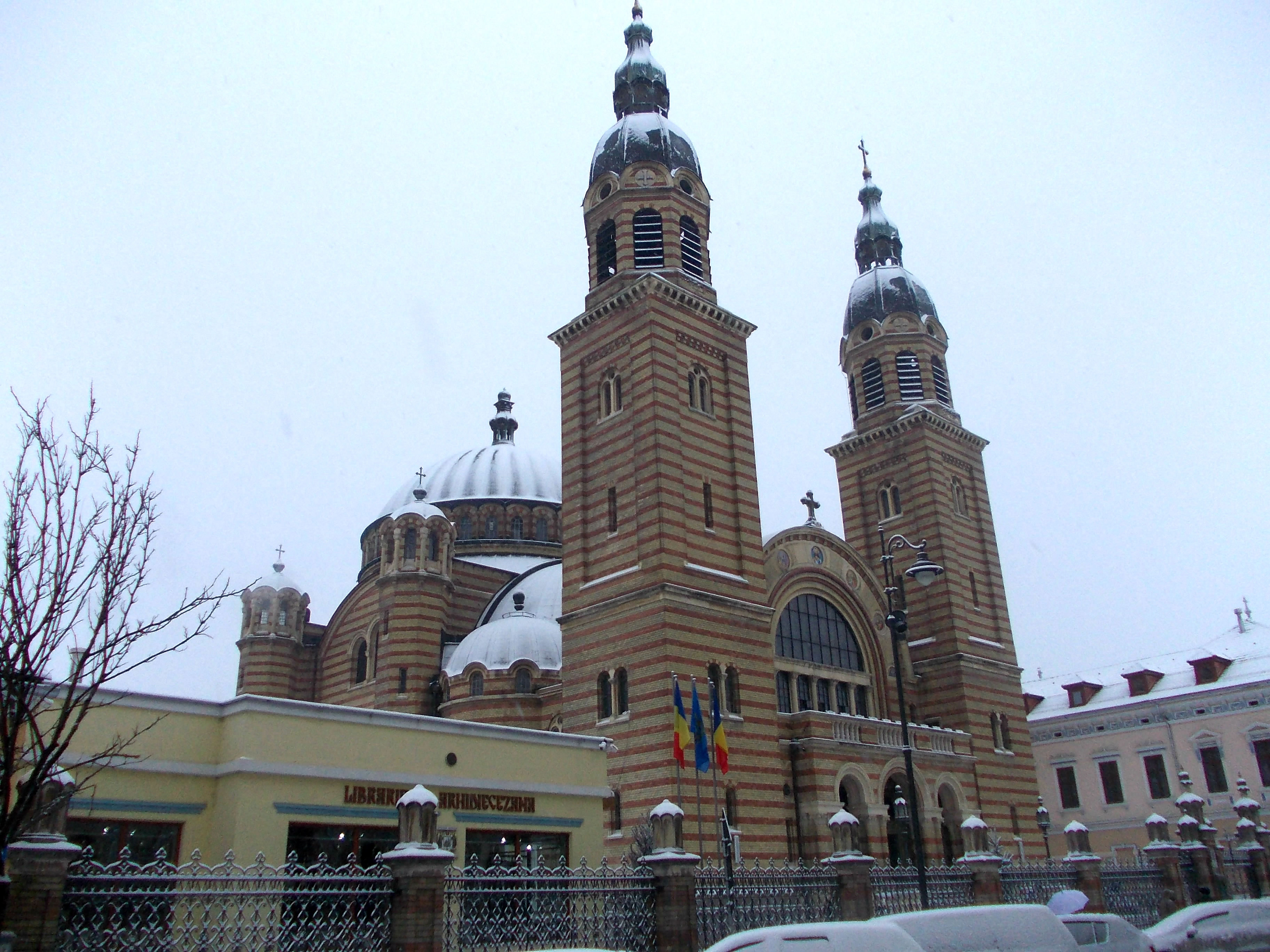
Catedrala Ortodoxă
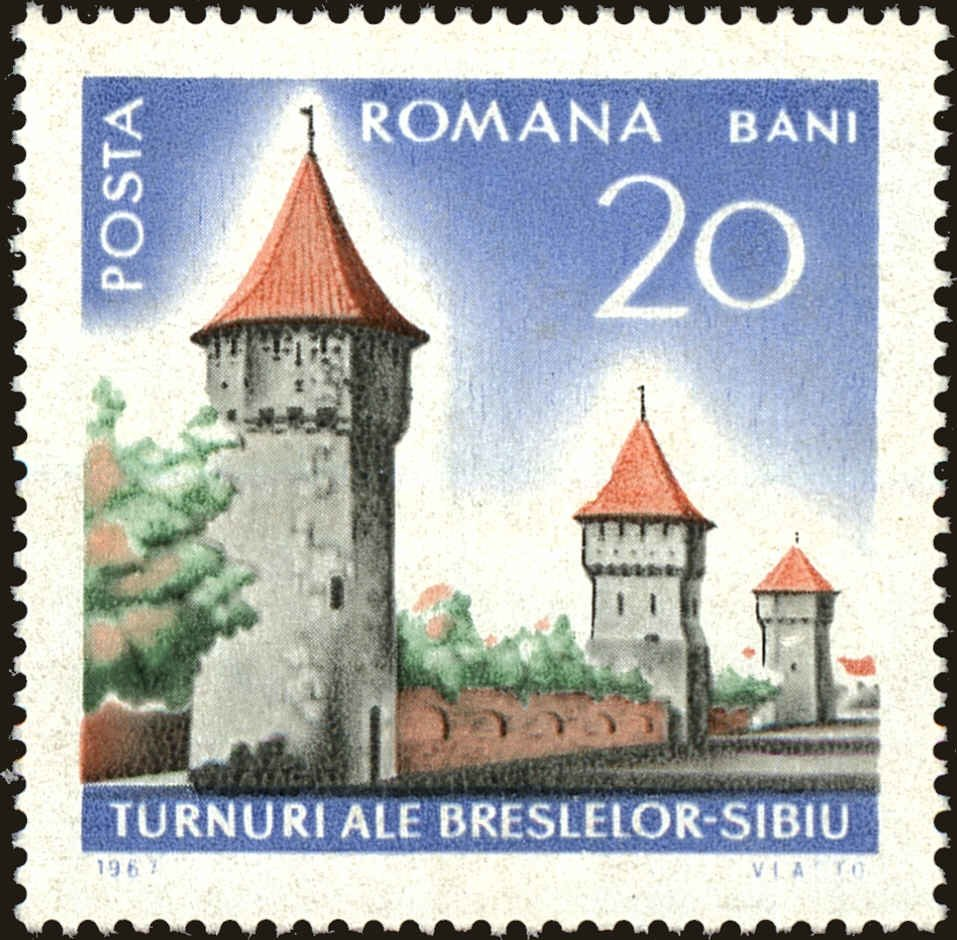
Timbru poștal românesc din 1967
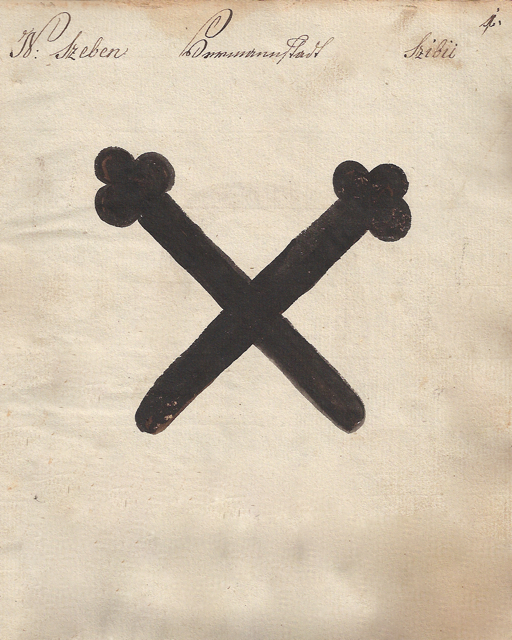
1826 - Danga pentru vitele din Sibiu